# Ricostruzione filologica dei sinogrammi HSK4
Nella tabella sottostante è indicata la ricostruzione filologica dei sinogrammi HSK4. L'HSK4 corrisponde a un livello B2 secondo il quadro di riferimento CEFR e contiene i sinogrammi più diffusi in assoluto in cinese moderno standard tale per cui formalmente si raggiunge il livello intermedio in lingua cinese. Nei due successivi livelli di HSK, i sinogrammi nuovi sono un numero contenuto.

## Ricostruzione filologica degli hanzi HSK4
Le ricostruzioni, salvo diversa indicazione, sono generalmente riprese da Qimingwang (起名网), un sito che contiene un database di ricostruzioni paleografiche più la resa della pronuncia in fanqie nel rimario Guangyun del 1008. Parte di queste ricostruzioni viene riportata anche in Chaziwang, (查字网).
I caratteri HSK sono indicati nella prima colonna in versione semplificata per renderli più riconoscibili. Il cantonese è trascritto con il sistema di romanizzazione Jyutping e la pronuncia è quella standard e prestigiosa di Hong Kong. La ricostruzione in primo cinese medio citata è quella di Baxter (2011).
| Hanzi 汉字 (简体) | Pinyin 拼音        | Cantonese 广东话 (Jyutping) 粤拼 | Significato moderno e arcaico; spiegazione 意思、古意/原意/本义与字源 |
| ----------------- | ------------------ | -------------------------------- | --- |
| 排                | pai2               | paai4                            | Indica il concetto di disporre/organizzare ed è composto dal radicale della mano a lato con accanto la chiave di lettura delle ali di uccello spiegate/"non essere". In origine indicava il concetto di "spingere e aprire" (推开), ben illustrato dalla mano accanto alle ali spiegate. |
| 全                | quan2              | cyun4                            | Indica il concetto di interezza e nella sua versione è il carattere 入 con sotto lo spago con i pezzi di giada 王. in origine indicava la giada legata a un filo/spago (e quindi un gruppo di oggetti messi tutti insieme) o, più probabilmente, la giada pura/intera, come indicano i due componenti del sinogramma. |
| 按                | an4                | on3                              | Già spiegato. |
| 之                | zhi1               | zi1                              | Già spiegato. |
| 棒                | bang4              | paang5                           | Indicava in origine il bastone (e oggi il concetto di essere in gamba) ed è il radicale dell'albero per indicare il legno con accanto la chiave di lettura 奉 feng4 (con la pronuncia nel carattere bang4, si nota un suono bilabiale), cioè il carattere 丰 feng1 (in altre versioni assomiglia a 㞢 o 屮) con sotto due mani che lo afferrano 廾, poi sostituite da 手 e oggi con 干. L'aspetto della chiave di lettura, che significa "offrire, rispettare" e in passato "tirare", riferito alle piante, oggi è fuorviante. Quanto a tutto il carattere, indica in modo indiretto il bastone: è in legno ed è un oggetto che si afferra. |
| 保                | bao3               | bou2                             | Già spiegato. |
| 护                | hu4                | wu6                              | Già spiegato. La sua versione tradizionale è 護. |
| 证                | zheng4             | zing3                            | Già spiegato. La sua versione tradizionale è 證, con variante 証. |
| 抱                | bao4               | pou5                             | Già spiegato. |
| 歉                | qian4              | hip3, him3                       | Indica il concetto di scusarsi (e.g. 抱歉, 道歉) e la pronuncia in cantonese, da cui comunque si nota che la consonante in passato non era palatalizzata, è irregolare (una seconda pronuncia più vicina all'originale in *-m è molto rara). Dalla chiave di lettura 兼 jian1, in cantonese gim1, si ricava che in Primo Cinese Medio finiva con la codina nasale *-m. Il carattere è composto da una mano 彐 che tiene due piantine vagamente simili a 林 (un carattere, 秉 bing3, è identico tranne per il fatto che viene tenuta in mano una sola piantina di cereale molto riconoscibile se si guarda il carattere con attenzione; significava "cereali; afferrare"); 兼 jian1 poi ha accanto l'uomo che sbuffa per la spossatezza (presumibilmente è un riferimento al concetto di secondario/qualcosa che non primeggia, 次, originariamente un uomo che sputa per indicare il concetto di grezzo). Tutto il carattere in origine indicava una quantità di grano insufficiente. Poi il significato si è generalizzato in "carente, insufficiente". Da questo vocabolo ne vengono derivati altri, come i due indicati a inizio descrizione. La chiave di lettura si può trovare pure da sola con il significato di "accorpare", 兼并 jian1bing1. La mano che regge le due piantine torna accanto al radicale della parola nel carattere 谦 qian1, che indica la modestia (谦虚). Qui il carattere si può interpretare in più modi, per esempio il fatto di accorpare molte parole per fare un discorso in cui si indica la modestia o forse l'unione della modestia con altre virtù e attitudini, per esempio il rispetto. La chiave si trova pure nel carattere 赚 zhuan4, che indica il concetto di guadagnare, indicato dal radicale della conchiglia: chi guadagna afferra o accorpa conchiglie. Si poteva trovare scritto anche come 𧸖. |
| 倍                | bei4               | pui5                             | Indica il concetto di multiplo ed è composto dal radicale della persona con accanto la chiave di lettura 咅 pou3, cioè una piantina che germoglia dal seme sopra una bocca (versione arcaica 㕻 da cui deriva 呸 pei1 e, alla lontana, simile a 否: quest'ultima non ha un punto in alto). La chiave indica il concetto di denunciare, criticare, disprezzare (presumibilmente il significato è collegato a 否, "negare/smentire", che ha la stessa composizione; 呸 è un'esclamazione di disgusto, "puah!"). Tutto il carattere significava "opporsi" (anche il radicale della persona messa di fianco e che quindi dà la schiena alla chiave di lettura sembra enfatizzare ciò). Il significato poi è evoluto nel classificatore per i multipli (e.g. il doppio, il triplo, tre volte tanto...). Il significato ha già insito il concetto di multiplo siccome, se ci si oppone per una qualunque questione a qualcuno, si creano due fazioni e/o si rompe l'unità di pensiero in due visioni diverse. La chiave di lettura torna accanto al radicale della città nel carattere 部 bu4, che indica il concetto di parte/sezione/radicale e che oggi si usa pure come classificatore per i film. Deriva da un prestito fonetico perché, come indica il radicale della città, indicava un toponimo, cioè quella che oggi è Tianshui 天水 nel Gansu 甘肃. La chiave si nota nuovamente nel carattere 剖, che indica il concetto di dissezionare: è il concetto di mancanza di unione (per critiche, opposizioni ecc.) con accanto il radicale del coltello a lato che taglia un oggetto in partenza unito. |
| 笨                | ben4               | ban6                             | Già spiegato. |
| 遍                | bian4              | pin3                             | Oggi si usa come classificatore per indicare il numero di volte/occorrenze di un'azione ripetuta dall'inizio alla fine ed è formato dal radicale del cammino (inizialmente quello della metà di incrocio in base alla versione arcaica 徧) accanto alla chiave di lettura indicante la sola pronuncia 扁 bian3, ovvero una porta a un battente 户 con sotto un libro di listelli rilegati da due tratti orizzontali 冊 (come carattere semplificato in Cina si disegna 册. Nella versione precedente, che è quella arcaicheggiante, il secondo tratto si sposta in cime al carattere): indicava l'atto di scrivere i caratteri cinesi sulla porta di casa (per esempio, nelle campagne si credeva che certi caratteri come fu2 福 portassero fortuna; non si sa se, per esempio, servivano a indicare il nome della famiglia che ci viveva dentro). Indicava il concetto di camminare in circolo e di "comune, dappertutto" (普遍, 到处). Oggi si usa anche come classificatore per un'azione ripetuta da cima a fondo. La chiave di lettura ritorna nel carattere 篇 pian1 sotto al radicale del bambù per formare il classificatore per gli articoli accademici e tesi di laurea: il radicale e la chiave si riferiscono entrambi ai testi sui listelli di bambù. Infine, la chiave ritorna come contrazione del carattere 偏 pian1 ("inclinato") nel carattere 骗 pian4 accanto al radicale del cavallo: indicava l'atto di montare in sella. Come prestito fonetico, ha iniziato a significato "imbrogliare". La sua pronuncia è quasi identica al carattere 谝 pian2, che significa "adulare" (dire parole dolci ma false a qualcuno) e ha il radicale della parola. |
| 标                | biao1              | biu1                             | Indica il concetto di rappresentare/simbolizzare e la sua versione tradizionale è 標: è il radicale dell'albero con accanto la chiave di lettura che indica le lingue di fuoco leggere che ascendono. In origine indicava la cima di un albero, mentre oggi in generale indica il concetto di marchio e simbolo, che la semplificazione richiama bene (si pensi al significato di 显示 e 表示). La chiave di lettura torna nel carattere 际 (versione tradizionale 際): è il radicale della collina accanto a un pezzo di carne messo da una mano sull'altare sacrificale a una gamba a forma di T, poi diventato a tre gambe. Indicava il concetto di giuntura (forse riferito a punti geografici o a parti della casa come le pareti), nella stessa misura in cui il volere degli uomini e l'azione delle divinità e spiriti si fanno coincidere ingraziandoseli con i rituali sacrificali. Nella semplificazione, si vede ancora l'altare sacrificale. Oggi indica il concetto di "trans/inter-", e.g. internazionale, a partire da un'evoluzione del significato. 款, con versione arcaica 㱁, è 祟 sui4, il carattere del piede che esce dalla caverna 出, oggi sostituito da 士, con sotto l'altare sacrificale per indicare le calamità che gli spiriti portano agli uomini e il concetto di "furtivo" accanto l'uomo che sbuffa (che oggi indica anche il concetto di essere debitore). In origine indicava la sincerità, che si riflette nell'atto di parlare e che evita delle possibili calamità o che toglie qualunque cosa che si può adombrare, mentre oggi indica il debito. |
| 表                | biao3              | biu2; biu1 (orologio)            | Già spiegato. Si ricorda che vi converge il carattere 錶. |
| 示                | shi4               | si6                              | Già spiegato. |
| 演                | yan3               | jin5, jin2                       | Indica il concetto di recitare ed è composto dal radicale dell'acqua con accanto la chiave di lettura 寅 yin2 (arcaicheggiante 𡩟), che significa "rispettare" ed è anche il terzo Ramo Terrestre. È il disegno di una freccia con un cerchio intorno (assomiglia alla lontana a 束), poi nei vasi in bronzo Shang e Zhou vi si sono aggiunte due mani ai lati nei e infine il tetto (significava "profondo" con un riferimento a un bersaglio colpito in profondità). Il significato di "terzo Ramo Terrestre" deriva da un prestito. Questa chiave di lettura, se unita al radicale dei flutti d'acqua, in origine indicava l'acqua che scorre (già richiamata dalla chiave di lettura, che indica qualcosa di profondo, e dal suo sinonimo tuttora in uso 深 shen1). Poi ha iniziato a indicare qualcosa che muta in continuazione, come ad esempio una recita teatrale o una narrazione (e.g. "Il Romanzo dei Tre Regni" 三国演义, che descrive un periodo della storia cinese realmente esistito). Quanto a 深 (grafia arcaica 㴱), si usa anche nel nome di Shenzhen 深圳 ed è il radicale dell'acqua con accanto la chiave di lettura 罙 shen4, abbastanza fuorviante perché la grafia arcaica è 𥥍 e 𥥦, indicante un camino o piccolo forno a legna in cucina (una cavità con un fuoco riconoscibile in basso, poi stilizzatosi in un albero, e una mano destra dentro per infilarci o sfilarci delle pietanze o per indicare "una cavità che contiene il fuoco"). La seconda grafia indica poi il concetto di profondità: 𥥦 deriva dall'aggiunta del fuoco a un carattere attestato nelle ossa oracolari, composto da una cavità con una mano in basso intenta a scavare. Quindi, una cavità profonda o la cavità di un forno a legna accanto a un rimando a una distesa idrica indica molto bene il concetto di profondità. 圳 invece indicava i solchi tra i campi ed è composto dal radicale della terra con accanto la chiave di lettura del fiume per accennare alla pronuncia. Era una variante di 畎, in cui invece si vede un campo diviso in zone dall'alto con accanto un cane da guardia: i solchi presumibilmente sono un modo per dividere campi di proprietà diversa (in 畔 pan4 invece si indica una banchina/cumulo di terra tra campi: è il concetto di zona coltivata con accanto il concetto di dividere a metà qualcosa). |
| 扬                | yang2              | joeng4                           | Indica il concetto di complimento e di innalzare e la sua versione tradizionale è 揚: è composto dal radicale della mano a lato con accanto la chiave di lettura oggi stilizzata del sole che emette i raggi. In origine indicava il sole. La primissima versione nelle ossa oracolari era molto spartana e assomigliava a 旱 e 早: era il sole con sotto l'altare sacrificale a tre gambe disegnato nella sua versione originale a una sola gamba e a forma di T. Nei vasi in bronzo, si è aggiunto un uomo a destra inginocchiato e con un tratto verticale sulle mani per indicare la preghiera. Poi tutto il carattere è mutato nell'assetto moderno, cioè due mani l'una sull'altra (poi una sola come radicale) con accanto il sole che sorge e emette i raggi 昜. Nel tratto orizzontale in cima, si riconosce ancora l'altare sacrificale a T, da cui si staglia maestosamente il sole con i suoi raggi. Nella semplificazione della chiave, il sole in cima è irriconoscibile. La stessa chiave ritorna nel carattere 陽 > 阳. yang2, il sole/principio Yang e in 湯 > 汤 tang1, che indica la zuppa/brodo/minestra (in giapponese, questo kanji indica l'acqua calda. In entrambi i casi, basta unire l'acqua con il calore del sole). In 腸 > 肠 chang2 per indicare l'intestino e l'emozione, che in senso figurativo vengono legate alle viscere (si pensi agli umori, che i greci collegavano a certi fluidi del corpo, gli "umori"). Indica pure la salsiccia ed è composto dalla carne accanto al sole che sorge con l'altare sacrificale a T. Se non indica solo la pronuncia, può essere un riferimento alla carne cotta o può contenere un qualche rimando all'anatomia dell'intestino. |
| 并                | bing4, bing1       | bing3, bing6                     | Indica il concetto di unione/accorpamento e la versione più arcaica è 𠀤 e 竝: è una coppia di persona inquadrate frontalmente con un tratto orizzontale su cui poggiano. Il carattere si è poi mutato in 並: sono riconoscibili due teste, due corpi, un paio di braccia e il terreno. Poi si è stilizzato in 并, di cui esiste la variante 併, 𥩵 e 幷. Il carattere come chiave di lettura ritorna affiancato al radicale del cibo nel carattere 餅 > 饼 bing4, che indica alcuni cibi formati da un impasto cotto (e.g. pizza e biscotti). La chiave, se non è un riferimento all'unione di ingredienti per l'impasto, può indicare un insieme di dolci messo in un antico forno a legna per cuocere da un lato e dall'altro ("bis-cotto" dal latino significa "cotto due volte"). La chiave ritorna pure nel carattere 拼 pin1 con accanto il radicale della mano per indicare sempre il concetto di "mettere insieme". La parola in cui è usato di più è 拼音 pin1yin1, che indica il celebre sistema di romanizzazione della lingua cinese che ha soppiantato il Wade-Giles. Infine, si vede come chiave di lettura nel carattere 瓶 ping2 (variante arcaicheggiante 甁), che indica la bottiglia e ha il radicale della tegola in terracotta, forse per indicare la terracotta e/o una forma semi-cilindrica e/o il fatto che questo antico contenitore (oggi indica la bottiglia) serviva ad accumulare/accorpare acqua e/o l'unione del contenitore e dell'acqua che contiene. |
| 饼                | bing4              | beng2                            | Già spiegato. La sua versione tradizionale è 餅. |
| 博                | bo2                | bok3                             | Indica oggi il concetto di dottorato, anticamente finiva in *-k ed è formato dal radicale del numero dieci con accanto la chiave di lettura 尃 fu1, "diffondere; sparpagliare", cioè la chiave di lettura 甫 fu3 (il nome di cortesia di un uomo, "iniziare") con sotto il radicale del pollice 寸. Quanto a fu3, è l'ideogramma di una piantina 㞢 che spunta da un campo 田. Oggi il carattere è talmente stilizzato che i due componenti sono a prima vista irriconoscibili. Parte del significato agricolo resta nel carattere 圃 pu3, "giardino", cioè una zona recintata e/o ben delimitata in cui crescono le piante (dall'iniziale si ricava un suono bilabiale in Primo Cinese Medio). Quanto a 尃, si aggiunge in basso una mano, forse intenta a manipolare in qualche modo il virgulto. Il significato di "sparpagliare" si conserva nella versione moderna di questo carattere, 敷 fu1, a cui si aggiunge un bastone in una mano destra. La parola stessa si traduce con 铺开: il primo carattere, pu1, ha il virgulto nel campo con il radicale del metallo (in origine indicava il battente rotondo e in metallo di una porta; indica pure il negozio). In 博 indica il concetto di "abbondante, vasto", mostrato molto bene dal radicale del numero dieci (avente più interpretazioni, per esempio il pittogramma di un ago 十 da cui deriva 针) con accanto il concetto di diffusione e sparpagliamento; oggi indica anche il dottorato/PhD. In 膊 bo2 indica il braccio, cioè il radicale della carne con accanto un riferimento vago alla possibilità del braccio di estendersi. Significava pure "smembrare". |
| 士                | shi4               | si6                              | Già spiegato. |
| 管                | guan3              | gun2                             | Già spiegato. |
| 仅                | jin3, jin4         | gan2                             | Già spiegato. La sua versione tradizionale è 僅. |
| 部                | bu4                | bou6                             | Già spiegato. |
| 擦                | ca1                | caat3                            | (vedi 察 cha2) |
| 猜                | cai1               | caai1                            | Indica il concetto di indovinare e sospettare ed è il radicale del cane a lato con accanto la chiave di lettura che forse si riferisce al nero, oscurità e dunque al mistero e/o al fatto che si dubita di qualcuno o qualcosa. |
| 材                | cun1               | coi4                             | Già spiegato. |
| 观                | guan1              | gun1                             | Indica il concetto di osservare con attenzione ed è il radicale della mano destra con accanto la chiave di lettura dell'occhio sopra le gambe per indicare l'osservazione e percezione. La versione tradizionale rende molto meglio la pronuncia siccome l'occhio era il radicale e accanto vi era il pittogramma della cicogna/gru (觀): come chiave di lettura, rende bene il dittongo in pronuncia, altrimenti inspiegabile. Dalla consonante della chiave di lettura, si nota come anticamente jian4 non fosse palatalizzato. Il radicale si può collegare alla cicogna/gru, siccome ha le sopracciglia e gli occhi molto accentuati nel disegno. |
| 餐                | can1               | caan1                            | Indica il concetto di pasto ed è il radicale del cibo con sopra 𣦻 can2 (oggi 𣦼; siccome il radicale si disegna oggi 歹, una variante rara di tutto il carattere è 䬸). Il componente in alto funge da chiave di lettura della pronuncia e anche per indicare un cumulo di ossa con accanto una mano destra. Siccome da solo significa "danneggiare", forse si riferisce all'atto di masticare e/o sminuzzare il cibo durante il pasto; oppure, indica con un forte impatto grafico una mano destra che mette da parte le ossa spolpate, cioè i resti del pranzo (歹 e4 come radicale indica proprio dei resti di ossa, che però nel radicale sono resti umani). |
| 厅                | ting1              | teng1                            | Indica il concetto di sala/hall e la versione tradizionale è 廳: il radicale del dirupo con sotto la chiave di lettura 聽, cioè il carattere tradizionale che indica il concetto di ascoltare, oggi sostituito dalla chiave di lettura del chiodo con la capocchia ding1 (la pronuncia vi assomiglia). Forse la chiave si riferisce ai burocrati che lavoravano in questi posti (in tal caso, il chiodo si può vedere come un riferimento a 人丁, i servi). La versione kanji è 庁. |
| 厕                | ce4                | ci3                              | Indica oggi il bagno/toilette e la versione tradizionale è 廁 (variante 厠): è formato dal radicale del dirupo con sotto la chiave di lettura ze2, "altrimenti", formata da una conchiglia con accanto un coltello, il che la rende fuorviante: la versione originale è 𠟭 e due varianti arcaicheggianti sono 𠞋 e 𠟔: è un tripode, cioè un calderone di bronzo a tre gambe per cucinare o effettuare sacrifici e uno dei radicali Kangxi, con un coltello accanto e indicava il concetto di incidere i caratteri su un tripode con un coltello (il collegamento ai bronzi Shang e Zhou è immediato). In origine indicava le regole, le leggi e gli standard. Poi, forse come prestito, ha iniziato a significare "e, ma, dunque" (dunque era simile a 而 in cinese classico). Quanto a 廁, è il radicale di un edificio senza le mura o avente una sola parete con sotto le regole/leggi/standard, forse con un riferimento al fatto che in bagno vigono certe regole. |
| 尝                | chang2             | soeng4                           | Indica il concetto di provare/tentare e assaggiare/provare ed è il tetto di una casa (come nel carattere 尚) con sotto il radicale della nuvola. Ma la versione tradizionale è 嘗, tale per cui si ricava che al posto della nuvola era presente 旨, cioè una persona o un cucchiaio (la stilizzazione è quella di un cucchiaio con impugnatura) con sotto 甘, la bocca spalancata sorridente con un oggetto dolce dentro (o, in base a una seconda interpretazione, un punto per enfatizzare la lingua e dunque un gusto gradevole): il carattere in basso indicava il cibo buono e, già in partenza, il concetto di assaggiare, provare (riferito al cibo ritenuto dolce dall'uomo in alto) e anche quello di intenzione. Questo carattere assomiglia a 皀 (cioè quello in 卽 e 旣), che è una coppa con il cibo (simile a 食 ma chiusa) e un cucchiaio in basso. 尚 come chiave di lettura è shang4/chang2 forse per indicare la sola pronuncia, a meno che il significato di "addirittura, ammirare" ha un collegamento con il cibo assaggiato. |
| 江                | jiang1             | gong1                            | Già spiegato. Anticamente la consonante non era palatalizzata. |
| 超                | chao1              | ciu1                             | Già spiegato. |
| 乘                | cheng2             | sing4                            | Indica il concetto di sedersi e posto a sedere ed è formato da un albero con sopra due gambe poggiate su due rami 北 e la parte superiore del corpo dell'individuo inquadrato frontalmente. In origine il carattere era più semplice, siccome era un albero disegnato come Y o 木 con sopra un uomo in equilibrio 大. Tutto il carattere dunque è stilizzato in modo fuorviante. In origine significava "salire/ascendere", oggi indica il concetto di sedersi o di usare un mezzo di spostamento. |
| 功                | gong1              | gung1                            | Indica il concetto di vittoria e ottenimento/achievement ed è formato dalla chiave di lettura della squadra da carpentiere (o, secondo un'altra interpretazione, un oggetto per pestare e lasciare dei solchi nel terreno) accanto al radicale della forza, cioè il muscolo contratto. In origine indicava lo sforzo nel lavoro. |
| 诚                | cheng2             | sing4                            | Già spiegato |
| 惊                | jing1              | ging1                            | Indica il concetto di stupore e sorpresa e la versione tradizionale è 驚: è il concetto di rispettare (contiene un cane allerta con le orecchie ritte, il che si può collegare vagamente alla sorpresa) con sotto un cavallo, con un riferimento al fatto che trasale per un qualche motivo. è il radicale del cuore compresso a lato con accanto la chiave di lettura della torre di guardia per indicare la capitale. Nella semplificazione, si trova il cuore/mente per indicare uno stato mentale e il radicale della torre/capitale come chiave di lettura indicante la sola pronuncia. Anticamente, la consonante non era palatalizzata (anche la chiave di lettura non aveva la consonante palatalizzata). |
| 抽                | chou1              | cau1                             | Indica il concetto di estrarre a sorte ed è formato dal radicale della mano a lato con accanto la chiave di lettura, che indica un'anfora (assomiglia nelle prime versioni a una bocca sorridente; magari indica la bocca dell'anfora) da cui esce una goccia come prima interpretazione. Da sola si usa per indicare il complemento d'agente e causa efficiente in frasi formali e che non hanno una sfumatura di sofferenza e anticamente indicava i germogli che spuntavano nei campi (nello Zuo Zhuan si trova con questo significato, il che porta a interpretare il carattere come un virgulto che spunta in un campo inquadrato dall'alto, simile a 甫. Ma l'interpretazione corretta deve saper spiegare la sua composizione, attestata a partire dai bronzi del periodo Zhou). La chiave di lettura si trova pure nel carattere 油 you2 accanto al radicale dell'acqua/liquido per indicare l'olio e in origine il nome di un fiume. La chiave ritorna pure nel carattere 笛 di2 sotto al radicale del bambù per indicare un antico flauto in bambù cinese che si suona come il flauto traverso: il radicale indica come il suono che il flauto emette provenga e si origini dalle canne in bambù. Infine, la chiave si nota in 庙 miao4 sotto al radicale dell'edificio con le colonne/senza pareti per indicare il tempio. Il carattere ha una chiave di lettura che non rispecchia la pronuncia perché la versione tradizionale è 廟, il che lo rende spiegabile: contiene il carattere che indica la corte chao2, in cui si svolgono attività e cerimonie fin dal mattino. Semplicemente, le cerimonie non sono più solo della corte, ma anche di un tempio (e.g. adorazioni/venerazioni e cerimonie sacrificali). |
| 烟                | yan1               | jin1                             | Indica la sigaretta/tabacco e il fumo e la versione tradizionale è 煙: è formato dal radicale del fuoco a lato con accanto la chiave di lettura 垔 yin1, che significa "bloccare". In origine raffigura un fuoco (oggi stilizzato come 土) e un caminetto con una grata e la parte superiore, poi tutta la parte superiore è stata stilizzata come un uccello nel nido a partire dalle grafie successive ai bronzi Shang e Zhou. Se il cambio di grafia non deriva dalla confusione della grata con il nido, si può immaginare il fumo come ciò che esce dal camino se è ostruito per esempio da un nido di uccelli. Nelle ossa oracolari era presente anche una mano accanto al fuoco, forse per indicare qualcuno che maneggia il caminetto. A partire dallo stile Lishu si trova come chiave di lettura "perché", cioè un uomo sdraiato su una stuoia, per indicare la sola pronuncia. |
| 厨                | chu2               | cyu4                             | Indica la cucina e la versione tradizionale è 廚: è il radicale del dirupo (in origine, un edificio senza le mura 广 per indicare semplicemente un'abitazione e non templi o edifici in cui si stipa il raccolto 麻) con sotto la chiave di lettura 尌 shu4, cioè un tamburo 壴 accanto alla mano/pollice 寸. In origine, nelle ossa oracolari era una piantina 木 con accanto una mano 彐, poi 寸 per indicare un arbusto piantato. Poi la pianta si è modificata in un tamburo con sostegno e corpo inquadrato frontalmente. Questa chiave di lettura sarebbe un rimando al 童仆, un servetto domestico anticamente detto 尌子 che lavorava perlopiù in cucina, il che rende piuttosto chiaro l'intero carattere. Una variante dell'intero carattere è 𢊍. Tutta la chiave di lettura in più secondo Xu Shen indica il concetto di "mettere in piedi" e si ritrova nel carattere tradizionale 樹 shu4 (variante arcaica vicina all'originale 𡬾), oggi 树, indicante l'albero (forse vi si può scorgere un riferimento antico all'arbusto). |
| 房                | fang2              | fong4, fong2                     | Già spiegato. |
| 传                | chuan2, zhuan4     | cyun4                            | Indica il concetto di tramandare/trasferire/trasmettere (in origine, spedire una lettera) e la versione tradizionale è 傳: è il radicale della persona con accanto la chiave di lettura 專 zhuan1, cioè un fuso 叀 con sotto una mano intenta a girarlo per tessere 寸. Oggi la chiave di lettura è semplificata in 专 (da sola, dal significato di "monopolizzare" vi deriva quello di "esperto, specializzato") e ritorna affiancata al radicale della ruota di carro nel carattere 转 zhuan3, che significa "girare". Ritorna pure nel carattere 砖 affiancata al radicale della pietra per indicare il mattone per indicare un oggetto in pietra con un qualche collegamento al concetto di precisione e di specialità (come la sua funzione o la sua lavorazione, tale per cui i mattoni si distinguono dai sassi e si usano apposta per costruire le case in mattoni), altrimenti indica solo la pronuncia. |
| 窗                | chuang1            | coeng1                           | Indica la finestra e la sua versione tradizionale è 窗: alla primissima versione del carattere, cioè il contorno di una finestra con un'inferriata davanti 囪 (assomiglia all'inferriata di 煙 ma di un camino), si è aggiunto il radicale della caverna in alto per indicare un'apertura su una parete.. La versione attuale del carattere deriva dalla confusione della parte in basso con 囱, che invece rappresentava un camino, di cui si vede la forma, un punto in alto che rappresenta il fumo che esce e una forma 夊 per indicare o le stelle che si vedono dal buco del camino o una persona che cammina nella stanza riscaldata e illuminata. Dal punto di vista del significato, nulla è cambiato: è una finestra. |
| 户                | hu4                | wu6                              | Già spiegato: è una porta a un battente, oggi radicale Kangxi e anticamente disegnata 戸, derivante da una parziale stilizzazione della sua primissima versione, 戶. |
| 词                | ci2                | ci4                              | Indica il concetto di parola e un tipo di composizione poetica del periodo Tang e Song e la sua versione tradizionale è 詞: è il radicale della parola accanto alla persona inginocchiata che pronuncia ordini con la bocca spalancata. |
| 粗                | cu1                | cou1                             | Indica il concetto di rozzezza ed è il radicale della piantina di riso con accanto un altare o lapide dedicata agli antenati. La primissima versione nelle ossa oracolari aveva due cervi l'uno accanto all'altro ritratti di lato mentre correvano. Nella versione nei bronzi Shang e Zhou si è aggiunto un terzo cervo in alto, tale per cui è attestata la variante arcaica 麤. Secondo Xu Shen, indicava il concetto di andare lontano. Nella versione moderna, forse il senso di grezzo è riferito in qualche modo al riso non lavorato (e.g. non sgusciato dall'arista e glumelle) o a una varietà di riso grezzo o al fatto che il riso era un cibo umile e poco elaborato (come il tè 茶, a giudicare dalla semplicità della casetta disegnata in basso); il componente a destra indica la sola pronuncia. Altrimenti, il carattere resta inspiegato. |
| 存                | cun2               | cyun4                            | Già spiegato. |
| 错                | cuo4               | co3                              | Già spiegato. La sua versione tradizionale è 錯. |
| 误                | wu4, wu5           | ng6                              | Indica il concetto di sbagliare e sprecare, anticamente iniziava in *ng- e la versione tradizionale è 誤 (una variante con la chiave di lettura più conservativa è 悞): è il radicale della parola accanto alla chiave di lettura 吳 (> 吴) Wu2 (< *ng-), che indica il nome di un antico stato cinese corrispondente grossomodo all'attuale Shanghai e che oggi si riferisce a tutta la famiglia di dialetti che si parlano a Shanghai e dintorni. In giapponese, indica la lettura go-on dei kanji, cioè la lettura più arcaica e solitamente quella più vicina al Primo Cinese Medio. 吳 è formato da una bocca spalancata sopra 夨 ze4 (< *-k), cioè un uomo con la testa piegata per indicare una persona che urla (nelle ossa oracolari, si vede una persona 大 con la forma quadrata della bocca al posto della testa vagamente simile a 呆 e alla versione arcaica di 天 e le braccia piegate e in movimento). Dal significato di urlo, ha iniziato a indicare lo stato di Wu come prestito fonetico. Nel carattere intero, il radicale della parola rimanda a un errore forse in pronuncia o nel riportare informazioni o chiamare qualcosa: ha a che fare con il parlato. |
| 答                | da2                | daap3                            | Già spiegato. Anticamente finiva in *-p. |
| 案                | an4                | on3                              | Già spiegato. |
| 扮                | ban5, ban4         | baan6                            | Già spiegato. |
| 扰                | rao3               | jiu5                             | Indica il concetto di dare fastidio e la versione tradizionale è 擾: è composto dal radicale della mano a lato con accanto la chiave di lettura già in partenza semplificata 夒 rao3 (< *n-; 擾 per conto sua ha iniziato a pronunciarsi con *ny-). La chiave di lettura nao2 è il pittogramma di un macaco inquadrato di lato mentre è seduto per terra e con una mano sollevata verso la testa: si nota la testa in alto, un braccio e un piede. Il significato originale resta nel carattere 猱 nao2, anche se il radicale del cane è fuorviante. Quanto a tutto il carattere, è una mano con accanto un macaco, poi mutato in 憂 you1: la seconda chiave di lettura indica il concetto di tristezza (è una faccia con sotto il cuore/mente e un piede) che nella semplificazione diventa il concetto di vietare you1 (una mano con un tratto sopra per indicare il divieto) e dunque totalmente irriconoscibile. La chiave si collega bene al carattere, siccome il fastidio provoca dispiacere ed è qualcosa che di base è vietato dare agli altri. |
| 印                | yin4               | jan3                             | Indica il concetto di imprimere ed è molto simile alla chiave di lettura di 报: è una mano 彐 ribaltata fin dalla prima versione che tiene orientata verso il basso la testa di una persona inginocchiata e ritratta di lato (forse uno schiavo) esercitando una pressione. Il significato originario di "premere giù/verso il basso" resta in 抑 yi4, a cui si aggiunge il radicale della mano. La chiave di lettura 卬 ang2 è lievemente diversa ed è un falso amico: indica una persona in piedi accanto a una persona inginocchiata. |
| 招                | zhao1              | ziu1                             | Già spiegato. |
| 呼                | hu1                | fu1                              | Già spiegato. |
| 折                | zhe2               | zit3; zip3 (> 摺)                | Indica il concetto di scontom anticamente indicava il concetto di tagliare (折断) e la versione arcaica è 㪿: è composto da un albero tagliato in due con i due pezzi stilizzati con accanto con accanto il pittogramma dell'ascia. La pianta tagliata è oggi stilizzata con la mano a lato, fuorviante. A esso oggi si unisce in semplificazione il carattere 摺, oggi in perlopiù in disuso e che significava "rompere". Entrrambi i caratteri finivano con uno stop senza rilascio di suono udibile a fine parola. |
| 针                | zhen1              | zam1                             | Indica l'ago ed è formato dal radicale del metallo accanto alla contrazione del carattere 什 come chiave di lettura per indicare la pronuncia. A sua volta 十 era o un tratto verticale a cui si è aggiunto un punto in mezzo poi assottigliato in un tratto a partire dal periodo degli Stati Combattenti oppure, secondo un'altra interpretazione, era proprio il pittogramma di un ago, ragion per cui il carattere zhen1 preserva il suo significato originale. Anticamente finiva in *-m. |
| 概                | gai4               | koi3                             | Indica il concetto di approssimazione e la sua versione arcaica è 槪: è formato dal radicale dell'albero con accanto la chiave di lettura 旣 semplificata in 既 ji4, che anticamente non aveva la consonante palatalizzata e che rappresenta un contenitore di cibo chiuso con un sostegno in basso oggi stilizzato, 皀 (bi1, xiang1, ji2), con accanto una persona inginocchiata e ritratta di lato 旡 ji4. Questo carattere in passato non aveva la consonante palatalizzata ("gai4" quindi ha una pronuncia vagamente conservativa) e in passato indicava il cibo fermo in gola, tale per cui la persona si inginocchiava per la fatica o simili. Oggi la chiave di lettura indica il concetto "già" (forse per indicare il cibo già mangiato e il pasto ormai finito e/o il riso già cotto e ormai pronto; in 即 è inginocchiata e ritratta di lato perché deve ancora mangiare). Indica pure la congiunzione correlativa nel costrutto "sia... sia...", forse come prestito fonetico. In origine tutto il carattere indicava un attrezzo per lavorare i cereali raccolti, forse una tavola in legno usata come raschietto per strofinarli e sgranarli (量米粟时刮平斗斛(hú)用的木板。量米粟时，放在斗斛上刮平，不使过满). Il significato odierno di tutto il carattere deriverebbe da un prestito. La chiave di lettura ritorna nel carattere 溉 gai4 (versione arcaica 漑), che indica il concetto di irrigare e ha il radicale dell'acqua a lato (la chiave di lettura indica solo la pronuncia, a meno che il suo significato astratto di "completare" si riferisce all'acqua depositata sulla terra del campo). Compare pure in kai3 慨, che indica la generosità, con accanto il radicale del cuore/mente siccome è un'attitudine interiore. La chiave di lettura, perlomeno in apparenza, sembra indicare solo la pronuncia, a meno che la "completezza" si collega in qualche modo al cuore e alla generosità. |
| 使                | shi3               | si2, sai2                        | Indica il concetto di far fare ed è composto dalla persona a lato con accanto la chiave di lettura li4 吏 (㕜), simile a 事. In tutti i caratteri l'oggetto in mano è un'arma per andare a caccia o per la guerra a forma di Y simile a 單, quindi un bastone (anche se si può trovare disegnata come un arco con una freccia, ma l'impugnatura sarebbe troppo goffa). Secondo un'altra interpretazione, è un vessillo stilizzato come 中 (non è un palo piantato al centro di un'area delimitata, anche se in origine aveva degli svolazzi). Anche in 史 sh3, che indica la storia, la mano regge un'arma o, secondo un'interpretazione meno probabile legata solo a questo carattere (infatti in passato erano tutti mescolati e non differenziati) reggeva forse un pennello poco riconoscibile per registrare fatti storici. Se l'interpretazione corretta per tutti i caratteri messi insieme è quello di arma, nel caso di "far fare" sembra nascondere in origine una velata minaccia, mentre nel concetto di storia sembra rimandare a guerre e battaglie. |
| 约                | yue1               | joek3                            | Già spiegato. Anticamente finiva in *-k. |
| 戴                | dai4               | daai3                            | Indica il concetto di indossare (accessori precisi, e.g. maschere e cappello) e la sua versione arcaica è 𢨚: è la chiave di lettura per la sola pronuncia zai1 𢦏 (anticamente 𢦒), che indica il concetto di tagliare e ferire (生 con accanto 戈) con sotto il componente yi4 異, che indica il concetto di estraneo/estero ed è una maschera 田 tenuta in faccia da una coppia di mani e il resto del corpo 大, stilizzati come 共, in cui comunque si possono vedere due tratti in basso indicanti già in partenza le mani. |
| 刀                | dao1               | dou1                             | Già spiegato. |
| 导                | dao3               | dou6                             | Già spiegato. |
| 倒                | dao3               | dou2                             | Già spiegato. |
| 处                | chu4, chu5         | cyu2                             | Indica il concetto di luogo (anticamente, quello di "risiedere/vivere in"), la versione kanji è 処 e la versione tradizionale è 處: è la chiave di lettura della tigre 虍 con sotto 夂 e 几. La primissima versione, reperibile nelle ossa oracolari, contiene 冖 (in questo preciso carattere, non è chiaro cosa sia: potrebbe essere un tetto o un tavolino) con sotto un piede. A partire dai bronzi Shang e Zhou, si nota una persona 人 accanto al pittogramma di un tavolino 几. La persona poi è mutata in un piede (la versione kanji preserva proprio questo ideogramma) e sopra si è aggiunto il radicale della tigre, forse per distinguerlo da altri caratteri e/o significati. Nella versione kanji, questo radicale è sparito. Nella versione semplificata, il tavolino è mutato in una screpolatura sulle piastre di tartaruga messe sul fuoco per effettuare le plastromanzie: rende la pronuncia del nucleo della sillaba, ma tutto il carattere diventa fuorviante. |
| 底                | di3                | dai2                             | Indica il concetto di fondo/fine ed è formato dal radicale dell'ampiezza/edificio senza pareti (aggiunto a partire dalle grafie successive ai bronzi Shang e Zhou) con sotto la chiave di lettura 氐 di1, che è la stilizzazione fuorviante di una persona che si piega verso il basso/terreno con sotto una linea orizzontale (oggi ridotta a un trattino) che indicava un oggetto rotondo tenuto in mano e sollevato da terra, forse proprio un cumulo di terra (da cui deriva da stilizzazione 土 e qui immaginabile come una contrazione di 地 di4 per indicare la pronuncia). Il radicale forse indica un edificio di altezza bassa, altrimenti l'aggiunta resta inspiegata. La stessa chiave di lettura compare nel carattere 低 di1 accanto alla chiave di lettura dell'uomo a lato per indicare il concetto di "basso". Il radicale si riferisce all'altezza bassa di una persona o rinforza l'atto di chinarsi verso il terreno indicato dalla chiave di lettura. |
| 登                | deng1              | dang1                            | Già spiegato. |
| 牌                | pai2               | paai4                            | Già spiegato. |
| 低                | di1                | dai1                             | Già spiegato. |
| 球                | qiu2               | kau4                             | Già spiegato. Anticamente aveva la consonante non palatalizzata. |
| 址                | zhi3               | zi2                              | Indica il concetto di indirizzo ed è composto dal radicale della terra con accanto la chiave di lettura del piede/fermarsi per indicare un punto geografico in cui ci si insedia e si costruiscono per esempio le case. Una variante rara di questo carattere è 阯, in cui si indica non un terreno in generale, ma una collina (come radicale) su cui ci si può insediare. |
| 掉                | diao4              | diu6                             | Indica il concetto di eliminazione ed è composto dal radicale della mano con accanto 卓 zhuo2/zhuo1, un uccello con sotto un retino con manico per acchiapparlo (il nido con l'uccello senza albero o retino è 西 con varianti arcaiche 卥 e 㢴; la prima variante permette il collegamento con la parte superiore di zhuo2). Da una modifica della chiave di lettura "alto" deriva 罩 zhuo2 ("coprire; una cesta per catturare pesci" ma in origine collegato alla cattura degli uccelli; ha il radicale della rete in alto) deriva l'ideogramma del tavolo, 桌 zhuo1, cioè un uccello nel nido sopra un albero, in una posizione sopraelevata (l'albero indica pure il legno del tavolo). La pronuncia dei due caratteri è un ulteriore punto di somiglianza. Due varianti sono 棹, in cui tutto il primissimo carattere viene preservato, e 槕 in cui il radicale dell'albero rimarca il legno. |
| 丢                | diu1               | diu1                             | Indica il concetto di perdere ed è composto da un tratto orizzontale (oggi sbilenco) sopra il carattere 去, l'uomo che esce dalla caverna/andare per non farvi ritorno. Una sua variante, divenuta il carattere tradizionale, è 丟 e vi si legge il numero uno sopra 去, il che porta a una seconda interpretazione, cioè un qualcosa che viene perso ("qu4" significa anche rimuovere, scartare, sbarazzarsi e non è chiaro se si può applicare all'interpretazione di questo carattere). |
| 堵                | du3                | dou2                             | Indica il concetto di ostruzione (e, in origine, quello di parete) ed è composto dal radicale della terra con accanto l'ideogramma della canna da zucchero con il significato di "molto" (quindi una contrazione di 诸 zhu1) per indicare parecchia terra o fango accorpati fino a creare una parete. Il significato di "bloccare" può derivare o dalla parete, che blocca l'ingresso di chiunque sia dall'altra parte, o dal fatto che un grosso cumulo di terra ostruisce qualcosa. |
| 肚                | du4                | tou5                             | Indica la pancia ed è composto dal radicale della carne compresso e stilizzato a lato con accanto la chiave di lettura del cumulo di terra per indicare come il ventre sporga verso l'esterno. |
| 童                | tong2              | tung4                            | Già spiegato. |
| 展                | zhan3              | zin2                             | Indica il concetto di sviluppare e la prima versione è 㠭, ovvero dei falsi amici della squadra da carpentiere siccome raffigura quattro vasi l'uno vicino all'altro dentro ai vari piani di un forno per la cottura dei vasi grezzi. In delle versioni successive, i due vasi in basso sono stati sostituiti dalla bocca spalancata per indicare la bocca del forno dei vasai, mentre sporadicamente in cima si poteva vedere un tetto, forse il tettuccio del forno. Al carattere 𧝑, semplificato e stilizzato, si è aggiunta la persona accovacciata, forse il vasaio che controlla i vasi e/o lavora (e dunque attua il processo complesso di produzione artigianale dei vasi). Pertanto, si ottiene l'odierno 㞡. Xu Shen indica la chiave di lettura come legata al vestito 衣, ma non parla delle primissime versioni del carattere. |
| 法                | fa3                | faat3                            | Già spiegato. La sua versione arcaica, contenente lo xiezhi, è 灋 e finiva in *-t. |
| 律                | lv4                | leot6                            | Indica il concetto di disciplina e legge ed è composto dal radicale della parte a sinistra dell'incrocio a T con accanto la mano che regge verticalmente il pennello con i peli. La parte a sinistra indica il movimento, mentre la parte a destra si riferisce al mettere per iscritto le leggi, che normano l'agire degli uomini. Anticamente finiva in *-t. |
| 翻                | fan1               | faan1                            | Indica il concetto di capovolgere e tradurre e, in origine, quello dell'uccello che vola: è la zampa di animale che lascia l'impronta sul terreno come chiave di pronuncia (fan1 poi come significato è "ripetere" con un riferimento alle numerose volte che un uccello sbatte le ali; il significato originale resta in 蹯 fan2, "zampa", con il radicale del piede) con accanto due piume. Una variante del carattere è 飜. |
| 译                | yi4                | jik6                             | Indica il concetto di tradurre e la sua versione tradizionale è 譯, cioè il radicale della parola con accanto la chiave di lettura 睪 yi4 (varianti 𥇡 e 𥇝), che significa "spiare" ed è un occhio ribaltato con sotto 幸, le mani legate da una catena in alto e in basso collegate a un'unica manetta rotonda per indicare un prigioniero. Indica dunque l'osservazione attenta di parole per capire il loro senso e tradurle. Anticamente finiva in *-k. |
| 烦                | fan2               | faan4                            | Indica il concetto di scocciatura/seccatura/fastidio ed è il radicale del fuoco con accanto il radicale del viso. |
| 恼                | nao3               | nou5                             | Indica il concetto di scocciatura/seccatura/fastidio e la sua versione tradizionale è 惱: è il radicale del cuore/mente compresso a lato con accanto la fontanella 囟, una delle rarissime volte che si vede in un carattere che non ha subito semplifcazioni (è anche un rimando al sinogramma che indica il cervello, 脑). Nella versione tradizionale, si vede un ciuffetto di capelli sopra la fontanella, lo stesso che si vede nel pittogramma del bambino in fasce sia in piedi che disegnato al rovescio e in 玛瑙, l'agata (radicale della giada rilegata). Indica dunque uno stato mentale e, per la precisione, la testa (si pensi per esempio allo stress e al mal di testa). Per rimanere in tema di fontanelle ancora visibili, il terzo e ultimo carattere diffuso in cui resta la fontanella è 傻 sha3, che indica lo stupido: è il radicale della persona a lato con accanto la chiave di lettura 𡕩 sha3 (versione arcaica 𡕢), cioè una fontanella con sotto un piede (indica la fontanella dei neonati). Indica dunque una persona che ragiona come un bambino piccolo e/o che ha la testa menomata. La versione arcaica viene indicata nello Shuowen Jiezi (𡕢: 瑙蓋也。象皮包覆瑙，下有兩臂，而夊在下). |
| 反                | fan3               | faan2                            | Già spiegato. |
| 方                | fang1              | fong1                            | Già spiegato. |
| 放                | fang4              | fong3                            | Già spiegato. |
| 弃                | qi4                | hei3                             | Come già accennato in parte, indica il concetto di abbandonare e tre versioni arcaicheggianti e in parte più chiare sono 棄, 𢍞 e 𠔚: è un bambino disegnato sottosopra 𠫓 (con variante arcaica con i capelli 𡿮) mentre viene gettato via da una cesta (其, oggi sparita) tenuta in due mani 廾. Accanto al bambino c'erano dei puntini per rappresentare le lacrime del bambino abbandonato o il liquido amniotico. Nel secondo caso, probabilmente indica invece che il neonato è morto alla nascita. La semplificazione attuale 弃 si rintraccia già nello Zuo Zhuan. Anticamente la consonante non era palatalizzata, come già suggerisce la pronuncia in cantonese. In coreano è 기, in vietnamita è khí e in giapponese go-on è き ki. |
| 暑                | shu3               | syu2                             | Indica l'estate ed è il radicale del sole con sotto la canna da zucchero intesa o come la contrazione di "molto", 诸, o alla contrazione di 煮 zhu3 (variante arcaica 煑), derivato da una modifica del carattere che indica la canna da zucchero: indica molto sole o collega il sole al calore con l'idea di bollire (si pensi all'acqua e al sole in 汤, che indica la zuppa o, come kanji, l'acqua calda). |
| 松                | song1              | sung1; cung4                     | Indica il concetto di pino e di rilassarsi/rilassare (放松 fang4song1) ed è composto dal radicale dell'albero con accanto la chiave di lettura del bozzolo di baco da seta aperto (secondo Han Feizi) o dell'oggetto diviso in due per indicare il concetto di "pubblico; duca". Nelle ossa oracolari, i due componenti erano invertiti. Due varianti sono 枩 e 枀. La pronuncia "song1" deriva dall'evitamento della pronuncia "song2", che era il riflesso atteso dal Primo Cinese Medio: song2 㞞 > 𪨊 infatti significa "seme, sperma, sborra" con il radicale del corpo seduto (può indicare i bisognini, come in 屎 e 尿). "Rilassarsi" si può trovare anche come 鬆 song1, con il radicale dei capelli lunghi (forse intende un pinzone o codino che viene tolto o allentato, altrimenti non si spiega). |
| 份                | fen4               | fan6                             | Già spiegato. |
| 丰                | feng1              | fung1                            | Già spiegato. |
| 富                | fu4                | fu3                              | Indica il concetto di ricchezza e abbondanza ed è la stilizzazione in visione frontale di un'anfora per alcolici piena 畐 fu2 (< *-k) sotto un tetto: indica in modo molto concreto, materiale e diretto il concetto astratto di abbondanza. Dell'anfora, che come carattere significava "pieno", si riconosce il coperchio, il collo stretto (stilizzata come 口, esattamente come per il collo stretto del calderone 鬲) e il corpo panciuto. La chiave di lettura dell'anfora piena/"pieno" ritorna nel carattere che indica la felicità e benedizione, 福 fu2, ovvero il radicale dell'altare sacrificale con accanto l'anfora piena (in alcune versioni nelle ossa oracolari si vedono delle gocce di liquido, forse un alcolico, versate sull'altare sacrificale per ingraziarsi gli dei o gli spiriti degli antenati, il che spiega meglio il concetto di "benedizione": deriva cioè da un'offerta sacrificale). Una variazione 𤔜 deriva dalla stilizzazione dell'altare a T, poi divenuto a tre gambe o dal fatto che nelle primissime versioni nelle ossa oracolari l'anfora era sorretta da due mani in basso (廾. Per trovarle, basta consultare in modo più approfondito le raffigurazioni raccolte nei dizionari filologici). Un'etimologia folk molto suggestiva ma errata vuole che tutto il carattere rappresenti la felicità: è un carattere simile a un vestito con accanto una linea orizzontale per il tetto, una bocca che rimanda al classificatore per i membri della famiglia e una risaia che rimanda al cibo. Rappresenterebbe dunque la felicità come l'appartenenza a un focolare domestico. Un altro carattere in cui compare l'anfora piena come chiave di lettura è 副 fu4, che indica il concetto di vice, di duplicare e oggi indica anche l'avverbio, 副词 fu4ci2: è l'anfora piena con accanto il coltello a lato. In origine indicava il concetto di incidere e aprire con un taglio ("duplicare", se si prende il vocabolo 副本, si può collegare all'incisione delle tavole nella stampa a impressione; oppure si copia un testo incidendolo altrove, ma non è riferito ai bronzi Shang e Zhou siccome non è attestato). |
| 否                | fou3               | fau2                             | Già spiegato. |
| 则                | ze2                | zak1                             | Già spiegato. Anticamente finiva in *-k. |
| 符                | fu2                | fu4                              | Già spiegato. |
| 合                | he2                | hap6                             | Già spiegato. Anticamente finiva in *-p. |
| 付                | fu4                | fu6                              | Già spiegato. |
| 款                | kuan3              | fun2                             | Già spiegato (vedi 标). |
| 杂                | za2                | zaap6                            | Indica il concetto di complessità/miscellaneo e la versione tradizionale è 雜, a cui si aggiunge una sorta di versione kanji intermedia 雑 e una variante 襍, che rende il carattere chiarissimo da suddividere: 雜 è composto dal radicale del vestito compresso in alto 衣 con accanto la chiave di lettura dislocata 集 ji2, che indica l'accumulo (è un uccello dalla coda corta su un albero). A sua volta, la primissima versione nelle ossa oracolari indica tre uccelli con la coda corta (uno in alto, due in basso), il che rende chiaro il carattere: indica il concetto di moltitudine attraverso tanti uccelli messi insieme. Il carattere poi è mutato in 雜, un uccello su un albero sempre per indicare una moltitudine dal concetto di accumulo, che graficamente appare dislocato (chi conosce la variante 襍 può ricostruire la chiave di lettura corretta). Quanto al vestito, indica "miscellaneo" riferito probabilmente alle merci e/o a un insieme di prodotti tessili o alle loro caratteristiche esteriori estrose o simili. Il carattere anticamente finiva in *-p. Nella versione semplificata, molto fuorviante perché già in partenza semplifica un carattere dislocato, resta il vestito in alto, irriconoscibile, e un albero molto stilizzato come nel carattere 茶, che da solo non aiuta molto nell'interpretazione. |
| 父                | fu4                | fu6                              | Indica oggi il padre, è un radicale Kangxi e molto anticamente indicava l'ascia, siccome è l'ideogramma di un'ascia in una mano (secondo un'altra interpretazione è un bastone in mano per indicare l'autorità paterna, ma non spiega bene il significato arcaico. Probabilmente, siccome la versione nelle ossa oracolari è una mano con un trattino verticale, il trattino è stato scambiato per un bastone, quando in realtà sarebbe la punta in pietra di un'ascia primordiale: è cioè una pietra affilata e appuntita, come la punta in pietra delle lance primordiali prima che queste armi e molti altri utensili fossero sostituiti dalle punte in metallo). Oggi "padre" si indica sia con questo carattere e con il colloquiale ba4 爸: è sia una sillaba infantile, sia un apparente indizio da cui si ricostruisce una bilabiale in 父 in Primo Cinese Medio. L'ascia si indica con 斧 fu3, cioè con l'aggiunta del pittogramma di un'ascia in basso come radicale. Il carattere si ritrova come chiave di lettura in 釜 fu3 (radicale del metallo per indicare un calderone) in 釜山 Busan, il nome di una grande città coreana (dalla pronuncia si nota la bilabiale del Primo Cinese Medio) e anche il nome di un monte. In tre varianti (鬴, 𠿽, 𩱉) si può notare un calderone. |
| 亲                | qin1               | can1                             | Già spiegato. La sua versione tradizionale è 親, modifica di un'altra forma ancora più arcaica. |
| 负                | fu4                | fu6                              | Indica il concetto di trasportare e affidarsi a qualcuno e la versione tradizionale è 負: è una persona china con sotto una conchiglia preziosa. Forse il significato deriva dal fatto che l'essere ricchi è un appoggio per una vita di buona qualità. Un carattere simile e confondibile è 贞 (versione tradizionale 貞) che indicava la divinazione e oggi significa "casto; virtuoso": nei bronzi del periodo Zhou si nota la crepatura sulle piastre di tartaruga per la piromanzia con sotto un tripode 鼎, oggi stilizzato in modo fuorviante come una conchiglia e in parte accennato nella variante 𠨀. Forse il tripode indicava la sola pronuncia. |
| 责                | ze2                | zaak3                            | Già spiegato. La sua versione tradizionale è 責. Anticamente finiva in *-k. |
| 改                | gai3               | goi2                             | Indica il concetto di cambiare e correggere e la versione arcaica, scoperta grazie ai ritrovamenti archeologici, è 𢻰: è un bambino in ginocchio (disegnato come un feto) con accanto un bastone in mano per indicare l'autorità. Il carattere era dunque collegato all'educazione dei figli. Il bambino è tuttavia riconoscibile come contrazione di 孩 nella variante 𪻞. Un'altra variante del carattere è 㱼. |
| 变                | bian4              | bin3                             | Già spiegato. La sua versione tradizionale è 變. |
| 感                | gan3               | gam2                             | Già spiegato. Anticamente finiva in *-m. |
| 敢                | gan3               | gam2                             | Indica il concetto di coraggio e di osare e le varianti arcaiche piuttosto utili sono 𠭖, 𢽤, 𢽿 e 𣪏: nelle ossa oracolari si nota una bestia selvatica afferrata dalla coda da una mano in basso. Il carattere nei bronzi Shang e Zhou è mutato nella chiave di lettura per la sola pronuncia 甘 gan1 (a meno che si interpreta come 甘于, "fare volentieri" e da cui si estrapola < *-m, poi stilizzata come 古) con accanto le due mani che si contendono un oggetto, 爭 (la bestia in alto è sparita). Successivamente il carattere si è dislocato siccome l'artiglio in alto si è spostato sopra la chiave di lettura della dolcezza (è riconoscibile nelle varianti arcaiche come 爪 e 彐) con accanto un'altra mano che regge l'oggetto conteso, disegnato come un bastone. Il carattere oggi è fuorviante siccome la mano in alto è irriconoscibile, mentre il radicale della dolcezza per la pronuncia appare stilizzato come un orecchio 耳 (già nell'ultima variante si stilizza in una luna 月). Il coraggio come chiave di lettura si ritrova nel carattere 橄, che dunque finiva in *-m: indica le olive. La chiave di lettura indica la sola pronuncia, a meno che la sua stessa chiave di lettura si lega al sapore dolciastro delle olive. |
| 赶                | gan3               | gon2                             | Indica il concetto di affrettarsi e la versione tradizionale è 趕: è il radicale "camminare" con accanto la chiave di lettura 旱 han4, che significa "secco" riferito originariamente al terreno. Il senso viene richiamato dal sole con sotto 干 gan1, un'arma da guerra o un pestello (un qualche riferimento alla guerra si nota nel significato antico di "scudo", mentre il significato di "secco" gli deriva dal fatto che è diventato la semplificazione di 乾, dalla pronuncia simile e forse per il fatto che la secchezza di un alimento è uno scudo alla muffa e al deterioramento. Anche 午 raffigura un pestello e assomiglia graficamente a 干). Ebbene, il carattere indica il movimento su quello che è un terreno arido (sole + secchezza) o magari indica il caldo e la spossatezza provati da una persona che si muove di fretta. |
| 速                | su4                | cuk1                             | Indica la velocità ed è composto dal radicale del cammino con accanto la chiave di lettura del mazzo (una pianta rilegata o, in base alla versione sulle ossa oracolari, un sacco chiuso da entrambe le estremità come 東), con un riferimento a degli oggetti stretti e rilegati e quindi a un vago concetto di insistenza. Anticamente finiva in *-k. |
| 胳                | ge1                | gaak3                            | Indica il braccio ed è formato dal radicale della carne con accanto la chiave di lettura "ciascuno/rispettivo" forse per indicare le due braccia separate e indipendenti. Anticamente finiva in *-k. |
| 膊                | bo2, bo5           | bok3                             | Già spiegato. Anticamente finiva in *-k. |
| 各                | ge4                | gok3                             | Già spiegato. Anticamente finiva in *-k. |
| 功                | gong1              | gung1                            | Indica il concetto di successo (成功 cheng2gong1) ed è composto dalla chiave di lettura della squadra da carpentiere con accanto il radicale della forza (il muscolo sforzato o, secondo un'interpretazione secondaria, una zappa o simili visibile pure in basso a 男 nan2). Il successo dunque viene collegato all'impegno e al duro lavoro, raffigurati in modo concreto. |
| 资                | zi1                | zi1                              | Già spiegato. La sua versione tradizionale è 資. |
| 够                | gou4               | gau3                             | Indica il concetto di bastare e la versione tradizionale ha i due componenti invertiti 夠: è il pittogramma di due pezzi di carne per indicare che sono abbondanti e bastanti, con accanto la chiave di lettura 句 gou1/ju4 (anticamente non palatalizzato), di cui si fa un'utile ricapitolazione: la sua versione arcaica è 𠯶 e ha la variante nata successivamente 勾 e significa "curvare; gancio; frase". È composto da丩, anticamente disegnto 𠃚, da non confondere con l'uomo inginocchiato in 即 e simili, cioè due corde sinuose da intrecciare (oggi stilizzate con 勹, che comunque indica con qualcosa di ricurvo), con in mezzo la capocchia inquadrata dell'alto di un enorme chiodo. Il carattere alla lontana assomiglia a 互, cioè un bastone in bambù con due basi piatte per arrotolare la corda con in mezzo 𠃚 (ogni collegamento grafico con il radicale Kangxi del muso di maiale nelle sue varianti è fuorviante), oggi indicato con 䇘 hu4. Pertanto, 句 è due corde annodate intorno a un chiodo con capocchia per indicare la curva ed è presente anche in 狗, il cane (in cui indica la pronuncia, a meno che si riferisce a una posizione assunta da un cane. Questa interpretazione cade se la parola deriva da un prestito, in questo caso dal proto-Hmon-Mien, che a sua volta lo prende dal proto-austronesiano, cioè l'antenato di molte lingue oceaniche), e 鉤/鈎, il gancio (un oggettino di metallo dal gancio ricurvo) In 够 apparentemente indica la sola pronuncia. In 购 gou3, "acquistare", è frutto di una semplificazione: nella versione tradizionale è 購: è il radicale della conchiglia come valuta antica con accanto 冓 gou4 (lo stesso di 構 e variante 搆 > 构, in cui si vede un altro caso di presenza come frutto di semplificazione; non è da confondere con il pesce in mezzo al numero due, 再; si vede pure in 講 > 讲), cioè i blocchi di legno accatastati e incrociati per formare un frame/intelaiatura (parte del significato originale resta in 篝 gou1, cestino o gabbia in bambù). Quindi, la conchiglia con degli oggetti accatastati o, in senso astratto, l'incontro/incrocio tra acquirente e venditore indica l'acquisto. Quanto a丩, il significato resta in 糾 > 纠 jiu1 (anticamente non palatalizzato; variante 𥾆), che indicava l'atto di legare con le corde, oggi "indagare". Questo carattere si trova pure in 收 shou1, "ricevere (lettere); collezionare" (in origine "arrestare"), cioè due corde da legare con accanto il bastone in mano per indicare l'autorità. |
| 购                | gou3               | kau3                             | Già spiegato. La sua versione tradizionale è 購. |
| 估                | gu1                | gu2                              | Indica il concetto di stimare ed è composto dal radicale della persona con accanto 古 gu3, che indica l'antichit+ ed è formato nelle ossa oracolari da 中 (in questo carattere, uno scudo ritratto frontalmente) sopra 口 o, secondo altre versioni (e quella riportata da Xu Shen), da 十 (in origine, un tratto verticale con un punto in mezzo, forse per indicare due tratti incrociati, un tratto enfatizzato o un ago) con sotto 口. Indica dunque racconti e tradizioni orali di antiche battaglie o indica dieci generazioni che si tramandano oralmente degli avvenimenti degni di nota o miti e leggende (se il numero dieci deriva dal pittogramma di un ago, forse si riferisce già al significato "dieci"). Xu Shen in più riporta una variante antica 𠖠 (radicale del tetto; a sinistra nei disegni antichi si notano tre linee sinuose sopra quello che sembra un oggetto che va stringendosi verso il basso con sostegno), a cui si aggiunge 𡇣. Il carattere di "antico" si trova come chiave di lettura pure in 固 (solido, qualcosa che dura molto a lungo) e in 故 (storia, causa; antico, etimologicamente imparentato con 古 in Old Chinese. Il bastone in mano indica il concetto di causare a partire da un ordine. Si ritrova tutto come chiave di lettura in 做) e 居 ("risiedere", un posto in cui si sta a lungo). Per trattare altri caratteri in cui si trova, in 姑 indica la zia paterna ed è il radicale della donna inginocchiata con accanto lantichità per indicare come sia una persona adulta, la sorella del padre; come chiave di lettura si ritrova tutto quanto per la sola pronuncia in 菇 gu1, che indica i funghi (radicale dei due ciuffi d'erba). Si ritrova pure in 苦 ku3, che indica il gusto amaro (non acido, che è 酸 suan1) e le amarezze e ha il radicale dei ciuffi d'erba sempre per indicare le erbe amare. La chiave di lettura indica la sola pronuncia, a meno che si riferiva nello specifico alla bocca visibile in basso per indicare un gusto amaro. Si ritrova pure in 枯 ku1 che indica il concetto di secco in origine riferito specificatamente alle piante morte da tempo o ad alberi dalla corteccia secca che vivono a lungo in base al radicale dell'albero (non va confuso con il concetto di amaro, indicato da 苦 e anticamente da 荼 tu2, con un riferimento alle erbe amare; la chiave di lettura nel secondo carattere indica che erano un cibo umile, poco costoso e/o dal gusto poco elaborato; da una stilizzazione del carattere deriva 茶 cha2, il tè, una bevanda che in partenza è amarognola ed è molto diffusa in Cina. Una buona interpretazione del carattere tè è legata alla grafia originale e alla derivazione calligrafica). Attenzione a non scambiare questa chiave di lettura con 占, la crepatura da plastromanzia o scapulomanzia con la bocca aperta intenta a fare una divinazione: si ritrova in 站 e 战, già spiegati, a cui si aggiungono 粘 zhan1 (pronuncia antica nian2, con *ny- palatale in Primo Cinese Medio) e 钻. Il primo indica il concetto di glutinoso e aveva la variante 黏, da cui si disambigua un riferimento al miglio glutinoso e quindi appiccicoso al tatto (il carattere poi è mutato nel radicale del riso). La chiave di lettura indica la pronuncia, a meno che indica un concetto di "possedere" che ha un qualche legame con il fatto che le foglie si appiccicano alle superfici perché glutinose. Il secondo, zuan1, significa "trapanare" con un riferimento alla metallurgia o a un trapano manuale con la punta in metallo (radicale del metallo) e un probabile riferimento alle piastre di tartaruga e scapole di bue incise e trapanate (esistono scapole di bue piene di buchi rotondi, che indicano in modo inequivocabile che sono state trapanate). In 沾 zhan1, "abbondante; inzuppare" ha un riferimento ai flutti d'acqua siccome in origine secondo Xu Shen indicava il nome di un fiume: 水。出壺關，東入淇。一曰沾，益也 ovvero un fiume nello Shanxi che confluisce nel fiume Qi2 nello Henan (il nome del fiume Qi ha i flutti d'acqua accanto a un setaccio in bambù con due manici, con versione arcaicheggiante a partire dalla versione nelle ossa oracolari 𠀠). 店 e 坫 sono già stati illustrati. 砧 zhan1/zhen1 indica una base per tagliare oggetti (anche teste) e sbattere i vestiti per ripulirli fatta in pietra, come indica il radicale della pietra (la chiave di lettura forse ha un qualche riferimento all'incisione dei caratteri nelle ossa oracolari). Infine, l'ultimo carattere in cui compare è 貼 > 贴 tie1, "appiccicare" (Xu Shen spiega che significava "usare qualcosa come materiale" 以物爲質也, con un qualche riferimento alle conchiglie usate come moneta e alle piastre e scapole usate come supporto per scrivere e effettuare le piromanzie). Una sua variante, che deriva da un carattere a sé, è 帖 tie1 e significa "obbediente". In origine, secondo Xu Shen, indicava un pezzo di tessuto su cui era scritto il testo di un documento che poi si firmava. Il suo riferimento nel radicale della stoffa/fazzoletto è evidente. La chiave di lettura, a meno che indica un vincolo di qualche tipo ("appartenere"), indica la sola pronuncia. |
| 计                | ji4                | gai3                             | Indica il concetto di pianificare/calcolare e la sua versione tradizionale è 計, cioè il radicale della parola con accanto il numero dieci per indicare sia la pronuncia che per rimandare al calcolo o al concetto di completezza per indicare qualcosa di ben pianificato, senza dimenticarsi di niente e senza lasciare nulla a caso. Il radicale della parola forse rimanda a una pianificazione discussa con qualcuno e/o messa per iscritto. Anticamente la consonante non era palatalizzata. |
| 鼓                | gu3                | gu2                              | Già spiegato: è un tamburo messo in verticale con sostegno, corpo e decorazione in alto e accanto un battente in mano. Indica il concetto di tamburo e di battere le mani siccome è un suono derivato da percussione (ma non significa bussare o picchiare 敲 e 打). In senso figurato, significa "incoraggiare". |
| 励                | li4                | lai6                             | Indica il concetto di incoraggiare e la versione tradizionale è 勵: è la chiave di lettura di uno scorpione sotto un dirupo li4 厉 < 厲 ("feroce"), quindi due elementi pericolosi e terribili, con accanto il radicale della forza, quasi a suggerire il farsi coraggio e superare le avversità. |
| 挂                | gua1, gua4         | gwaa3                            | Indica il concetto di appendere e oggi anche quello di riattaccare il telefono ed è composto dal radicale della mano con accanto la chiave di lettura dei due cumuli di terra l'uno sull'altro o, secondo un'altra interpretazione molto calzante in questo carattere, indica due pezzi di giada ed è una tavoletta che i burocrati usavano per presentarsi all'Imperatore durante le udienze, 珪. Probabilmente i pezzi sono due perché, per l'identificazione, i pezzi venivano riuniti e si vedeva se combaciavano (se si aggiunge la persona a lato, significa "bellezza"; ma in 街 sembra riferirsi ai mucchi di terra o argilla. Indica anche una meridiana). il carattere è dunque la mano con accanto un qualcosa che si riattacca o una meridiana, un riferimento al passare del tempo misurato con l'ombra del sole, un corpo celeste che sta in alto: il concetto di attaccare e/o lasciare penzolare è in parte accennato. Una variante del carattere è 掛. |
| 键                | jian4              | gin6                             | Già spiegato. La sua versione tradizionale è 鍵 e anticamente aveva la consonante non palatalizzata. |
| 观                | guan1              | gun1                             | Già spiegato. La sua versione tradizionale è 觀. |
| 众                | zhong4             | zung3                            | Già spiegato. |
| 管                | guan3              | gun2                             | Già spiegato. |
| 光                | guang1             | gwong1                           | Indica la brillantezza, è un radicale Kangxi ed è composto dal fuoco con sotto una persona inginocchiata e ritratta di profilo, di cui in basso si notano ancora le gambe (il fuoco è accennato in alto e forse può indicare qualcosa di brillante molto in alto, come il sole). Una variante arcaicheggiante è 灮, in cui si riconosce il fuoco in alto. |
| 广                | guang3; yan3       | gwong2                           | Indica il concetto di ampiezza, è uno dei radicali Kangxi e la pronuncia più diffusa è guang3; la pronuncia "yan3" (< *-m; *ng-; si veda anche il vietnamita nghiễm) indica una casa nei paraggi di un baratro che fa da tetto e/o parete. Quanto a guang3, "ampio", Xu Shen scrive 因厂爲屋，象對剌高屋之形. Duan Yucai nel suo commento allo Shuowen Jiezi aggiunge 厂者，山石之厓巖。因之爲屋，是曰广. Questo carattere era già presente a sé nelle ossa oracolari. Quanto al radicale guang3, esso si ricollega di solito al carattere tradizionale 廣 (versione kanji 広) ovvero la chiave di lettura 黃 huang2 (giallo; forse un uomo con un medaglione rotondo di giada sulla pancia o un portatore di handicap con la pancia enorme, siccome Xu Shen interpreta una versione non originale del carattere) con 广 yan3 (oggi la pronuncia più diffusa è guang3). Tutto il carattere indica un edificio ampio senza pareti, cioè con un tetto sorretto da colonne (secondo un'altra interpretazione, legata forse al fatto che si usa come radicale per indicare degli oggetti stipati e dal disegno, che comunque si basa sul dirupo, è un edificio con una sola parete). Xu Shen, del periodo degli Han Orientali, scrive che (perlomeno al suo tempo) 殿[dian4]之大屋也。从广黃聲, ovvero il fatto che indicava un'ampia stanza in un palazzo o tempio; da questa definizione deriva la prima ipotesi, cioè che sia un edificio senza mura (i templi di solito sono sorretti da colonne). Per la precisione, questa ipotesi è stata formulata proprio nel commentario di Duan Yucai: 廣雅曰：堂堭，合殿也。殿謂堂無四壁 ["il cosiddetto dian4 è una stanza senza le 4 pareti"]。漢書胡建傳注：無四壁曰當皇是也。覆乎上者曰屋。無四壁而上有大覆葢，其所通者𡵦遠矣，是曰廣。Tutto il carattere comunque è un largo edificio senza alcune o tutte le mura con sotto un carattere che, se non indica la pronuncia, rimanda a un rituale di qualche tipo. Nella versione semplificata, la chiave di lettura scompare. |
| 播                | bo1                | bo3                              | Indica il concetto di trasmettere, in origine quello di piantare e la versione originale è 𢿥: è l'impronta di zampa d'animale sul terreno (il campo è un'aggiunta posteriore rispetto alla versione sulle ossa oracolari) con accanto un bastone in mano. La chiave di lettura apparentemente indica solo la pronuncia. |
| 逛                | kuang4             | kwaang3                          | Indica il concetto di passeggiare ed è il radicale del cammino con accanto la chiave di lettura kuang2 狂, che indica la pazzia e che in origine si riferiva precisamente ai cani aggressivi o che impazzivano di colpo. La chiave di lettura nella versione originale è 𤝵 (primissima versione nelle ossa oracolari 𤝶), cioè il cane accanto a quello che oggi è 往; i componenti oggi appaiono invertiti e il movimento viene stilizzato come la giada, qualcosa di totalmente fuorviante. Quindi la chiave di lettura indica il concetto di camminare e di muoversi alla cieca, senza una direzione precisa per pazzia o perché la passeggiata è un momento di svago, in cui cioè non si deve camminare tassativamente verso una meta precisa. |
| 规                | gui1               | kwai1                            | Indica il concetto di regolamento e la versione tradizionale è 規: è un maschio adulto con il codino ritratto frontalmente con accanto la percezione, cioè un occhio enorme e spalancato con due gambe in origine inginocchiate. Indica dunque l'atto di obbedire agli adulti, osservare le loro prescrizioni e imitare tramite osservazione i loro comportamenti. |
| 籍                | ji2                | zik6                             | Già spiegato. Anticamente finiva in *-k. |
| 际                | ji4                | zai3                             | Già spiegato. La sua versione tradizionale è 際. |
| 汁                | zhi1               | zap1                             | Indica il succo ed è formato dal radicale dell'acqua/liquido con accanto il numero dieci, che apparentemente indicava solo la pronuncia (il significato di "completamente" si può collegare al fatto che il succo è la parte totalmente liquida per esempio di un frutto o alimenti simili; se la teoria che sia un ago è corretta, si può immaginare come un ago che punge un frutto come un mandarino e ne fa sgorgare il liquido, ma non funziona con tutti i frutti). Anticamente finiva in *-p. |
| 程                | cheng2             | cing4                            | Già spiegato. |
| 海                | hai3               | hoi2                             | Indica il mare e l'oceano ed è composto dal radicale dei flutti d'acqua con accanto la chiave di lettura "ogni", quasi a indicare una immensa distesa d'acqua (si ricorda che la chiave è formata da un germoglio sopra i capezzoli e, secondo Xu Shen, in origine indicava l'erba che spunta rigogliosa e il concetto di lussureggiante; secondo delle altre etimologie, siccome i due componenti erano fusi, la parte in alto è un ornamento per capelli, ma allora va spiegato come ha iniziato a indicare l'erba e simili). Secondo Schuessler (2007), il vocabolo deriva dal Proto-Mon-Khmer *muuj, che significa "primo", il che forse spiega come sporadicamente nei testi antichissimi si usava dopo un numero cardinale come marcatore dei numeri ordinali). |
| 洋                | yang2              | joeng4                           | Indica l'oceano ed è il radicale dell'acqua accanto alla chiave di lettura per la sola pronuncia della capra. Un carattere simile è 羕 con variante 𣴎 yang4, che indica l'acqua che scorre. Un altro è 漾 yang4, che indica la superficie dell'acqua ondeggiante e in movimento. Presumibilmente, tutti questi vocaboli erano imparentati: da una sola radice, con gli affissi dell'Old Chinese (se i vocaboli sono attestati prima del Primo Cinese Medio) si fanno derivare altri vocaboli, che dunque appartengono alla stessa famiglia di parole: sono imparentati o, come si dice nella linguistica sino-tibetana, sono "allofam" (~allofamici/allofamiliari). |
| 害                | hai4, hai5         | hoi6                             | Indica il concetto di danneggiare e una variante arcaicheggiante è 𠕛: è formato dal radicale del tetto con sotto 丯 jie4, anticamente non palatalizzato e indicante l'erba o delle incisioni (assomiglia a 丰 e si trova anche in 㓞 qia4, anticamente non palatalizzato e indicante l'erba tagliata o il concetto di incidere dei segni; a sua volta si trova in cima a 契 qi4, "incidere; contratto/accordo scritto"). In basso si trova una bocca spalancata; se non indica le urla e i gemiti, forse indica un parallelismo tra i danni (tagliare/incidere) e l'aggressione verbale. Il carattere è attestato a partire dai bronzi Shang e Zhou. Il radicale del tetto non si spiega bene, a meno che si immagini che accade qualcosa di spiacevole in casa. Il significato di "tagliare; incidere" resta in ge1 割, a cui si aggiunge il radicale del coltello a lato. Si trova pure in jie4 犗, anticamente non palatalizzato, avente il radicale del bue e indicante nel lessico letterario la castrazione degli animali maschi e il bue castrato. 瞎 xia1 (< *-t, anticamente non palatalizzato) indica il concetto di "a casaccio, alla cieca" e in origine indicava la cecità: il radicale dell'occhio con il concetto di tagliare/incidere indica bene un occhio danneggiato per un qualche motivo (si pensi anche ai giovani schiavi accecati). |
| 羞                | xiu1               | sau1                             | Già spiegato. |
| 寒                | han2               | hon4                             | Indica l'inverno e la versione attuale è fuorviante perché è una stilizzazione della versione originale 𡫾 nei bronzi Shang e Zhou: è il radicale del tetto con sotto quattro ciuffi di erba (come in 莫 nella versione originale) forse per indicare la paglia per produrre calore e in mezzo una persona 人 con sotto una forma simile a 口 per enfatizzare i piedi nudi e due piccoli cumuli di ghiaccio sotto 仌. Indica in modo espressivo un ambiente in cui si sente freddo. Nella parte in basso del carattere, solo il ghiaccio è ancora riconoscibile. |
| 汗                | han4               | hon6                             | Indica il sudore ed è il radicale dell'acqua/liquido con accanto la chiave di lettura "secco" forse per indicare il caldo, la sete o la disidratazione, se la chiave si riferiva a questo preciso significato (ne ha molti altri, per esempio "scudo", magari per indicare l'atto di coprirsi per evitare il caldo o il fatto che il sudore ha una funzione termoregolatrice, cioè abbassa la temperatura del corpo se è troppo alta; in più, in origine era il pittogramma di un pestello, quindi l'origine filologica è incerta). |
| 航                | hang2              | hong4                            | Indica il concetto di navigare (e, secondo Xu Shen, quello di una barca di forma quadrata), ha la variante 斻 ed è formato dal radicale della barca inquadrata dall'alto con accanto la chiave di lettura 亢 kang4, che indica il concetto di alto/eccessivo/arrogante, di secco e il collo ed è il ritratto di fronte di una persona in piedi 大 (il carattere alla lontana ricorda anche 立). Nella versione originale del carattere in esame è un falso amico siccome nelle ossa oracolari si vede una forma simile a un quadrato schiacciato per indicare la prua di una barca con sopra una persona di lato o in visione frontale (cambia in base alle versioni) con un tratto verticale nella mano sinistra o destra per indicare un remo. Si ricollegava dunque alla navigazione. Oggi la barca è mutata nel radicale, mentre accanto si vede un uomo in visione frontale ma senza il remo. Una variante semi-arcaica di questo carattere ha il radicale dell'albero 杭 forse per rimandare al legno della barca con il remo o come corruzione della versione attuale. Questo carattere si usa nel nome della città "Hangzhou". La chiave di lettura si trova pure in 抗 kang4, "protestare, opporsi": è il radicale della mano accanto all'uomo in piedi inquadrato frontalmente, quasi a indicare un atteggiamento di resistenza e resilienza, se non addirittura di arroganza. Infine, questa chiave di lettura si vede in 炕 kang4, un letto usato nella Cina settentrionale e fatto in mattoni, con una cavità alla base per accenderci un fuoco che riscaldava i mattoni, creando un tepore molto piacevole. In più, nei dialetti, indica il concetto di cuocere o di seccare con il fuoco. Il radicale del fuoco è ben collegato a tutti questi significati, mentre la chiave di lettura in apparenza indica la sola pronuncia, a meno che per esempio si può collegare al kang4 come strumento per resistere al freddo o all'essiccazione del cibo per renderlo resistente alla muffa. Il fuoco stesso rende resistente pure le punte delle lance in legno e dei paletti se vi si avvicinano senza ovviamente fargli prendere fuoco: siccome il fuoco asciuga l'acqua nel legno appena tagliato, rende le fibre del ramo più resistenti e meno inclini a spezzarsi. |
| 像                | xiang4             | zoeng6                           | Già spiegato. |
| 码                | ma3                | maa5                             | Indica il concetto di codice e, anticamente, indicava l'agata ed è composto dal radicale della pietra con accanto la chiave di lettura del cavallo. Quest'ultima deriva forse da una traduzione errata di "agata" dal sanscrito: si diceva "अश्मगर्भ aśmagarbha", in cui "aśma" significa "pietra"; il vocabolo è stato scambiato con "अश्व aśva", "cavallo". La seconda parola del nome originale significa "feto", il che sembra spiegare come mai il secondo carattere, dopo il radicale dei pezzi di giada rilegati, contenga un ciuffo di capelli sopra una fontanella: è un riferimento a un neonato o un feto molto sviluppato. "Agata" si scrive 瑪瑙 o 碼瑙. Il significato attuale deriva da un prestito. |
| 格                | ge2                | gaak3                            | Già spiegato. Anticamente finiva in *-k. |
| 适                | shi4               | sik1                             | Indica il concetto di essere adatto, anticamente significava "andare" e la versione tradizionale è 適: è composto dal radicale del cammino con accanto la chiave di lettura per la sola pronuncia chi4 啻, "solamente" (si usa ancora in alcuni dialetti Min), ovvero l'imperatore/altare sacrificale con tre gambe incrociate e rilegate 帝 con sotto la bocca spalancata, che si lega bene con il fatto che nei dialetti Min è una parola funzionale alla grammatica. Nel carattere tradizionale, si riconosce tutto il carattere: solo le gambe dell'altare sono leggermente più elaborate. Nella versione semplificata, la chiave originale è sparita in favore della lingua she2 per riprodurre la consonante iniziale retroflessa. Anticamente tutto il carattere finiva in *-k. |
| 盒                | he2                | hap6                             | Già spiegato. Anticamente finiva in *-p. |
| 厚                | hou4               | hau5                             | Indica il concetto di spesso, ricco e generoso e la versione originale (𠪋) è formata dal radicale del dirupo 厂 con sotto 𣆪, cioè il pittogramma di un'anfora in pietra con un sostegno aggiunto dopo la versione dei bronzi Shang e Zhou. Nella stilizzazione, quest'ultima è irriconoscibile: sembra un sole con sotto un bambino in fasce. Il significato di spessore è indicato proprio dall'anfora che, essendo in pietra, è molto spessa. Le varianti 𡦩 e 𡦬 forse sono state coniate perché l'anfora aveva il corpo stilizzato in modo simile a 髙 > 高. |
| 悔                | hui3               | fui3                             | Indica il concetto di pentirsi ed è composto dal radicale del cuore compresso a lato con accanto la chiave di lettura "ogni", per indicare un sentimento che si cova nella propria mente lungo il tempo. |
| 互                | hu4                | wu6                              | Già spiegato. |
| 联                | lian2              | lyun4                            | Indica il concetto di connessione e la sua versione tradizionale è 聯: è il radicale dell'orecchio con accanto una chiave di lettura simile a 丝, cioè due pendagli di bozzoli di baco da seta con dei filamenti in basso, 𢇇 guan1 (versione arcaicheggiante 𢇅), la stessa che si trova nel carattere 關 guan1 (variante 𨶚) > 关 per indicare una porta chiusa da due catenacci rotondi legati a due pali verticali a partire dai bronzi Shang e Zhou, in cui il carattere è attestato (la prima versione era 門 con sotto i pali 卝). Quanto alla chiave di lettura del carattere di partenza, indica il concetto di cucire e non di chiudere una porta e, accanto all'orecchio, si spiega che si intende l'orecchio come la parte precisa di svariati antichi utensili, che si può legare e apprendere. Attenzione: 卝 è pure una variante di 丱 guan4, che non c'entra con la chiusura: indica una pettinatura per bambini risalente alla Cina antica che consisteva in due codini in testa. Quanto a tutto il vocabolo, secondo Duan Yucai era identico a 連 > 连, che significa sempre "collegare" (in origine, indicava il carretto trainato da un uomo: è il radicale del cammino, cioè di una parte di incrocio con sotto un piede, con accanto la chiave di lettura del carro). |
| 怀                | huai2              | waai4                            | Indica il concetto di avere in grembo (bambini durante la gravidanza) e in origine il seno e l'atto di pensare (come scrive Xu Shen, 念思也) e la sua versione tradizionale è 懷: è il radicale del cuore a lato con accanto la chiave di lettura 褱 huai2, che ha il medesimo significato di tutto il carattere ed è composto dal vestito in basso 衣, che come talvolta accade è scollato e aperto in due, con in mezzo 眔/𥄳 da4 (< *-p) ben riconoscibile, che indica lo strabismo (è un occhio ribaltato, come avviene in altri caratteri, con sotto l'acqua per indicare che lacrima; alla lontana, assomiglia a 泪; altrimenti, se si guarda l'analisi di Xu Shen, è 从目，从隶省, cioè un occhio con sotto la contrazione di 隶, di cui resta soltanto la parte in basso: è una mano che regge una coda di peli o un ramo con ramificazioni per indicare il concetto di afferrare <rami o frutti e simili dai rami> e di schiavitù). Ad ogni modo, è un abito con un riferimento a un occhio dentro, che indica il pensiero, il guardare in una zona intima e nascosta al mondo esterno quale è la mente. A tutto questo carattere si aggiunge il radicale del cuore/mente per rinforzare il concetto di mente. |
| 疑                | yi2                | ji4                              | Indica il concetto di dubitare e di sembrare e, nelle prime versioni nelle ossa oracolari, si nota una persona inquadrata frontalmente simile a 文 con un bastone verticale in mano e la bocca spalancata. Sembra che la persona sia confusa su dove andare. Delle varianti arcaicheggianti sono 𠤗, 𠤘 e 𠤜, in cui si nota la bocca e il corpo dell'uomo stilizzati (il corpo a prescindere diventa una freccia molto fuorviante, ma nella freccia si riconoscono un bastoncino, due braccine e due gambine) e il bastone, stilizzato come in 老. Nelle versioni nei bronzi Shang e Zhou, per rendere la scena pù vivida o rinforzare l'idea di viaggiare, si è aggiunto 彳 o 辵 a sinistra, mentre il bastone si è elaborato in una forma simile a 干 (o più probabilmente non era più un bastone, ma un bue 牛, che peraltro rende *ng- in Primo Cinese Medio nel carattere in esame; negli scritti del periodo Qin è stato modificato, forse per corruzione, in 子) e intercambiabile come lato in cui appariva. Nella versione attuale si vede l'uomo stilizzato con accanto la stilizzazione della testa del bue/bambino e sotto un piede. |
| 忆                | yi4                | jik1                             | Indica il concetto di ricordare e la sua versione tradizionale è 憶: è il radicale del cuore a lato con la chiave di lettura che in origine si riferiva al pensiero, idea, significato e opinione per indicare proprio l'attività mentale di ricordare, cioè pensare a un'informazione sedimentata nella memoria (il cuore è stato compresso a lato perché in basso è già presente nella versione tradizionale). Anticamente finiva in *-k. Si ricorda che la chiave di lettura oggi appare come il suono sopra il cuore/mente, quasi a indicare il pensiero come una parlata mentale o un dialogo con la mente, ma la versione più arcaica (se effettivamente è tale e non si tratta di un altro carattere) mostra una composizione totalmente diversa: nelle versioni scoperte sui vasi in bronzo compare come 𠶷, che spiega la variante intermedia 𢡃: la parte in alto è 言, imparentato con 音, ma in più in mezzo compare una forma 中, magari per indicare la propria interiorità (si pensi al modo di dire attuale 心中 e 梦中, con la prima espressione sinonimo di 心里). |
| 活                | huo2, huo5         | wut6                             | Indica il concetto di vita e una sua versione arcaicheggiante è 𣴠: è il radicale dell'acqua con accanto la chiave di lettura 𠯑 gua1, che rendeva piuttosto bene la pronuncia del carattere in Primo Cinese Medio (da solo, significava "bloccarsi in gola" ed è formato dalla bocca spalancata o, più anticamente, dal radicale della dolcezza con sopra la contrazione di 氒 jue2, "svenire/perdere conoscenza". Secondo un commentario dello Shuowen Jiezi, l'uso del radicale della dolcezza deriverebbe da un errore di scrittura, tale per cui la bocca si è modificata per l'aggiunta della chiave di lettura jue2). Il carattere in origine indicava il rumore dell'acqua che scorre (Xu Shen scrive 水流聲), il che spiega il radicale dell'acqua; quanto alla chiave di lettura, forse è proprio un rimando a un suono onomatopeico applicato all'acqua che scorre, magari ispirato da una scarica di colpi di tosse. Il significato attuale si lega molto bene ai corsi d'acqua, che offrono questa risorsa preziosa per la vita (si pensi alle prime civiltà fluviali, tutte sorte intorno ai fiumi inclusa quella cinese). Anticamente finiva in *-t. |
| 泼                | po5, po1           | put3                             | Già spiegato. La sua versione tradizionale è 潑 e anticamente finiva in *-t. |
| 获                | huo4               | wok6                             | Già spiegato. Anticamente finiva in *-k. |
| 基                | ji1                | gei1                             | Indica il concetto di base/basamento e una versione arcaicheggiante, risalente al periodo degli Stati Combattenti, è 𡋵: è la chiave di lettura apparentemente per la sola pronuncia del setaccio con due manici per separare i semi dalla crusca (un sottoprodotto riutilizzabile anche come mangime), da cui si ricava che la consonante non era palatalizzata, con sotto il radicale della terra. Nella versione nei listelli di bambù e strisce di seta dello Stato di Qin (Stati Combattenti), si nota bene che il setaccio è disegnato sopra un tavolino, già aggiunto nella versione nei bronzi Shang e Zhou. Anticamente aveva la consonante non palatalizzata. |
| 础                | chu3               | co2                              | Indica il concetto di base/zoccolo e la versione tradizionale è 礎: è il radicale della pietra con accanto la chiave di lettura che indica un giardino e, successivamente, lo Stato di Chu e il concetto di sofferenza, forse riferito al peso sorretto dallo zoccolo in pietra. La chiave di lettura è stata poi sostituita con 出, che si limita a riprodurre la pronuncia. |
| 激                | ji1                | gik1                             | Già spiegato. Anticamente aveva la consonante non palatalizzata e finiva in *-k. |
| 积                | ji1                | zik1                             | Già spiegato. La sua versione tradizionale è 積 e anticamente finiva in *-k. |
| 极                | ji2                | gik6                             | Già spiegato. La sua seconda versione, considerata quella tradizionale, è 極. Anticamente aveva la consonante non palatalizzata e finiva in *-k. |
| 累                | lei4, lei3         | leoi6, leoi5, leoi4              | Già spiegato. La sua versione tradizionale è 纍. |
| 即                | ji2                | zik1                             | Già spiegato. Anticamente finiva in *-k |
| 寄                | ji4                | gei3                             | Indica il concetto di spedire e in origine quello di affidarsi a qualcuno ed è il radicale del tetto con sotto 奇 ji1/qi2 (meraviglioso/speciale; strano; il tutto con un riferimento a qualcosa di davvero enorme; significa anche "dispari"). Il significato antico sembra essere spiegabile se si unisce il tetto, un qualcosa che indica la sicurezza, con "dispari" siccome ci si affida a qualcuno, oppure ci si affida a qualcuno perché è la sola, unica e speciale fonte di salvezza. Anticamente aveva la consonante non palatalizzata. |
| 技                | ji4                | gei6                             | Vedi 支. Anticamente aveva la consonante non palatalizzata. |
| 术                | shu4               | seot6                            | Indica il concetto di arte/tecnica e la versione tradizionale è 術: è il radicale dell'incrocio con in mezzo una mano e due trattini, oggi uno, che indicano un movimento fluido (il radicale dell'incrocio, che rimarca il concetto di movimento, è un'aggiunta posteriore rispetto ai bronzi Shang e Zhou). L'ultima aggiunta è la pianta di cereale 禾. Dopo la semplificazione, il carattere è irriconoscibile e fuorviante: resta solo quello che a prima vista sembra un albero con un puntino, quel poco che resta della mano. Una stilizzazione alternativa è 朮. Anticamente finiva in *-t. |
| 既                | ji4                | gei3                             | Già spiegato. Anticamente la consonante non era palatalizzata. |
| 继                | ji4                | gai3                             | Già spiegato. La sua versione tradizionale è 繼 e anticamente la consonante non era palatalizzata. |
| 续                | xu4                | zuk6                             | Indica il concetto di continuare e, in origine, quello di collegare e la versione tradizionale è 續: è il radicale della seta accanto alla chiave di lettura che indica la vendita. La seta indica bene un concetto astratto di legame, mentre la chiave di lettura probabilmente si riferisce al legame tra acquirente e venditore durante l'acquisto. Anticamente finiva in *-k. Xu Shen aggiunge poi una versione antica del carattere, 賡 geng1, che descrive come 庚 con sotto 貝: la conchiglia sembra rimarcare l'acquisto, mentre la parte in alto indica una mano che regge un bastone a Y per picchiare il grano o simili per raccogliere i chicchi separati dagli steli; indica pure l'età e il settimo Tronco Celeste. |
| 划                | hua4               | waak6                            | Indica il concetto di dividere e pianificare, in origine quello di tagliare ed è attestato a partire dai bronzi Shang e Zhou e la versione tradizionale è 劃: è la chiave di lettura 畫 hua4 (> 画) una mano che regge verticalmente un pennello intento a scrivere e/o disegnare (田, a cui poi si sono aggiunti dei tratti tutt'intorno dopo la prima versione attestata della chiave nelle ossa oracolari e nei bronzi; se non indica un disegno a caso, indica il disegno dell'estensione geografica di un campo) con accanto il radicale del coltello a lato. Il coltello indica bene il taglio, mentre l'atto di disegnare con il pennello indica solo la pronuncia a meno che si collega al gesto di tagliare o alla divisione della terra messa nero su bianco su una mappa o documento. Tutto questo carattere indicava la divisione. La semplificazione esisteva già come carattere a sé, significava "calcolare; remare" ed è 划 hua2/hua4, cioè l'alabarda in piedi con accanto il coltello a lato. Anticamente finiva in *-k. |
| 者                | zhe3               | ze2                              | Già spiegato. |
| 加                | jia1               | gaa1                             | Già spiegato. Anticamente la consonante non era palatalizzata. |
| 油                | you2               | jau4                             | Già spiegato. |
| 站                | zhan4              | zaam6                            | Come già accennato, indica lo stare in piedi ed è il radicale dell'uomo in piedi con accanto "occupare/la divinazione", quasi a indicare uno spazio occupato. Anticamente finiva in *-m. |
| 具                | ju4                | geoi6                            | Già spiegato. Anticamente la consonante non era palatalizzata. |
| 价                | jia4               | gaa3                             | Già spiegato. Anticamente la consonante non era palatalizzata. |
| 坚                | jian1              | gin1                             | Già spiegato. La sua versione tradizionale è 堅 e anticamente la consonante non era palatalizzata. |
| 持                | chi2               | ci4                              | Già spiegato. |
| 减                | jian3              | gaam2                            | Indica il concetto di diminuire e la versione tradizionale è 減: è il radicale dell'acqua, oggi ghiaccio, con accanto la chiave di lettura "salato/tutti" (cioè i soldati che gridavano all'unisono) presumibilmente per la sola pronuncia. L'acqua è un riferimento al livello dell'acqua che diminuisce quando entra in contatto con il calore e evapora. La semplificazione in "ghiaccio", se intenzionale, rimanda al volume dell'acqua che, da stato liquido a stato solido, scorre in minore quantità (si pensi a un fiume ghiacciato). Anticamente finiva in *-m. |
| 肥                | fei2               | fei4                             | Indica il concetto di grasso e di lussureggiante ed è composto dal radicale della carne con accanto quello che in origine era una persona inginocchiata ritratta di lato, come nel radicale 邑 (variante 𨙨). Poi la chiave di lettura è mutata in 巴, da cui si ricostruisce una consonante bilabiale in Primo Cinese Medio e che indica un grosso serpente sinuoso, da cui si possono ricavare dei parallelismi con la forma grossa e tondeggiante di un animale o persona dalle forme abbondanti. |
| 建                | jian4              | gin3                             | Già spiegato. Anticamente la consonante non era palatalizzata. |
| 将                | jiang1             | zoeng1                           | Indica il concetto di portare, di guidare un esercito e di futuro (si usa anche come variante formale di 把 siccome di base entrambi indicano il concetto di "afferrare") e la versione tradizionale è 將: è il radicale di un letto o tavolino disegnato in verticale con accanto un pezzo di carne tenuto in mano da una mano intenta a poggiarlo sul tavolino. |
| 奖                | jiang3             | zoeng2                           | Indica il concetto di premio ed è formato dal radicale di un letto/tavolino messo in verticale con un pezzo di carne poggiato sopra (è cioè la contrazione di 将), forse un premio per il cane in basso (犬, oggi irriconoscibile perché semplificatosi in 大). Nella versione tradizionale, tutto il carattere è più conservativo e facilmente interpretabile: 獎. Forse in origine, secondo Xu Shen, indicava un cane istigato a mordere qualcuno (嗾犬厲之也). |
| 金                | jin1               | gam1                             | Già spiegato. Anticamente finiva in *-m. |
| 降                | jiang4             | gong3                            | Già spiegato. Anticamente la consonante non era palatalizzata. |
| 落                | luo4               | lok6                             | Indica il concetto di discendere ed è composto dal radicale dell'erba con la chiave di lettura 洛 Luo4 (< *-k), il nome di un fiume nello Henan (come indicato dal radicale dell'acqua; il componente a destra indica la sola pronuncia, a meno che abbia un legame con la morfologia del fiume, un tributario del Fiume Giallo. Il carattere si usa pure per indicare una città nello Henan, Luoyang 洛阳, anticamente scritto con il carattere 雒 luo4, che secondo Xu Shen è un carattere arcaicissimo per indicare la civetta, classificato tra gli uccelli con la coda corta). Quanto a 落, la sua versione originale è 𩂣 e indicava le goccioline di pioggia, come mostra il radicale della pioggia (la parte in basso indicherebbe solo il suonoo indica i passi di qualcuno sotto alla pioggia). Il radicale poi è mutato in quello dell'erba 茖 e al carattere si è aggiunto il radicale dell'acqua per indicare l'acqua che gocciola dalle foglie. Anticamente finiva in *-k. |
| 交                | jiao1              | gaau1                            | Già spiegato. Anticamente la consonante non era palatalizzata. |
| 流                | liu2               | lau4                             | Già spiegato. |
| 郊                | jiao1              | gaau1                            | Già spiegato. Anticamente la consonante non era palatalizzata. |
| 区                | qu1                | keoi1                            | Già spiegato. La sua versione tradizionale è 區 e anticamente la consonante non era palatalizzata. |
| 骄                | jiao1              | giu1                             | Indica il concetto di arroganza e la versione tradizionale è 驕: è il radicale del cavallo con accanto la chiave di lettura 喬 qiao2 (arcaicheggiante 𠳮, semplificata in 乔) che è la modifica del pittogramma in visione frontale della torre 髙 > 高. Viene modificato con un elemento in cima cangiante nel tempo, ma che in origine sembra essere 止 e 𡳿, poi 九 e infine 夭 a partire dalla Dinastia Han (lo Shuowen Jiezi ne parla). La chiave indica sempre il concetto di altezza e indicava anche un punto vicino alla punta di lancia per inserire una piuma decorativa (nella semplificazione, la torre è irriconoscibile). Il significato di altezza e di altezzosità non sono molto distanti. Quanto a tutto il carattere, in origine indicava un grosso cavallo, alto sei chi 尺. Poi è mutato nel significato attuale, forse grazie alla chiave di lettura o al fatto che il cavallo stesso è molto alto e eleva parecchio la persona in sella. Anticamente la consonante non era palatalizzata. La chiave di lettura torna nel carattere 桥 qiao2, con il radicale dell'albero: indica il ponte, cioè un oggetto fatto in legno e alto perché collega due zone con un dirupo o distesa idrica in mezzo. |
| 傲                | ao4                | ngou6                            | Già spiegato. Anticamente iniziava in *ng-. |
| 饺                | jiao3              | gaau2                            | Già spiegato. La sua versione tradizionale è 餃. Anticamente la consonante non era palatalizzata. |
| 受                | shou4              | sau6                             | Indica il concetto di ricevere ed è il radicale dell'artiglio con sotto un piatto senza oggetti dentro (凡, poi corrotto in 舟) che viene consegnato a una mano destra in basso. Due varianti del carattere sono 𡬳 e 𠭧. Oggi si possono ricevere anche cose astratte, e.g. il benvenuto altrui. |
| 授                | shou4              | sau6                             | Indica il concetto di dare ed è l'aggiunta del radicale della mano a lato accanto alla chiave di lettura "ricevere". Questo vocabolo deriva etimologicamente dal primo e il legame è cristallizzato non solo nella pronuncia, ma anche nella chiave di lettura. Per capire la derivazione di un vocabolo da un altro, bisogna studiare i prefissi, infissi e suffissi dell'Old Chinese/cinese antico. |
| 接                | jie1               | zip3                             | Già spiegato. Anticamente finiva in *-p. |
| 着                | zhe5, zhao2, zhuo2 | zoek3                            | Già spiegato. Anticamente finiva in *-k. |
| 结                | jie2               | git3                             | Già spiegato. La sua versione tradizionale è 結. Anticamente la consonante non era palatalizzata e finiva in *-t. |
| 解                | jie3               | gaai2                            | Già spiegato. Anticamente la consonante non era palatalizzata. |
| 释                | shi4               | sik1                             | Già spiegato. Anticamente finiva in *-k. |
| 尽                | jin4               | zeon2                            | Indica il concetto di terminare/finire e di "estremo" e la versione tradizionale è 盡 (con il secondo significato, è 儘): è una mano 彐 che tiene in mano uno scopino (può essere scambiato per un pennello) e pulisce un contenitore 皿. Il concetto di finire deriva dal pasto finito. |
| 紧                | jin3               | gan2                             | Già spiegato. La sua versione tradizionale è 緊 e anticamente la consonante non era palatalizzata. |
| 张                | zhang1             | zoeng1                           | Già spiegato. La sua versione tradizionale è 張. |
| 禁                | jin4               | gam3                             | Indica il concetto di divieto e di trattenersi ed è una foresta 林 lin2, presumibilmente un posto potenzialmente pericoloso, con sotto un altare sacrificale a tre gambe forse per indicare che in più è vietato entrarci perché è un luogo infestato dagli spiriti o che bisogna ingraziarseli con sacrifici. Anticamente la consonante non era palatalizzata e finiva in *-m. |
| 止                | zhi3               | zi2                              | Già spiegato. |
| 进                | jin4               | zeon3                            | Già spiegato. La sua versione tradizionale è 進. |
| 京                | jing1              | ging1                            | Già spiegato. Due versioni arcaicheggianti sono 亰 e 𢂋 e anticamente la consonante non era palatalizzata. |
| 精                | jing1              | zing1                            | Indica il concetto di raffinato e, in origine, indicava una qualità superiore di riso, come indica il radicale del riso. A destra si trova la chiave di lettura del colore blu-verde (cioè delle piante che crescono, fermo restando che indica anche il nero e altri significati che si sono aggiunti nel tempo. Si ricorda che in basso si trova un minerale di cinabro in una miniera e, siccome era usato come colorante ed è esso stesso un colore, il "rosso cinabro", è un riferimento ulteriore al colore, riferito alla pianta che cresce in alto). La chiave si può collegare al radicale tramite il colore, se la qualità del riso era collegata a un certo colore, o al suo significato (tra i tanti possibili) di "lussureggiante". |
| 彩                | cai3               | coi2                             | Indica i colori variegati, sgargianti e luminosi ed è la chiave di lettura della mano che estirpa una piantina con accanto il radicale della ciocca di capelli. La chiave di lettura indicava anche i colori, ma poi si è differenziato tramite *綵, 彩 (il primo carattere è ricostruito in Old Chinese e ipotetico). |
| 济                | ji4                | zai3, zai2                       | Indica l'economia e la versione tradizionale è 濟, con versione kanji semi-arcaica 済: in origine indicava l'atto di attraversare un fiume indicato dal radicale dei flutti d'acqua e il concetto di aiutare. La chiave di lettura 齊 > 斉 e 齐, è un radicale Kangxi in disuso che indica delle spighe di grano che crescono con un'altezza uniforme e serve solo per la pronuncia. Era anche il nome di un regno, Qi, durante la Dinastia Zhou. Questa chiave di lettura ritorna nel carattere 剂 ji4, che indicava il concetto di tagliare e uniformare e che oggi indica alcune sostanze chimiche e in medicina tradizionale cinese indicava dei preparati medicinali (il radicale del coltello a lato indica gli ingredienti tagliati, che vengono poi uniti e amalgamati). |
| 历                | li4                | lik6                             | Indica il concetto di calendario e di fare esperienza di qualcosa ed è l'unione di due caratteri, 歷 per la storia e esperienza e 曆 per il calendario. Il primo è 厤 li4 (< *-k), un dirupo con due cerali 秝 li4 (< *-k) con un qualche riferimento al calcolo del tempo nei calendari riferito alle fasi del mondo agricolo, a cui si aggiunge sotto un piede: indica in modo molto fisico l'atto di attraversare il tempo e passare attraverso esperienze. Nel secondo invece si aggiunge il sole schiacciato in basso: il calendario ha a che fare con il movimento e comportamento degli astri (come il sole: si pensi per esempio alle stagioni) e si lega con i cicli agricoli. Anticamente finiva in *-k. I due cereali 秝 sono gli stessi di 兼 jian1 (da non confondere con 秉 bing3). |
| 验                | yan4               | jim6                             | Già spiegato. La sua versione tradizionale è 驗 e anticamente finiva in *-m. |
| 景                | jing3              | ging2                            | Già spiegato. Una sua versione arcaicheggiante è 㬌 e anticamente la consonante non era palatalizzata e finiva. |
| 警                | jing3              | ging2                            | Indica il concetto di avvertire e essere allerta ed è il radicale della parola in basso con in alto 茍 ji4 (< *-k, consonante non palatalizzata), un cane accovacciato ritratto quasi di lato e con le orecchie ritte perché allerta (più avanti si è modificato in 苟 e ha iniziato a indicare anche un tipo di erba e "illecito", "se") da cui deriva 敬 con l'aggiunta di un bastone in mano per indicare l'autorità: tutta la chiave di lettura indica l'onorare e rispettare, cioè l'essere circospetti con l'autorità. Quindi, indica l'essere allerta (rappresentato dal cane) con sotto la parola, siccome si mette allerta qualcuno parlandogli. Anticamente la consonante non era palatalizzata. Oggi indica anche la polizia. |
| 察                | cha2               | caat3                            | Indica il concetto di esaminare/studiare ed è un tetto con sotto la chiave di lettura del pezzo di carne messo da una mano sull'altare sacrificale a tre gambe per indicare il concetto di venerare, adorare, compiere una cerimonia sacrificale agli antenati. Tutto il carattere indica dunque un'azione/attività ben studiata e minuziosa. Anticamente finiva in *-t. Tutto il carattere ritorna come chiave di lettura in 擦 ca1, che indica il concetto di strofinare guardando con attenzione e, oggi, di pulire i piatti, i mobili e il fondoschiena con la carta igienica (卫生纸). |
| 竞                | jing4              | ging6                            | Indica il concetto di competere/contendere e la versione tradizionale è 競: è un paio di lingue che parlano (誩 jing4, che si possono pensare come due 音 l'uno accanto all'altro) e, secondo Xu Shen, due gambe 儿 in basso. Indica due persone impegnate in un diverbio. Ma nella primissima versione nelle ossa oracolari sono due gambe con sopra due coltelli per marcare i prigionieri e/o gli schiavi 辛 per indicare due schiavi che lottano: il duello non era verbale ma fisico. Oggi resta una sola lingua con due gambe. Anticamente la consonante non era palatalizzata. |
| 争                | zheng1             | zang1                            | Già spiegato. La sua versione tradizionale è 爭. |
| 竟                | jing4              | ging2                            | Già spiegato. Anticamente la consonante non era palatalizzata. |
| 镜                | jing4              | geng3                            | Già spiegato. La sua versione tradizionale è 鏡. Anticamente la consonante non era palatalizzata. |
| 究                | jiu1               | gau3                             | Indica il concetto di raggiungere il fondo e di ricercare ed è una caverna con dentro un braccio, oggi il numero nove come prestito fonetico, per indicare forse una mano che cerca di raggiungere e toccare il fondo della caverna. Anticamente la consonante non era palatalizzata. |
| 举                | ju3                | geoi2                            | Indica il concetto di sollevare e la sua versione tradizionale è 舉: è un paio di mani in alto e in basso mentre sollevano un oggetto (nella primissima versione, era un uomo inquadrato frontalmente 大 che sollevava un bambino in fasce 子). Anticamente la consonante non era palatalizzata. Assomiglia molto a 與 e 舁. |
| 拒                | ju4                | keoi5                            | Già spiegato. Anticamente la consonante non era palatalizzata. |
| 绝                | jue2               | zyut6                            | Già spiegato. La sua versione tradizionale è 絕 e anticamente finiva in *-t. |
| 聚                | ju4                | zeoi6                            | Già spiegato. |
| 会                | hui4, kuai4        | wui2; wui6 (contabilità)         | Già spiegato. La sua versione tradizionale è 會. |
| 距                | ju4                | keoi5                            | Già spiegato. Anticamente la consonante non era palatalizzata. |
| 烤                | kao3               | haau1                            | Già spiegato. |
| 离                | li2                | lei4                             | Già spiegato. La sua versione tradizionale è 離. |
| 鸭                | ya1                | aap3                             | Indica l'anatra e la sua versione tradizionale è 鴨: è la chiave di lettura della piastra della tartaruga (poi ha iniziato a indicare l'armatura e il numero uno in una successione) con accanto il radicale dell'uccello. La pronuncia del carattere ricorda vagamente il verso dell'oca. Anticamente finiva in *-p. |
| 虑                | lv3                | leoi6                            | Indica il concetto di riflettere e la versione tradizionale è 慮: è il radicale della tigre con sotto il pensiero 思, cioè la fontanella sul cranio con il cuore/mente. Nella semplificazione, l'attività mentale viene ancora richiamata, ma si elimina la fontanella. Il radicale della tigre forse si riferisce a 虎纹 o 法令纹. L'espressione ha due significati: o indica un manto tigrato (cioè con il pattern di strature sulla pelliccia di tigre) o indica le rughe intorno alla bocca. Questo secondo significato si lega molto bene allo sforzo della riflessione. Quanto alla primissima versione sui bronzi Shang e Zhou, si notavano due vertebre 吕 lv3 sopra un cuore. |
| 棵                | ke1                | fo2                              | Si usa come classificatore per gli alberi ed è il radicale dell'albero con accanto l'albero con dei frutti in cima. |
| 科                | ke1                | fo1                              | Già spiegato. |
| 咳                | ke2                | kat1                             | Già spiegato. Anticamente finiva in *-t. |
| 嗽                | sou5, sou4         | sau3                             | Indica la tosse ed è il radicale di una bocca spalancata con accanto la chiave di lettura sou4 欶 (< *-k), che significa "inalare; succhiare" ed è il mazzo di vegetali (forse derivato dal disegno di un sacco che si chiude da entrambe le estremità come 東) con accanto due persone nella versione sui bronzi Shang e Zhou, poi ridotta a una a lato, inginocchiata, ritratta di profilo e che sbuffa (anche se il significato indica l'inspirazione). Forse la chiave di lettura indicava due persone che si piegavano per raccogliere un sacco pesante; comunque, il mazzo indica la pronuncia. |
| 怜                | lian2              | lin4                             | Indica il concetto di compassione e amare teneramente ed è il radicale del cuore/mente con accanto la chiave di lettura della persona inginocchiata che dà ordini, che indica in modo molto goffo e grossolano la sola pronuncia (indica tutt'altro che compassione e amare teneramente) siccome è frutto di una semplificazione: la versione tradizionale è 憐 (variante arcaica 𢣶) ed è il cuore in basso (versione arcaicissima 𢠴), poi spostato in alto, e ha accanto le due fiamme con due piedi in basso (cioè un corpo con accanto dei puntini di luce e due piedi aggiunti dopo per indicare i fuochi fatui. Il significato di fuoco fatuo resta in 磷, che indica anche il fosforo e i frammenti di pietra, e nella sua variante 燐). |
| 惜                | xi1                | sik1                             | Già spiegato. Anticamente finiva in *-k. |
| 客                | ke4                | haak3                            | Già spiegato. Anticamente finiva in *-k. |
| 肯                | ken3, keng3        | hang2                            | La pronuncia "keng3" in cinese è arcaicheggiante siccome la coda nasale in Primo Cinese Medio è *-ng, preservata in cantonese, vietnamita e coreano (in giapponese dà luogo a un allungamento vocalico). Anche i caratteri 皿, 黾 e 聘 avevano anticamente *-ng e oggi mutano per dissimilazione. Quanto al carattere, la versione arcaica è 肎 con le varianti utili a comprenderlo meglio 𦙎 e 肻 ed è un gruppetto ordinato e squadrato di ossa sopra alla carne e indicava la carne attaccata alle ossa. Oggi, come prestito fonetico, indica il concetto di certezza, volere e di preferenza (nella struttura 与其...宁肯...) e la parte superiore è diventata irriconoscibile siccome è mutata in un piede. |
| 空                | kong1              | hung1                            | Già spiegato. |
| 恐                | kong3              | hung2                            | Indica il concetto di terrore e la sua versione originale, attestata nei bronzi Shang e Zhou, è 𢖶, cioè la squadra da carpentiere o attrezzo per fare solchi sul terreno gong1 con sotto il cuore/mente. Il carattere è poi evoluto in 𢟃 (variante 𢝭): la parte superiore è diventata 𢀜 gong3, ovvero 工 + 丮 ji3 (< *-k, consonante non palatalizzata) per indicare l'abbraccio (forse una reazione data dalla paura). Per la precisione, ji3 è una persona inginocchiata ritratta di lato mentre sporge le due braccia ancora visibili in avanti per abbracciare qualcuno. Infine, la parte superiore è mutata in 巩 per stilizzazione. In questa stilizzazione vi converge la semplificazione di 鞏 gong3, avente il radicale del cuoio: indicava lo stringere qualcosa con una striscia di cuoio. Quindi, tutto il carattere sembra indicare un abbraccio/stretta come reazione mentale e fisica alla paura. Questa chiave si trova pure in 筑 zhu3 (< *-k), che deriva dalla semplificazione di 築 (versione arcaica 𥲒), la cui disposizione dei componenti è in larga misura rispettata rispetto alla prima versione nei bronzi Shang e Zhou. Indica l'atto di costruire (secondo Xu Shen, quello di pestare la terra) e oggi indica l'edificio. Per la precisione, in cima si nota il bambù (rende pure la pronuncia), le cui canne rilegate potevano costruire edifici; sotto si nota la squadra da carpentiere o l'attrezzo per solcare il terreno, molto comoda da collegare all'architettura o alla predisposizione del perimetro di un edificio, e l'abbraccio (forse rimanda alla raccolta e disposizione delle materie prime o all'occupazione di terreno). In basso si nota il legno, a sua volta materiale di costruzione (si pensi a una baita di montagna). Come disposizione, la squadra era allineata all'albero, compresso a lato. Se ci si basa sul significato di Xu Shen, indicava un pestello o qualcosa di simile in bambù e l'atto di pestare il terreno per compattare una parete di fango (anche una tavola realizzata in legno poteva compattare un muro schiacciandolo e dandogli la forma; questo spiega meglio il legno in basso in questo contesto). La semplificazione ha semplicemente epurato l'albero in basso, ma questo carattere esisteva già a sé: indicava lo zhu4, un antico strumento a corda pizzicata, lo zither/cetra cinese, con le corde e la cassa di risonanza in legno. Siccome si impugna abbracciandolo (si pensi a una cetra o lira greca), questo spiega molto bene il componente dell'abbraccio nella chiave di lettura. Lo stesso Xu Shen illustra questo carattere nello Shuowen Jiezi. Indicava anche il vecchio nome di Guiyang 贵阳, ovvero Guizhu 贵筑 (è la capitale della provincia di Guizhou). Indicava pure un fiume, il Malan He 马栏河 che scorre a Dalian. |
| 怕                | pa4                | paa3                             | Indica il concetto di paura ed è il radicale del cuore a lato con accanto la chiave di lettura del colore bianco (cioè una fiammella) per indicare la sensazione di mancamento (infatti indica anche il vuoto) o il pallore del viso. |
| 苦                | ku3                | fu2                              | Già spiegato. |
| 矿                | kuang4             | kwong3                           | Indica i minerali e la versione tradizionale è 鑛: è il radicale della pietra accanto alla chiave di lettura dell'ampiezza riferito ai grossi buchi scavati e picconati per estrarre i minerali nelle cave e miniere. |
| 泉                | quan2              | cyun4                            | Già spiegato. |
| 困                | kun4               | kwan3                            | Indica il concetto di difficoltà e, in origine, indicava la soglia in legno sul pavimento in corrispondenza di una porta ed è un albero circondato da una zona recintata in cui è sottinteso che ha un ingresso dotato di porta e soglia che si attraversa. Il significato originale resta in 梱 kun3, che indica la freccia e la soglia di una porta. Secondo Xu Shen, un'altra versione originale alternativa era 𣏔, che spiega molto meglio il significato di soglia: è un piede con sotto un albero per indicare un ingresso e una parte in legno. La soglia e il concetto di difficoltà possono essere collegati alla lontana. |
| 难                | nan2               | naan4                            | Già spiegato. La sua versione tradizionale è 難. |
| 垃                | la1; le4           | laap6                            | Indica la spazzatura ed è il radicale della terra accanto a una persona in piedi per indicare un cumulo di spazzatura. Anticamente finiva in *-p. |
| 圾                | ji1; se4           | saap3                            | Indica la spazzatura ed è il radicale del cumulo di terra con accanto la chiave di lettura 及 forse per la sola pronuncia. Anticamente finiva in *-p e la pronuncia oggi più diffusa, ji2, sembra essere basata sulla sola chiave di lettura. |
| 拉                | la1                | laai1                            | Indica il concetto di tirare ed è il radicale della mano accanto alla persona in piedi, che viene tirata dalla mano. Significava anche distruggere, il che fa ipotizzare che una persona venisse spinta lontano da una mano fino a farla cadere. |
| 辣                | la4                | laat6                            | Indica il sapore piccante ed è il radicale del coltello per marchiare i prigionieri con accanto la contrazione di la4 剌 (< *-t, che dunque spiega bene la pronuncia antica), il mazzo/sacco rilegato da entrambe le estremità come 東 con un coltello, "tagliare" (forse un sacco tagliato e aperto con il coltello). Quindi, tutto il carattere collega il sapore piccante a immagini e sensazioni di dolore. Anticamente finiva in *-t. |
| 懒                | lan3               | laan5                            | Indica il concetto di pigrizia e la versione tradizionale è 懶: è il radicale del cuore/mente (nella versione arcaica 嬾 era una donna inginocchiata) con accanto la chiave di lettura 賴 lai4, che secondo Xu Shen significava "vincere" (赖，赢也) e che poi ha iniziato a significare "dipendere da/contare su; accusare falsamente; impudente": è un sacco/mazzo con accanto una persona con una conchiglia (la persona è stilizzata come un coltello). Una suddivisione alternativa, che spiega la consonante /l/ presente anche in Primo Cinese Medio è quella di la4 剌 con la conchiglia. Quest'ultima suddivisione spiega anche i significati negativi successivi del carattere (mentre quelli positivi sono già accennati dalla conchiglia preziosa) e, in "vincere", implica degli sforzi e dolori. Quanto a 懒, è la donna inginocchiata/cuore-mente accanto a "dipendere da", un'attitudine mentale che porta a pigrizia se spinta all'estremo (qualcuno fa tutto per un altro). Quanto alla donna, esemplificava la pigrizia perché, nella testa dei cinesi antichi, molto della loro vita dipendeva dai maschi. Un osservatore è anche portato a congetturare che la donna è disegnata inginocchiata perché è pigra (in realtà è sottomessa). |
| 浪                | lang4              | long6                            | Indica il concetto di onda ed è il radicale dei flutti d'acqua accanto alla chiave di lettura 良 liang2, da non confondere con 艮. La chiave oggi significa "buono, bene" e indica una veranda inquadrata dall'alto. Per immaginarla, si può visualizzare una stradina coperta da un lungo tetto con colonne che segue la stradina; poi arriva a una sorta di tempietto, per poi ripartire insieme al tetto con colonne. Ebbene, nelle ossa oracolari si vede un corridoio con tetto inquadrato dall'alto e stilizzato come due linee curve che disegnano una sorta di stradina, un quadrato che indica il punto di snodo con tetto/veranda (nei vasi in bronzo Shang e Zhou si aggiunge un punto in mezzo poi assottigliatosi in un tratto orizzontale) e altri due tratti che indicano un'altra stradina/corridoio riparato. 良 ha le varianti arcaicheggianti 𣌣 e 𣌩 e, nella stilizzazione, il corridoio in alto si riduce a un punto, la veranda in 日 e il corridoio in basso in tre tratti. Il significato originale resta nel carattere 廊 lang2 ("veranda"; oggi "corridoio"), cioè il radicale dell'edificio senza mura per indicare una zona riparata con 郎 (varianti arcaicheggianti 𨝥 e 郒), cioè la stilizzazione della veranda con accanto il radicale della città (da solo, indicava il titolo di ufficiale, 侍郎, il Vice-Ministro, forse richiamato dalla location della veranda in un edificio burocratico o imperiale. In alternativa indica il 郎中, ovvero il capitano a capo di uno squadrone di guardie in un palazzo, che si collega molto bene alla veranda e ai corridoi da pattugliare e difendere). Quanto a 良, si usa pure per la sola pronuncia in 狼 lang2, che indica il lupo (nelle ossa oracolari, i due componenti sono invertiti). Il carattere si trova pure in 朗 lang3 (buono/veranda + falce di luna luminosa), che indica la brillantezza, una luce forte e distinta fatta immaginare con la luna che brilla (in 朗读 significa "leggere ad alta voce"). Infine, la veranda/buono ritorna in 粮 lang2, che indica il grano, ma è una semplificazione che approssima il suono: la versione tradizionale è 糧: è il radicale del riso per indicare dei chicchi ("grano" si dice 米粮) con accanto la chiave di lettura della quantità 量 liang2 (il sole 日 o talvolta il campo coltivato 田 con sotto 東, il sacco rilegato da due lati o l'est: significa misurare qualcosa sotto il sole o indica il grano raccolto e messo in un sacco chiuso. Xu Shen in basso dice di vedere 重. Ad ogni modo, esistono più interpretazioni del carattere, incluso una terza che vuole che indichi il sole che sorge a est). |
| 费                | fei4               | fai3                             | Già spiegato. La sua versione tradizionale è 費. |
| 漫                | man4               | maan6                            | Indicava un flusso eccessivo di acqua (incluse le inondazioni) e oggi indica anche il concetto di "romantico": è il radicale dei flutti d'acqua con accanto la chiave di lettura "estendere", cioè l'occhio aperto da due mani. Una variante è 澫 > 𬇕, da cui si ricostruisce una *mj- in Primo Cinese Medio nella chiave di lettura 万. |
| 虎                | hu3                | fu2                              | Indica la tigre ed è composto dal radicale della tigre con sotto un tavolino. Per la precisione, il radicale della tigre la ritraeva come il pittogramma di una tigre messa in verticale (in cima si vede la testa), la pancia (il dorso è sparito insieme) e 匕 per stilizzare qualche striatura. Quelle che sono le zampe posteriori o la coda sono mutate in 人 nella grafia dei listelli di bambù e pezzi di seta Chu (Stati Combattenti), mentre nello stato di Qin sono mutate in una forma simile a 巾. Entrambe le grafie sono poi mutate in 儿, stilizzato a sua volta con un tavolino fuorviante. Una variante arcaicheggiante è 乕 insieme a 𧆞, a cui si aggiunge una variante nello Shuowen Jiezi 𠪳. |
| 冷                | leng3              | laang5                           | Già spiegato: indica il freddo ed è il radicale del ghiaccio accanto alla persona che da ordini/far fare, per indicare che al freddo di base non si può resistere: se avvertito, porta per esempio a tremori e fastidio. |
| 拜                | bai4               | baai3                            | Indica l'adorazione/venerazione ed è un paio di mani sollevate intente a venerare qualcuno o qualcosa (sono tenute molto vicine perché forse sono giunte in preghiera). |
| 貌                | mao4               | maau6                            | Indica l'apparenza/portamento e la versione originale è 皃, cioè una faccia estremamente stilizzata con sotto due gambe in passato inginocchiate, a cui è stato aggiunto quello che sembra il radicale di un felino ma che in realtà è la contrazione di 豹 bao4, il leopardo come chiave di lettura indicante la pronuncia (cioè il radicale del felino con accanto il cucchiaio per la pronuncia del nucleo di sillaba). |
| 例                | li4                | lai6                             | Indica il concetto di esempio ed è formato dal radicale della persona con accanto la chiave di lettura 列 lie4. Quest'ultima è formata dalla chiave di lettura dei resti ridotti a ossa (è4 < *-t) con accanto il coltello a lato siccome in origine indicava il concetto di "tagliare/separare" e oggi indica pure la colonna. Due versioni arcaicheggianti sono 𠜊 e 𠛱. Quanto all'intero carattere, il concetto di esempio sembra richiamato dal fatto che qualcuno o qualcosa (e.g. una persona) viene separata da tutta la categoria a cui appartiene. La chiave di lettura di "tagliare/separare" ritorna pure in 烈 lie4, "violento; ardente" riferito in origine al fuoco, come indicato dal radicale del fuoco (la chiave di lettura indica solo la pronuncia, a meno che si collega all'impeto del fuoco). Alcune varianti arcaicheggianti sono 烮, 煭 e 𤋴. |
| 厉                | li4                | lai6                             | Già spiegato. La sua versione tradizionale è 厲. |
| 俩                | lia3, liang3       | loeng5                           | Già spiegato. La sua versione tradizionale è 倆. |
| 系                | xi4, xi5           | hai6                             | Indica il concetto di sistema/dipartimento e di appartenenza e due versioni arcaiche sono 𦂞 e 𦃟: è una mano che reggeun unico pendaglio di bozzoli di baco da seta dal centro, tale per cui si piega in due parti (sembra 丝). Nella versione attuale la mano si è stilizzata in un tratto irriconoscibile (si tratta del primo tratto in alto di 手) e le due metà del pendaglio non si vedono, ma si possono vedere bene tre componenti nelle varianti arcaiche. 係 vi converge come carattere semplificato e indicava il concetto di collegare. Pure 繫 vi converge e indicata l'atto di legare. In alto a questo carattere si vede 𣪠 ji1 (anticamente non palatalizzato e scritto come 毄), che secondo Xu Shen indica l'atto di assaltare/attaccare, con un riferimento a un carro da guerra, una bocca spalancata forse per gridare 軎 e un'alabarda (相擊中也。如車相擊。故从殳从軎); la stilizzazione 𨊥 nel carattere tradizionale, secondo Xu Shen, ha lo stesso significato: 軎或从彗。从車、彗聲. Dalle informazioni riportate, si ricava che il carro con la bocca o con una sua stilizzazione deriva da 轊 wei4, la punta dell'asse di un carro (la scopa può essere un riferimento alla forma dell'asse, simile a un lungo manico, altrimenti indica solo la pronuncia). Anticamente la consonante di tutto il carattere non era palatalizzata. |
| 连                | lian2              | lin4                             | Già spiegato. La sua versione tradizionale è 連. |
| 凉                | liang2             | loeng4                           | Indica il fresco e la brezza e la sua versione tradizionale è 涼: è l'acqua, forse a indicare l'umidità, con accanto la torre/capitale per indicare un punto molto alto in cui si può sentire la brezza. Nella semplificazione, il radicale si riduce in quello dei cumuli di ghiaccio per indicare meglio il fresco. |
| 另                | ling4              | ling6                            | Già spiegato. |
| 利                | li4                | lei6                             | Indica il vantaggio, beneficio e l'interesse (in finanza) ed è una piantina di cereale tagliata da un coltello a lato. In origine indicava il concetto di "affilato". |
| 乱                | luan4              | lyun6                            | Già spiegato. La sua versione tradizionale è 亂. |
| 麻                | ma2                | maa4                             | Indica la canapa (cannabis sativa) ed è uno dei radicali Kangxi, reperibile in alto nei caratteri. È un edificio con una sola parete in cui sono stipate le foglie di canapa 𣏟 o qualcosa di simile a 艸 (oggi stilizzate come 林) lasciate a essiccare. Nella primissima versione al posto dell'edificio era presente il dirupo per indicare che le foglie erano lasciate a essiccare in cima alle montagne. Siccome le foglie di canapa sono ruvide (dà una forte sensazione di irregolarità, attrito e sfregamento al tatto), indica anche il concetto di ruvido. Infine, il carattere indica anche l'anestesia perché la canapa si poteva usare anche come anestetico (di base, poteva essere usata per confezionare abiti). Indicava infine anche gli editti imperiali perché forse scritti sulla carta di canapa. Quest'ultima si produce mettendo a mollo e cuocendo al vapore i gambi di canapa secca, in modo tale che la buccia si tiri facilmente dal gambo (le canne di bambù venivano addirittura bollite in dei pentoloni). La buccia fibrosa poi si pesta con pestello e mortaio fino a ridurla a un impasto denso. Questa pasta si mette in un telaio che galleggia nell'acqua. Il tutto si scola e lascia ad asciugare al sole. Il risultato finale è un foglio grezzo di fibra di canapa pestata e essiccata, ottimo per scrivere. La preparazione della carta di canapa non è molto diversa da quella della carta di bambù. |
| 烦                | fan2               | faan4                            | Indica il concetto di seccatura/scocciatura e la versione tradizionale è 煩: è il fuoco con accanto la chiave di lettura della faccia, quasi a cercare di riprodurre in modo concreto il turbamento interiore. |
| 满                | man3               | mun5                             | Già spiegato (l'erba è falso amico della stilizzazione di 㒼 man2, "equivalente"). La sua versione tradizionale è 滿, la cui chiave non è 两 < 兩 siccome ha una parte stilizzata come erba in alto (è una corda piegata a U con sotto due anfore di stessa grandezza). |
| 毛                | mao2               | mou4                             | Già spiegato. |
| 巾                | jin1               | gan1                             | Già spiegato. Anticamente la consonante non era palatalizzata. |
| 美                | mei3               | mei5                             | Già spiegato. |
| 丽                | li4                | lai6                             | Indica la bellezza e la versione tradizionale è 麗: sono le corna di un cervo inquadrato di profilo, che nella versione semplificata sparisce, rendendo il carattere molto laconico (in più le due linee orizzontali si fondono in un'unica linea, il che rende i due membri separati meno riconoscibili). Il cervo veniva visto come segno di bellezza siccome ha delle corna maestose. Le due corna indicavano anche il concetto di coppia sposata, un carattere poetico in disuso che oggi appare come 俪 li4 (versione tradizionale 儷), a cui si aggiunge la persona a lato. |
| 梦                | meng4              | mung6                            | Indica il sogno, una sua variante arcaicheggiante è 㝱 e la sua versione tradizionale è 夢: nelle ossa oracolari si nota un letto stilizzato in piedi con accanto un carattere simile a 见, cioè un occhio spalancato con le sopracciglia enormi sopra due gambe. Indica cioè che mentre si dorme, si vede qualcosa come se si fosse svegli e coscienti. Nella versione tradizionale, si vedono le due sopracciglia, l'occhio ribaltato (stilizzazione che si ritrova in altri caratteri) e le gambe stilizzate come 夕, a meno che indichi direttamente una falce di luna crescente, e quindi la notte. Il letto, recuperabile dalla variante e utile per l'interpretazione, è sparito. Nella semplificazione, restano solo due alberi e una mezzaluna, piuttosto laconici e fuorvianti. |
| 迷                | mi2                | mai4                             | Indica il concetto di perdersi e di essere confuso ed è il radicale del cammino con accanto la chiave di lettura del riso che rappresenta la sola pronuncia, a meno che la sua grafia indichi tutte le direzioni: infatti il riso, in base allo stile calligrafico antico, era disegnato come una croce 十 con due puntini in alto 丷 e due punti leggermente allungati in basso 八. Sembra che i punti indichino ognuno una direzione diversa, ognuno in un ipotetico quadrante disegnato dalla croce. |
| 密                | mi4                | mat6                             | Indica il concetto di denso e intimo ed è formato dalla chiave di lettura 宓 mi4 (< *-t)/fu2 (< *-k) con sotto la montagna. La chiave significa "calma, tranquillità", avente il radicale del tetto per stare al sicuro come 安 e sotto la chiave di lettura della necessità/mestolo 必 per indicare un antico suono bilabiale poi perduto. La pronuncia della chiave che si è imposta è quella con il suono bilabiale nasale e lo stop *-t siccome peraltro il carattere anticamente finiva in *-t. Tutto il carattere nel complesso sembra indicare un luogo segreto, intimo e sicuro sulle montagne; "spesso" in base al radicale si può riferire alla morfologia delle montagne o alla loro fitta vegetazione. |
| 免                | mian3              | min5                             | Già spiegato. |
| 秒                | miao3              | miu5                             | Indica il concetto di secondo (unità di tempo) e di piccolo/minuto e in origine indicava l'arista, cioè il filamento lungo sui chicchi di riso e grano (il guscio è formato dall'arista e da due involucri detti glumelle; per sgranare un chicco con le mani o bastoni o pietre o tavole di legno bisogna togliere l'arista e le glumelle. Solitamente la copertura esterna forma la crusca, riutilizzabile per nutrire persone e animali, ed è un sottoprodotto agricolo esattamente come la paglia, utilizzabile come combustibile, materia prima o mangime, ma non si scende nei dettagli di argomenti inerenti all'agricoltura per quanto utili alla comprensione dei sinogrammi e dell'antica cultura agreste). Da "arista", qualcosa di sottile, a "piccolo, secondo" il percorso concettuale non è lungo. Quanto al radicale, il significato arcaico disambigua la composizione: è il radicale del cereale con accanto la chiave di lettura "poco", cioè alcuni granelli di sabbia stilizzati. |
| 民                | min2               | man4                             | Indica il popolo e, in origine, indicava uno schiavo accecato (come 童): era un occhio (una forma vuota ancora riconoscibile in alto) con sotto un tratto verticale rigonfio al centro (sembra la versione antica di 十) che indicava un pugnale, oggi stilizzato in modo simile a 弋 (il gancio a sinistra è un'aggiunta posteriore). |
| 族                | zu2                | zuk6                             | Indica il concetto di clan/etnia ed è il vessillo che sventola in aria (a sinistra si nota il palo, in origine un tratto verticale poi elaboratosi) con sotto una freccia. Anticamente finiva in *-k. |
| 母                | mu3                | mou5                             | Già spiegato. |
| 耐                | nai4               | noi6                             | Indica la pazienza e sopportazione e anticamente una forma di punizione che consisteva nel tagliare la barba a un ufficiale: è la chiave di lettura della barba (da cui si ricava un suono nasale in Primo Cinese Medio) con accanto una mano intenta a tagliarla. Una variante rara, in cui compare una lama, è 𦓎. |
| 内                | nei4               | noi6                             | Indica il concetto di interno e la versione tradizionale è 內, da cui si riconosce meglio la composizione: è una sorta di contorno di una casa squadrata (assomiglia a 向) con dentro il carattere 入 ru2, che nelle versioni nelle ossa oracolari era completamente all'interno della casa (dalla pronuncia nei4 si ricostruisce un suono nasale in Primo Cinese Medio), cioè luna punta di attrezzo in metallo o freccia. Indica quindi in modo espressivo l'interno di una casa o l'entrare in casa, tale per cui si è all'interno. Questo carattere interno come chiave di lettura si nota in 纳 na4 (< 納), che significa "contenere". In origine indicava l'atto di cucire dei punti ravvicinati, tale per cui si nota il radicale della seta. |
| 能                | neng2              | nang4                            | Già spiegato: è un orso a quattro zampe con il muso lungo a sinistra. Come prestito fonetico, significa "saper fare, abilità". |
| 龄                | ling2              | ling4                            | Indica l'età la versione tradizionale è 齡: è il radicale dei denti (齒 chi3, con 止 zhi3 come chiave di lettura aggiunto più tardi nell'evoluzione del radicale) con accanto la chiave di lettura della persona inginocchiata che dà gli ordini, cioè "far fare, lasciar fare, fare in modo che". L'età di una persona viene dunque misurata, tra i vari modi, anche in base alla crescita dei denti da latte e alla loro caduta: fanno in modo che l'età venga individuata. |
| 弄                | nong4              | lung6                            | Già spiegato. Anticamente iniziava in *l-, suono ritenuto in cantonese e nei Minnan (lāng, lōng), in dialetto Wu (/lʊŋ²³/), in vietnamita (lộng) ed è ricostruibile dalla pronuncia giapponese kan-on (ろう roo). |
| 暖                | nuan3              | nyun5                            | Indica il concetto di tiepido ed è composto dal radicale del sole con accanto la chiave di lettura 爰, falso amico di 爱 e diverso da quest'ultimo perché sopra 友 è presente una linea orizzontale (友 e 爪 sono in comune). La chiave, yuan2, significava "dunque" e si usava come introduttore di un discorso (si può pensare come "Dunque, ...; Ebbene, ...")- Nelle ossa oracolari si vedono due mani, una in alto e una in basso, con in mezzo una linea ondulata e obliqua o dritta in altre versioni, poi mutata in qualcosa di simile a 天 nelle iscrizioni nei bronzi Zhou e infine in 干 con la linea verticale resa ondulata. In sintesi, indicava un bastone dato da una mano a un'altra forte per dare una mano a qualcuno o salvare qualcuno che per esempio è caduto in una polla d'acqua o in una fossa (il carattere assomiglia vagamente a 爭; si pensi poi a 凶, l'uomo caduto nella buca che è pure un radicale Kangxi). Parte del suo significato originale resta in 援 yuan2. Nel carattere "tiepido", il sole indica il calore, mentre la chiave di lettura, se presa nel significato non originale, indica il riscaldamento come una conseguenza del calore del sole e simili (e.g. il fuoco). Una variante del carattere è 煖, in cui è invece presente il radicale del fuoco. |
| 偶                | ou3                | ngau5                            | Già spiegato. Anticamente iniziava in *ng-. |
| 尔                | er3                | ji5                              | Già spiegato. Come prestito fonetico, compone pure il vocabolo 偶尔 ou3er3, "ogni tanto", colloquiale. La sua versione tradizionale è 爾, da cui si ricostruisce *ny-. |
| 队                | dui4               | deoi6                            | Indica il concetto di gruppo e la versione tradizionale è 隊: è il radicale della collina con accanto 㒸 sui4, un carattere aperto a più interpretazioni: è 丷 con sotto la chiave di lettura per la sola pronuncia del maiale 豕 shi3 ed è la versione arcaica di 遂. Significa "seguire ordini; soddisfare" e si usava anche come variante di 歲 per la pronuncia; nella versione più recente con il radicale del cammino, secondo Xu Shen significa 亡, che si può intendere come "perire", il che spiegherebbe come mai è presente l'oggetto tagliato in due sopra il maiale o, nelle versioni nei vasi in bronzo, un punto, ovvero un gancio a cui è appesa la carcassa del maiale; il significato di "età" si potrebbe collegare al fatto che il maiale viene macellato raggiunta una certa età o periodo. Una terza interpretazione è che sia un maiale selvatico che si fa strada 丷 in un ambiente, il che si collega al radicale del cammino. Sempre riguardo a 遂, Xu Shen indica la primissima versione antica totalmente diversa, 𨔱. Il carattere, come già accennato, ha almeno tre o quattro interpretazioni. Quanto a 队, è il radicale della collina con, nelle ossa oracolari, un uomo a testa in giù che precipita, poi sostituito da 㒸 forse per rimarcare il movimento e/o la morte o per riferirlo a un maiale o bestie selvatiche. Il significato originale di cadere resta in 墜 > 坠 zhui4, mentre 队, la cui semplificazione rispecchia di più il carattere originale, ha iniziato a indicare un gruppo di soldati. Oggi indica un gruppo generico. Quanto a 遂, si ritrova pure in 隧 sui4, che indica il tunnel e la galleria: è una collina con accanto il concetto di farsi strada e/o d tagliare, quasi a indicare un cunicolo. 遂 non si deve confondere con 逐 zhu2, che significa "gradualmente" e indica il radicale del cammino con accanto un maiale. In origine significava "rincorrere", con un riferimento a una persona che ricorre un maiale. Per rimanere in tema di maiali, il disegno si ritrova pure in 蒙 meng2, ma è un falso amico: indica il concetto di coprire e nelle ossa oracolari è un componente simile a 见, cioè una persona in piedi con un occhio enorme racchiuso da un ovale per indicare una benda sugli occhi o un qualcosa che ottenebra la vista. L'ovale è mutato nel radicale dell'erba, fuorviante, dell'occhio restano un paio di tratti che lo accennano e il corpo dell'uomo è mutato in un maiale, ragion per cui tutto il carattere è fuorviante. Con un cambio di tono, Meng3 indica la Mongolia (蒙古), che anticamente aveva creato un vasto impero che includeva la Cina e il Tibet (i mongoli tentarono di invadere la Corea e il Giappone senza successo). Una variante del carattere è 冡 (𠔼 mao3 + 豕). Tutto il carattere si ritrova come chiave di lettura in meng2 檬, cioè il limone, indicato dal radicale dell'albero. La chiave di lettura indica la sola pronuncia, a meno che "coprire" viene collegato alla buccia che copre il limone. |
| 列                | lie4               | lit6                             | Già spiegato. Anticamente finiva in *-t. |
| 判                | pan4               | pun3                             | Indica il concetto di differenziare/discernere ed è la chiave di lettura della testa di bue tagliata in due (metà) con accanto il radicale del coltello a lato. In origine indicava il concetto di tagliare. |
| 断                | duan4              | tyun5                            | Indica il concetto di terminare e in origine quello di tagliare e la sua versione tradizionale è 斷 (variante arcaicheggiante ma non originale 𣃔): come già accennato, sono due pendagli di bozzoli di baco da seta con in mezzo quello che sembra un coltello 刀 (𢇍, attestato nelle ossa oracolari) e, accanto a tutto il carattere, l'ascia con la lama in pietra messa in piedi (la lama è irriconoscibile, ma resta un tratto verticale per l'impugnatura). Dà quindi l'idea che si stia tagliando la seta. Ma nelle versioni pre-Qin si nota scritto come 𠸿 (bronzi della Dinastia Zhou), 𠜷 (Stati Combattenti) e 𠝅: Xu Shen spiega che il componente a sinistra è un fuso di telaio, cioè la parte con il filo avvolto che gira (古文叀字). Nella primissima versione, il componente a destra zhao4 non sembra indicare il decreto imperiale o l'atto di chiamare qualcuno: se non indicava una pronuncia risalente all'Old Chinese, forse indicava il coltello e un buco/taglio con la bocca. Una variante intermedia, quasi un ponte, è 𣂢. Quanto al disegno dei due fili di bozzoli con il coltello, da esso deriva la grafia tradizionale del carattere in esame e deriverebbe anche 絕 > 絶 jue2, attestato anch'esso a partire dallo Shuowen Jiezi: il coltello si è spostato in alto e in basso si è aggiunta la persona inginocchiata ritratta di lato, forse intenta a tagliare la seta, il che è un altro indizio al significato originale di questo carattere già spiegato in questa forma. Jie2卩 > 巴 (falso amico; non è la prima volta) indica pure la pronuncia. Una variante del carattere, 𠤉, infine si ricollega perfino alla grafia arcaica. |
| 陪                | pei2               | pui4                             | Già spiegato. |
| 批                | pi1                | pai1                             | Già spiegato. |
| 评                | ping2              | ping4                            | Già spiegato. La sua versione tradizionale è 評. |
| 皮                | pi2                | pei4                             | Già spiegato. |
| 肤                | fu1                | fu1                              | Indica la pelle e la sua versione tradizionale è 膚: è la tigre, che indica la pronuncia (e forse si riferisce alla sua pelliccia di valore) con sotto il radicale della carne e, nelle versioni successive ai bronzi Shang e Zhou in cui il carattere è attestato per la prima volta, 田 che deriva da una stilizzazione di 皿, un contenitore con il sostegno poi sparito dal carattere. Una variante arcaica è 𦢚. Oggi si trova il radicale della carne spostato a lato con fu1 come chiave di lettura indicante la sola pronuncia. La parte in basso del carattere tradizionale può essere scambiata per 胃 wei4 (variante semi-arcaica 𦞅), che indica lo stomaco. Nei bronzi Shang e Zhou, in cui è attestato, si nota uno stomaco disegnato come 田 ma tondeggiante (dentro poi si sono aggiunti dei punti che indicano il cibo) con sotto il radicale della carne. Lo stomaco si trova come chiave di lettura in 谓 (versione tradizionale 謂, variante arcaicheggiante 𧬴) siccome lo stomaco come prestito fonetico aveva iniziato a significare "chiamare" (dare un nome a qualcosa). Per distinguerlo, si è aggiunto il radicale della parola. |
| 脾                | pi2                | pei4                             | Indica quello che in medicina tradizionale cinese è il pancreas (oggi può indicare anche l'indole) ed è il radicale della carne accanto alla chiave di lettura "inferiore" (il ventaglio tenuto in mano per fare aria a qualche potente) per indicare come il pancreas sia abbastanza in basso nel torace. |
| 篇                | pian1              | pin1                             | Già spiegato. |
| 骗                | pian4              | pin3                             | Già spiegato. La sua versione tradizionale è 騙. |
| 乒                | ping1              | bing1                            | Indica un suono onomatopeico ottenuto con una contrazione del carattere 兵, cioè un'ascia tenuta in mano in partenza da due mani, poi diventata una. Forse deriva dal rumore di un'ascia che colpisce un pezzo di legno o simili. |
| 乓                | pang1              | pong1                            | Indica un suono onomatopeico ottenuto con una contrazione del carattere 兵, cioè un'ascia tenuta in mano in partenza da due mani, poi diventata una. Forse deriva dal rumore di un'ascia che colpisce un pezzo di legno o simili. |
| 破                | po4                | po3                              | Indica il concetto di rompere ed è il radicale della pietra che cade dal dirupo con accanto la chiave di lettura della pelle, ovvero un animale scuoiato da una mano (versioni arcaicheggianti 𣪉, 𡰻 e variante 𠬱, da cui si ricava alla lontana il concetto di scuoiare dal componente a sinistra). Indicava per la precisione l'atto di rompere o rovinare qualcosa pestandola con una pietra (si pensi per esempio alle noci, alle zolle di argilla secca, ai chicchi avvolti nelle glumelle come involucro e alle canne di bambù) o tirandogli una pietra addosso. Lo stesso concetto di spaccare alla lontana viene richiamato dalla carcassa di animale tagliata e scuoiata. |
| 葡                | pu2                | pou4                             | Indica l'uva ed è il radicale dell'erba con sotto la chiave di lettura 匍, cioè la placenta con sotto la pianta che cresce nel campo ("gattonare; strisciare; prostrarsi". Sembra indicare un bambino molto piccolo e/o il fatto di essere piegati e contemporaneamente il terreno) e si può collegare al fatto che l'uva si avviticchia e arrampica sui sostegni quando cresce. Trascrive anche il nome del Portogallo. |
| 萄                | tao2               | tou4                             | Indica l'uva ed è il radicale dell'erba con sotto la chiave di lettura tao2 匋, che indica le ceramiche (è un falso amico della placenta siccome nei bronzi Shang e Zhou, dove è attestato, indica una persona ricurva che modella un vaso o giara di terracotta con un bastone a forma di 屮 rovesciato con sotto una U, poi mutato nel pittogramma della giara) e rimanda al mosto lasciato fermentare nelle giare o al vino nelle giare (non rimanda alle botti in legno, ma a giare e vasi di terracotta e argilla o da un derivato dell'argilla, la ceramica, poi prodotti in porcellana durante la Dinastia Ming). La chiave di lettura era anche intercambiabile con una sua variante 窑 yao2, che si era originata come carattere a sé e avente la versione tradizionale 窯 e la variante 窰: era una fornace per mattoni, come indica il radicale della caverna (una cavità) e del fuoco in basso (in mezzo si trova una giara per rimandare all'argilla e simili e una sua presunta stilizzazione 羊). La chiave di lettura del vasellame in produzione torna in 淘 tao2, che indica un carattere monello e che in origine indicava l'atto di sciacquare qualcosa in un colino per togliere impurità o simili (anche un monello è "pieno di impurità"), come indica il radicale dell'acqua. La chiave di lettura, se non si limita a indicare solo la pronuncia, forse si riferisce alle impurità, sporcizia e difetti di un vaso di terracotta appena prodotto o all'atto di lavare un vaso appena prodotto per ripulirlo (per esempio, nei vasi si accumula della cenere mentre sono a cuocere nel forno dei vasai) o accenna al gesto della creazione della bocca e della forma del vaso con un bastone per fare un parallelismo e/o riprodurre la mimica nel lavaggio con un colino. Infine, il carattere che indica le ceramiche è 陶: alla sua versione arcaica si è aggiunto il radicale della collina, forse per indicare un luogo da cui attingere argilla, la materia prima insieme all'acqua per formare l'impasto. |
| 普                | pu3                | pou2                             | Indica il concetto di universale/diffuso e la sua versione arcaica è 暜: è composto da "accorpare" (并) con sotto il sole. In origine indicava il concetto di "molto luminoso" riferito al sole. Non va confuso con il nome di una dinastia, i Jìn 晋 (265-420). Il carattere deriva dalla semplificazione di 晉, che significa "incrementare": sono due frecce sopra un contenitore. Una variante che permette di riconoscerle meglio sono 㬜. A questa, si aggiunge la versione antecedente a quella tradizionale, 𣈆. Anticamente, significava "estrarre", forse riferito proprio a una freccia da un contenitore. Un carattere simile è 替 ti4, "sostituire", che nelle versioni nei bronzi Shang e Zhou era composto da due figure inginocchiate e ritratte di profilo in alto con la bocca spalancata e sotto il radicale della bocca spalancata da cui esce uno sbuffo d'aria. In origine indicava la stanchezza, esemplificata dagli sbadigli o dalla bocca aperta per la spossatezza e gli sbuffi. Poi ha iniziato a significare "sostituire" forse perché qualcuno è stanco. Le due persone in cima si sono stilizzate come due giovani con il codino, rendendo il carattere in parte fuorviante. |
| 遍                | bian4              | pin3                             | Già spiegato. |
| 其                | qi2                | kei4                             | Già spiegato. Anticamente la consonante non era palatalizzata. |
| 候                | hou5, hou4         | hau6                             | Già spiegato. |
| 万                | wan4               | maan6                            | Già spiegato. La sua versione tradizionale è 萬 e anticamente iniziava in *mj-. |
| 签                | qian1              | cim1                             | Già spiegato. La sua versione tradizionale è 簽 e anticamente finiva in *-m. |
| 敲                | qiao1              | haau1                            | Indica il concetto di bussare ed è la chiave di lettura di una torre (da cui si ricava che la consonante iniziale non era palatalizzata in Primo Cinese Medio) e accanto un bastone in mano, che sembra quasi picchiare sul portone della torre. Una variante del carattere è 㪣. |
| 桥                | qiao2              | kiu4                             | Già spiegato. La sua versione tradizionale è 橋. Anticamente la consonante non era palatalizzata. |
| 梁                | liang5, liang2     | loeng4                           | Indica il ponte e anche il nome di alcuni antichi stati cinesi. È composto dall'acqua, da 刅 chuang1 (che indica una spada a due punte con due tacche su ogni punta per indicare forse una ferita e che si usava come variante di 创 chuang4, "iniziare a fare; punire; tagliare; fondare") che indica anche parte della pronuncia e dal radicale dell'albero in basso come riferimento al legname. Quindi, indica il legno tagliato per intraprendere la costruzione di un'opera piazzata sopra una distesa idrica. La parte alta del carattere non va confusa con 染 ran3, che indica l'inquinamento e, anticamente, l'atto di colorare i vestiti. Il carattere, dalla grafia nello Shuowen Jiezi di Xu Shen, era scomponibile come 氵+ 杂 za2: l'acqua è finita accorpata in alto. Quindi, si nota il liquido (il colorante o l'acqua con il colorante) con accanto "complicato/miscellaneo" riferito originariamente ai vestiti (sarebbe dunque una contrazione del carattere tradizionale 雜, che in alto ha un vestito poi stilizzato in modo fuorviante e sotto ha l'albero su cui si accumulano gli uccelli). L'albero in basso, se non si interpreta come una location su cui si accumulano gli uccelli, si può intendere come un rimando alla natura, da cui si estrapolavano i coloranti (si pensi per esempio alle erbe e alle terre pestate nei mortai). Se ci si allontana dalla scomposizione di Xu Shen, allora in cima si nota un liquido in cui si immerge un vestito. La chiave di lettura non va confusa con 朵 duo3, che in origine indicava qualcosa che pende dagli alberi e sporge dal tronco (rami, foglie, gemme, fiori, frutti; versione arcaicheggiante 朶 siccome indicava un albero con due rami in cima incurvati a Y). Oggi si usa come classificatore per i fiori e le nuvole. |
| 巧                | qiao3              | haau2                            | Indica l'abilità e l'ingegno ed è composto dal radicale della squadra da carpentiere o attrezzo per tracciare solchi nel terreno con accanto la chiave di lettura della bocca da cui esce uno sbuffo d'aria. Anticamente la consonante non era palatalizzata, esattamente come per la chiave di lettura, oggi kao3/qiao3. La pronuncia giapponese kan-on è かう kau > こう koo, mentre in coreano è 교. La chiave di lettura, prima di modificarsi, si usava anche nel significato di 考 e 巧, poi elaborati per differenziare i tre caratteri. Ma lo sbuffo d'aria si nota ancora in entrambi, come anche la somiglianza nella pronuncia, da cui si ricava un altro grande indizio che la consonante del carattere di partenza non era palatalizzata in Primo Cinese Medio. |
| 克                | ke4                | hak1                             | Indica il concetto di superare difficoltà ed è una lama di ascia oggi stilizzata sopra una bestia selvatica con la bocca spalancata, una linea per disegnare il corpo oggi sparita e le zampe. Una variante di questo carattere è 剋, con il coltello a lato. Anticamente finiva in *-k. Il carattere 克 non va confuso con 竟, che indica una persona 人 legata siccome è racchiusa dentro 口 e con sopra la testa il coltello per marchiare i prigionieri 辛: indica lo schiavo, come in 竞, 妾 e 童. |
| 戚                | qi1, qi5           | cik1                             | Indica la parentela e anticamente indicava una grossa ascia da guerra: è il pittogramma di un'ascia 戊 con sotto 尗 shu1/shu2, cioè la versione originale di 叔, una piantina con tre punti sotto (le radici o dei sassi sottoterra) a cui si è aggiunta una mano (varianti 𡬟 e 𡬧) per indicare il raccolto (e anche il terzo fratello e lo zio). Forse indica che l'ascia poteva tagliare le piante o è un ulteriore riferimento alla lama affilata. Il significato attuale deriva da un prestito fonetico. Alcune varianti, in cui si aggiunge il cuore in basso o compresso a lato (慼 e 慽) differenziavano questo significato, come anche quello arcaico tramite il radicale del metallo (鏚). Anticamente finiva in *-k. |
| 轻                | qing1              | hing1                            | Indica il concetto di "leggero" e la sua versione tradizionale è 輕: è il radicale della ruota del casso con accanto la chiave di lettura 巠 jing1 (anticamente non palatalizzato), che oggi si semplifica come 𢀖, in parte fuorviante. Tutto il carattere sarebbe la versione originale di 經 jing1 (anticamente non palatalizzato), il cui radicale spiega meglio il significato: come già accennato, sono i fili di seta tesi sopra un telaio (工 è falso amico). Xu Shen si è fatto ingannare dal componente in alto, che sembra un fiume, è l'ha immaginato come un fiume sotterraneo. 經 a sua volta ha numerosi significati, incluso quello di opera scritta/Classico/sutra, ma in origine indicava l'ordito, cioè un filo verticale e longitudinale a cui si attacca la trama (l'opposto di 纬 < 緯 wei3, che è lo stesso tipo di filo ma orizzontale, cioè la trama. Il carattere sembra indicare che circondi il vestito a partire dall'ordito). |
| 松                | song1              | sung1                            | Già spiegato. |
| 穷                | qiong2             | kung4                            | Indica la povertà e in passato la stanchezza e la versione tradizionale è 窮: indica una caverna con dentro una persona china, come se fosse inchinata, con un riferimento al fatto che è esausta. Oggi la chiave di lettura è stata sostituita con la forza con un rimando molto indiretto alla sua mancanza quando si è stanchi o allo sforzo compiuto. Anticamente la consonante non era palatalizzata. |
| 取                | qu3                | ceoi2                            | Già spiegato. |
| 全                | quan2              | cyun4                            | Indica il concetto di interezza ed è composto da 入, cioè la punta di attrezzo o di freccia per indicare l'interno con sotto la giada 玉 scritto all'antica, cioè come 王. In origine indicava la giada pura, cioè senza impurità, cioè alti materiali al suo esterno e interno. Oggi indica un generale concetto di interezza. |
| 部                | bu4                | bou6                             | Già spiegato. |
| 缺                | que1               | kyut3                            | Indica il concetto di difetto e imperfezione ed è composto dal radicale della giada con accanto la chiave di lettura dell'arco tenuto in mano per indicare un danno creato alla giara (può anche essere la contrazione di 決, che tra i significati più rari conta quello di "rompere"): gli oggetti di argilla e terracotta si danneggiano abbastanza facilmente. Anche il significato di "difetto" si lega molto bene alla giara di terracotta, siccome il vasellame può mostrare dei difetti a fabbricazione finita. I pezzi difettosi si possono rompere a martellate, polverizzare con pietre e pestelli su una base e fare tornare polvere riciclabile per un nuovo impasto. Anticamente la consonante non era palatalizzata e finiva in *-t. |
| 却                | que4               | koek3                            | Già spiegato. La sua versione tradizionale è 卻. Anticamente la consonante non era palatalizzata e finiva in *-t. |
| 确                | que4               | kok3                             | Indicava il concetto di solidità (oggi quello di "certezza", che appare collegato) e la versione arcaica è 確: è il radicale della pietra con la chiave di lettura 寉 que4/he4 (< *-k), a sua volta derivata da una corruzione di 隺, un uccello che vola molto in alto (l'uccello dalla coda corta sotto 冂, secondo Xu Shen; se non indica i sobborghi della città, più semplicemente vuole indicare un tetto piatto. Secondo lo stesso Xu Shen, indicava in modo figurato il concetto di "estremamente alto", fin dove gli uccelli volano). Pertanto, tutto il carattere indica una solidità estremamente alta, come la pietra. Nella stilizzazione, l'uccello che vola molto in alto è irriconoscibile. Si vede invece un riferimento a un corno di animale, che forse potrebbe indicare la solidità. Anticamente la consonante non era palatalizzata e finiva in *-k. |
| 闹                | nao5, nao4         | naau6                            | Indica il caos/movimento (in origine il litigio) e la versione tradizionale è 鬧: è il radicale delle due persone che litigano o combattono con in mezzo il carattere che indica il mercato e la città (cioè un piede sopra una zona recintata in passato disegnata come 囗 e poi mutato in 兮, uno sbuffo d'aria da una bocca per indicare il vociare). Forse indica un litigio tra due persone in un mercato. Oggi il mercato è ancora visibile, ma il radicale è mutato in una porta, il che rende buona parte del carattere fuorviante. |
| 何                | he2                | ho4                              | Indica un'interrogativa in cinese classico che cambia in base al contesto e il concetto di "qualunque" e l'assetto moderno è fuorviante: in origine si vede un uomo inquadrato di profilo mentre cammina con un fagotto collegato a un bastone tenuto sulla spalla. Dell'uomo è evidenziata o la testa o la bocca spalancata. Oggi si vede l'uomo e la bocca/testa e fagotto separati e fusi nel carattere 可. Il concetto originale di trasportare è andato perso e l'uso come interrogativa probabilmente deriva da un prestito fonetico. Il carattere indicava anche come prestito fonetico il loto (una pianta acquatica dal fiore bianco e rosa), poi differenziato con l'aggiunta del radicale dell'erba in alto, ottenendo 荷 he2. |
| 务                | wu4                | mou6                             | Già spiegato. Anticamente iniziava in *mj-. |
| 扔                | reng1              | jing4                            | Indica il concetto di gettare e il carattere è in parte fuorviante: è il radicale della mano a lato con accanto la corda sinuosa per indicare la curvatura, quasi a tratteggiare il moto parabolico di un oggetto scagliato, ma nelle ossa oracolari si vede un bastone completamente ricurvo tenuto in mano. La versione attuale, in cui peraltro i componenti sono invertiti, è successiva ai bronzi Shang e Zhou. La corda sinuosa si trova come chiave di lettura in 仍 reng2, che significa "tuttora" nel lessico formale e presenta il radicale della persona a lato: la chiave di lettura, tra i vari significati molto arcaici (incluso quello di verbo essere), include "soltanto allora", oggi 才. In origine tutto il carattere significava "continuare; ripetutamente", forse riferito a un'azione intrapresa da una persona. In 孕 (varianti 𡱟 e 𨈼) yun4, come già accennato, indica la donna incinta: nelle ossa oracolari era una modifica di shen1 身, il pittogramma di una donna in piedi con un pancione: semplicemente, all'interno si è disegnato il bambino 子. Poi il carattere a partire dalle versioni degli Stati Combattenti è mutato nell'aspetto odierno, cioè la corda sinuosa per rimandare al pancione (e/o al cordone ombelicale) con sotto il bambino. Nella seconda variante, si conserva parte della primissima versione. Si ritrova pure in 夃 gu3/gu1, che è una chiave di lettura: secondo Xu Shen indica l'ottenere grandi profitti nelle vendite al mercato ed è la corda sinuosa con sotto un piede (versione originale 𡕔), poi mutato in una mano destra. Si usava anche come variante di "vincere" e "vendere", 赢 e 贾. Ebbene, questa chiave di lettura si trova in 盈 ying2, "riempire" (oggi "surplus"): si vede un concetto di accumulo sopra il radicale del vaso/contenitore. Infine, l'ultimo carattere in cui compare la corda sinuosa è 秀 xiu4 (versione arcaica 𥝙, in cui si vede la corda, che però è squadrata al punto tale da sembrare un arco), attestato a partire dalle iscrizioni sui tamburi in pietra degli Stati Combattenti (石鼓文 Shígǔwén) e indicava una piantina di riso (non il cereale) piegato dal peso dei chicchi. Xu Shen non si addentra nella spiegazione del carattere siccome al suo tempo era tabù: faceva parte del nome di nascita dell'Imperatore Guangwu della Dinastia Han, ovvero Liu Xiu 劉秀. Durante la Dinastia Qing, i caratteri tabù dovevano essere scritti senza alcuni tratti o evitati, altrimenti si rischiava la condanna a morte dello scrittore e dei parenti a lui prossimi, l'esilio di tutti gli altri e la confisca e/o distruzione di tutte le proprietà (un commentatore del dizionario Kangxi, anche a causa delle critiche fondate mosse al dizionario di cui Kangxi stesso andava orgoglioso ma che conteneva delle imprecisioni nella prima versione, subì questa fine). Oggi questo carattere indica il concetto di grazioso e di persona straordinaria. |
| 仍                | reng2              | jing4                            | Già spiegato. |
| 入                | ru4                | jap6                             | Già spiegato. Anticamente finiva in *-p. |
| 口                | kou3               | hau2                             | Già spiegato. |
| 散                | san4               | saan2                            | Indica il concetto di passeggiare, frammento, miscellaneo e di essere a proprio agio e anticamente indicava l'atto di spaccare le canne di bambù (o in alternativa delle piante sradicate) siccome, secondo lo Xu Shen, era composto da 肉 + 𢽳 per la fonetica e il significato: era dunque il radicale della luna (successiva alle ossa oracolari e ai bronzi Shang e Zhou) con due canne di bambù stilizzate come alberi e accanto un bastone in mano intento a pestarle fino a tardi. Da questo significato deriva quello di frammento e di miscellaneo. Da quest'ultimo deriva quello di passeggiare, cioè farsi una camminata stando a proprio agio con un tragitto senza particolari restrizioni. Esistono numerose varianti arcaicheggianti tramite le quali si può ammirare, studiare e interpretare meglio la versione originale: 𢻦 (il riferimento ai resti umani indica bene i frammenti), 𢿨, 𣀙, 𢿷. A queste si aggiunge la primissima versione del carattere, che Xu Shen non ha potuto vedere: 㪔. Tutto il carattere è imparentato con 撒 sa1 (< *-t), "lasciare andare; naufragare" (in origine, "sparpagliare con la mano", indicata dal radicale della mano a lato). Il carattere non si trova né nelle ossa né nei bronzi. |
| 林                | lin2               | lam4                             | Indica la foresta, rappresentata in modo molto diretto con due alberi affiancati (in pochissimi caratteri sono dei falsi amici derivati da approssimazioni o stilizzazioni. Non è la prima volta che sono presenti falsi amici nei caratteri, ragion per cui la loro apparenza è fuorviante e l'etimologia folk è insufficiente per capire l'origine esatta di un carattere). Anticamente finiva in *-m. |
| 森                | sen1               | sam1                             | Anche questo carattere indica la foresta: ai due alberi compressi in basso se ne aggiunge un terzo in alto. Anticamente finiva in *-m. |
| 沙                | sha1               | saa1                             | Già spiegato. |
| 伤                | shang1             | soeng1                           | Indica il concetto di ferire (anche interiormente) e la versione tradizionale è 傷 e la versione originale è 𥏻: è il radicale della freccia con accanto il sole che sorge in cima a un altare sacrificale e che emana i suoi raggi in basso. In alto si vede una forma che, nelle prime versioni, è simile a 人 e 入 forse per indicare la punta di una freccia. Oggi al posto del radicale della freccia si trova quello dell'uomo e accanto la punta di freccia o simili è irriconoscibile, mentre in basso si vede il componente che indica la forza. Il carattere è parzialmente fuorviante. |
| 量                | liang4             | loeng4, loeng6                   | Già spiegato. |
| 稍                | shao1              | saau2                            | Indica il concetto di "un poco" e in origine indicava la punta delle spighe di grano, ragion per cui il radicale del cerale diventa comprensibile. La chiave di lettura è 肖 xiao4, che significa "assomigliare, imitare" e xiao1, "declinare": è la chiave di lettura xiao3 per indicare una differenza piccola tale per cui qualcuno si assomiglia (indica pure la pronuncia) e sotto il radicale della carne per rimandare alla somiglianza fisica. Nel carattere della punta di spiga sembra inclinare qualcosa di piccolo e di reclinato e piegato, come la punta delle spighe quando le piante sono cariche (lo stesso radicale indica questa peculiarità). Parte del significato originale resta in 梢 xiao1, che indica tutto ciò che sporge da un albero, come i rami, gemme, foglie, fiori e frutti, tali per cui i rami possono piegare per il peso. La chiave di lettura della somiglianza/reclinato ritorna in 哨 xiao4, che significa "fischiare". In origine indicava una bocca piccola; "assomigliare" rimanda a un paragone tra parti del corpo (in più il carattere sembra già indicare qualcosa di piccolo). Poi ha iniziato a indicare la torre di guardia 岗哨, con un qualche riferimento al fatto che le guardie quando avvistano un pericolo fischiano e schiamazzano. Oggi significa "fischiare", collegabile con entrambi i significati arcaici. In 消 xiao1 significa "eliminare; sparire". In origine indicava il ghiaccio che scompare sciogliendosi, come indica il radicale dell'acqua. La chiave di lettura apparentemente indica la sola pronuncia, a meno che rimanda al ghiaccio che volta per volta diminuisce di volume. Si trova pure in zhao4 趙 (versione semplificata 赵), che significava "correre" (il che spiega il radicale dell'atto di camminare) e, come prestito fonetico, indicava pure il nome di uno stato durante il periodo degli Stati Combattenti. La chiave di lettura anche qui indica apparentemente la sola pronuncia, a meno che introduce un qualche paragone tra la camminata, la marcia e la corsa. Infine ritorna in 削 xiao1/xue1, che significa "pelare, sbucciare; dividere; indebolire". Indicava pure un antico coltello per incidere i caratteri e scrivere (书刀). Quasi tutti i significati sono ben indicati dal radicale del coltello. Anche qui la chiave di lettura indica apparentemente la pronuncia, a meno che "declinare" indica la buccia o pelle che si separa dall'oggetto. Questo carattere indica sempre l'atto di sbucciare e spellare con un coltello; 剝 > 剥 bao1 indica l'atto di sbucciare con le mani. |
| 微                | wei1               | mei4                             | Già spiegato: indica il concetto di "(molto) piccolo" è il radicale dell'incrocio a T con accanto la chiave di lettura 𢼸 wei1, che era la forma originale del carattere: è una persona che si pettina i capelli ritratti come lunghi e sollevati. Xu Shen, sbagliando, la analizza come una stilizzazione di 豈 qi3 con accanto il bastone in mano 攴: infatti la mano non regge un bastone e in più la chiave di lettura presenta una forma stilizzata come una montagna sopra un oggetto con sostegno 豆 e non sopra 人, oggi stilizzato come 几 forse per accennare alle gambe 儿. Anticamente finiva in *mj-. Quanto a qi3, oggi si semplifica 岂 e indicava un tamburo con sostegno, il corpo messo in verticale (la pelle è ritratta frontalmente) e sopra una decorazione. Il significato antico di "può mai essere che... ?" deriva da un prestito fonetico. |
| 深                | shen1              | sam1                             | Già spiegato. Anticamente finiva in *-m. |
| 申                | shen1              | san1                             | Già spiegato: è un lampo pieno di ramificazioni sinuose. Oggi indica il concetto di richiedere d'ufficio. |
| 请                | qing3              | cing2                            | Già spiegato. La sua versione tradizionale è 請. |
| 甚                | shen4              | sam6                             | Indica il concetto di estremo/eccedere ed è formato dalla bocca sorridente con un oggetto dolce infilato dentro o un tratto per enfatizzare la lingua/gusto 甘 con sotto un cucchiaio 匕. I componenti sono oggi stilizzati come 其 e 匹, rendendo tutto il carattere completamente fuorviante. Secondo Xu Shen, indicava una persona estremamente felice e la felicità viene mostrata in modo concreto proprio con il cibo ritenuto buonissimo, molto apprezzato e mangiato volentieri. Due varianti da cui si può ricostruire o notare la parte originale in alto sono 𠥄 e 𤯅. Anticamente finiva in *-m. Come chiave di lettura si usa in 斟 zhen1, cioè il carattere della dolcezza con sotto il cucchiaio e accanto il mestolo per raccogliere e misurare i cereali e, in questo preciso caso, i liquidi. Indica l'atto di versare una bevanda nel bicchiere con un mestolino apposito. La bevanda è qualcosa di commestibile e apprezzato e si beve durante i pasti, come indica la chiave di lettura |
| 至                | zhi4               | zi3                              | Già spiegato. |
| 命                | ming4              | ming6                            | Già spiegato. |
| 省                | sheng3             | saang2                           | Indica il concetto di risparmiare, anticamente quello di guardare e, come prestito fonetico, quello di provincia ed è formato dalla chiave di lettura "poco" (i granelli di sabbia stilizzati) con sotto il radicale dell'occhio. Comunque la chiave di lettura non fornisce la pronuncia siccome il carattere originale conteneva sheng1, il virgulto/nascere/produrre (disegnato in modo simile a 㞢) con sotto un occhio. Due varianti arcaiche in cui si può scorgere meglio sono 𥅱 e 𥄾. Il significato arcaico, ora in disuso, resta se si pronuncia "xing3". |
| 剩                | sheng4             | sing6, zing6                     | Indica la persona con i piedi poggiati sui rami d'albero/"viaggiare seduti su un mezzo di trasporto, ascendere, fare uso di..." sheng4/cheng2 (variante arcaicheggiante 𣔕 e 椉) con accanto il radicale del coltello a lato. Indica il concetto di "residuo" e indica in modo concreto qualcosa che è stato utilizzato (magari lavorato con il coltello) e di cui resta qualcosa di inutile e messo da parte. |
| 失                | shi1               | sat1                             | Indica il concetto di perdere e la versione arcaicheggiante è 𢩥: è una mano (come in 看) da cui cade un oggetto. Il carattere è attestato a partire dagli Stati Combattenti. Anticamente finiva in *-t. |
| 败                | bai4               | baai6                            | Indica il concetto di perdere e decadere/marcire (e anticamente quello di distruggere) e la versione tradizionale è 敗 e una variante arcaicheggiante è 𢼷: è un tripode preso a bastonate da un bastone in mano. |
| 傅                | fu5, fu4           | fu6                              | Indicava il concetto di insegnante e insegnare ed è formato dal radicale della persona con accanto la chiave di lettura "sparpagliare; applicare" (cioè la piantina che spunta nel campo con sotto una mano). Indica dunque una persona a cui si dà/concede un insegnamento. |
| 纪                | ji4                | gei2                             | Già spiegato. La sua versione tradizionale è 紀 e anticamente la consonante non era palatalizzata. |
| 否                | fou3               | fau2                             | Già spiegato. |
| 收                | shou1              | sau1                             | Già spiegato. |
| 拾                | shi5, shi2         | sap6                             | Indica il concetto di sistemare (e anticamente quello di raccogliere) ed è formato dal radicale della mano con accanto il concetto di unire, cioè un contenitore con il coperchio sollevato, quasi come se dovesse ospitare le cose raccolte. Anticamente finiva in *-p. |
| 售                | shuo4              | sau6                             | Già spiegato. |
| 货                | huo4               | fo3                              | Già spiegato. La sua versione tradizionale è 貨. |
| 员                | yuan2              | jyun4                            | Già spiegato. La sua versione tradizionale è 員. |
| 输                | shu1               | syu1                             | Indica il concetto di perdere (e in origine quello di trasportare) e la versione tradizionale è 輸 è il radicale della ruota del carro con accanto la chiave di lettura della barca con accanto il flutto d'acqua (poi già mutato in un coltello in questo carattere) che avanza. Indicava dunque un trasporto via terra e via mare. Forse il concetto di perdere deriva dal trasporto non arrivato anche solo in parte, danneggiato o depredato, magari con qualche riferimento al carro che si rompe o alla barca che affonda. |
| 熟                | shu2               | suk6                             | Indica il concetto di maturare e cucinare ed è formato dalla chiave di lettura 孰 shu2 con sotto il radicale del fuoco. Quanto a 孰, due varianti arcaicheggianti sono 𠅩 e 𩪿 e la parte a sinistra è 享 xiang3 (godere di...; il pittogramma in visione frontale di un tempietto ancestrale, cioè dedicato agli antenati, dall'aspetto simile a una torre come 高 < 髙 e 京, dotato di una variante abbastanza chiara 亯 e versione semi-arcaica 𠅠. Viene disegnato come un tettuccio con una torretta snella e una piccola base, oggi sparita e sostituita da 子 derivante da 女, una donna inginocchiata che partecipa a un rituale sacrificale; il significato odierno deriva dal fatto che si gode della protezione degli antenati o simili dopo che si offrono dei doni sacrificali). Il componente a fianco è 丮, la persona inginocchiata che mette le braccia avanti per abbracciare qualcosa; è stilizzato in modo fuorviante perché sembra una persona inginocchiata, forse un giardiniere, intenta a sradicare una pianta. Il carattere stesso è un doppio falso amico perché tutto il carattere come prestito fonetico significa "chi", ma in origine significava proprio 熟 shu2, cucinare: siccome coinvolge il tempietto ancestrale, si può concludere che tutto il carattere inquadrava il tempietto di fronte con accanto una persona inginocchiata e intenta a compiere un rituale di adorazione o di sacrificio che coinvolgeva una combustione di qualche tipo: si pensi alle candele, torce votive, oggettini bruciati o ai bastoncini di incenso votivo (ma questi ultimi sono perlopiù legati al buddismo e questo carattere, senza l'aggiunta del fuoco, è attestato nelle ossa oracolari, molto anteriori). Si ricorda che in una versione semi-arcaica nei bronzi Shang e Zhou si nota in basso una donna inginocchiata 女 che partecipa al rituale, oggi stilizzata come 子 e che è confluita pure in 享, proprio sotto il corpo snello del tempietto ancestrale. Anticamente tutto il carattere finiva in *-k. Per finire, 亨 heng1/heng2 deriva proprio da una variazione del pittogramma del tempietto ancestrale. Oggi indica il concetto di progredire senza intoppi, forse per il fatto che gli antenati sono dalla parte di chi agisce perché è stato filiale e ha fatto le offerte sacrificali. Anche lui ha subito l'aggiunta del fuoco in basso diventando 烹 (variante 𤈽) peng1, che indica il concetto di bollire. In più, indica la bollitura da vivi che faceva parte dell'esecuzione, una delle Cinque Punizioni nell'antica Cina e abolite sotto gli Han. Se non è collegato a un'offerta sacrificale, indica che il cibo cotto è qualcosa che si offre alla gente e di cui godono. In sintesi, per non fare confusioni tra caratteri molto simili, 高 < 髙 e 京 sono due torri; 享 e 亨 sono due tempietti ancestrali; 且 e 吉 sono due lapidi dedicate agli antenati, spiriti e/o simili (ma il primo in più può essere un altarino sacrificale per antenati o una forma fallica); 示 (varianti 𥘅 e 𡭕) e 帝 sono sicuramente due altari (il primo era a T, poi è mutato in un altare a tre gambe e visibile non come falsi amici in 陽 e 祭; il secondo ha tre pali intrecciati in un punto); 丁 è un chiodo con la capocchia evidente. Questa ricapitolazione dovrebbe aiutare a non fare confusione. |
| 悉                | xi1                | sik1                             | Significa conoscere, dettagliato, usare completamente e "tutti" (cinese classico) ed è formato dall'impronta di animale 釆 con sotto il radicale del cuore/mente, quasi ad accennare che si conosce la situazione, cioè il fatto che è passata una bestia selvatica in quel punto (dai dettagli dell'impronta si può anche avere un indizio su che animale sia). La versione arcaicheggiante è 𢘻. Anticamente finiva in *-k. |
| 数                | shu4               | sou2, sou3                       | Già spiegato. La sua versione tradizionale è 數. |
| 帅                | shuai1             | seoi3                            | Indica il concetto di bellezza maschile e la versione tradizionale è 帥 (è diverso da 师 ma come significati vi si avvicina: vedi avanti). Nelle ossa oracolari si vedono due mani disposte in verticale mentre reggono una linea verticale che simbolizza un grosso fazzoletto o panno. A questo carattere, stilizzato in modo estremamente simile al radicale della collina e al membro in 师, si è aggiunto nelle versioni nei bronzi Shang e Zhou il radicale del fazzoletto/tovaglia, tuttora visibile. Forse questo fazzoletto era un riferimento a un drappo militare, siccome nei significati più arcaici si conta quello di comandante in capo, alti ufficiali, guidare e seguire; negli scacchi cinesi indica il maresciallo. |
| 顺                | shun4              | seon6                            | Indica il concetto di obbedire (in origine, quello di seguire) e la versione tradizionale è 順: sono i flutti del fiume con accanto il radicale della faccia. Il fiume indica la sola pronuncia, a meno che si riferisce al seguire il corso del fiume e/o la corrente. |
| 便                | pian2, bian4       | bin6                             | Indica la convenienza e la maneggevolezza e la versione arcaica è 𠊳: è composto dal radicale della persona con accanto la chiave di lettura 更 geng1/jing1, con versione arcaica 㪅 o 𠓥. La chiave a sua volta è la chiave di lettura di quella che probabilmente è la coda di pesce, un piedistallo o tavolino simile a 几 o secondo Xu Shen un paio di spalle 丙 (è pure un Ramo Terrestre) con sotto il bastone in una mano destra 攴. I due componenti si sono fusi e stilizzati, bing3 è a stento accennato come anche la mano destra. In alternativa, se è 𠓠 e 𠓥 (in alto si vede la punta di un attrezzo o freccia, "entrare") o rimanda ad essa, l'oggetto in mano è una frusta siccome tutto questo carattere risalente ai bronzi Shang e Zhou indica una frusta; "entrare" indica un'arma e/o la sua punta o indica come la frusta penetra nella carne lasciando i segni. La chiave di lettura indicava il concetto di cambiare in ogni caso ricorda molto 改, siccome si "cambia" qualcuno con le maniere forti. 便 curiosamente compare come chiave di lettura per indicare il carattere moderno che indica la frusta, 鞭 bian1 (variante 鞕 e varianti arcaicheggianti 𩌻 e 𩋸), avente il radicale del cuoio per indicare una frusta in cuoio (indica anche la fila di petardi e mortaretti e il pene di un animale maschio). Per concludere e dare l'interpretazione del carattere in esame, secondo Xu Shen significa "cambiare la postura per stare comodi" ma, se si collega a 改, 𠓥 e 鞭 che forniscono ben tre indizi per cambiare ipotesi, semplicemente è una variazione di 改: si "cambia" qualcuno a suon di frustate. La chiave di lettura di cambiare/frusta si trova pure in 硬 ying4, il radicale della pietra con accanto questa chiave per indicare il concetto di durezza, messa in parallelo con la roccia e alla difficoltà nello scalfirla (la frusta rimanderebbe all'atto di scalfire la pietra). |
| 序                | xu4                | zeoi6                            | Indica il concetto di sequenza e di incipit/prefazione di un libro (anticamente quello di scuola e, in origine, la parete verso est e ovest di una casa come spiega Xu Shen: 东西墙也) ed è formato dal radicale della casa con un muro solo o senza le mura con sotto 予 yu3, cioè l'oggetto passato da una mano all'altra ("yu3 > dare; yu2 > io" da cui si ricava un prestito fonetico; secondo Duan Yucai, che ha scritto una versione commentata dello Shuwen Jiezi pur non conoscendo il significato delle ossa oracolari e dei bronzi Shang e Zhou, vi deriva 舆 yu3, un disegno simile dalla pronuncia identica). Ebbene, il significato arcaico è ben indicato dal radicale. La chiave di lettura forse si riferisce alle conoscenze date dal maestro agli allievi. |
| 硕                | shuo4              | sek6                             | Indica il concetto di laurea magistrale e anticamente quello di grossa testa e la versione tradizionale è 碩: a partire dai bronzi Shang e Zhou in cui è attestato, si nota la chiave di lettura della pietra (indica parte della pronuncia) accanto al radicale della faccia, cioè una persona con la testa grossa e le gambe inginocchiate. Anticamente finiva in *-k. |
| 死                | si3                | sei2                             | Indica il concetto di morte e la sua versione originale è 𣦸 con 𣦹, a cui si aggiunge la variante 𢀸: è un mucchio di resti umani ridotti a ossa come radicale e accanto una persona viva e in piedi 人 che presumibilmente è addolorata, a meno che indica il contrasto tra vivo e morto. Nella variante, che però ha pochi legami con il carattere originale, si nota un riferimento a un feto e quindi a un bambino morto durante il parto. Nella versione attuale, si riconoscono ancora i resti umani, ma la persona a lato si è stilizzata in un pugnale fuorviante perché dà l'impressione che qualcuno sia stato pugnalato a morte durante un omicidio. |
| 塑                | su4                | sou3                             | Già spiegato. |
| 袋                | dai4               | doi2                             | Già spiegato. |
| 酸                | suan1              | syun1                            | Indica il concetto di acido (e in 酸甜 di agrodolce, come suggerisce il composto) ed è il radicale dell'anfora di vino con accanto la chiave di lettura 夋 Qun1, cioè il carattere 允 (l'uomo con la testa china) con sotto un piede 夊. Questo carattere è il nome di uno dei primi mitici sovrani della Cina, ovvero Qun (meglio noto come Kù 嚳 > 喾), Imperatore semi-leggendario della Cina pre-dinastica e pre-imperiale (la scansione secondo lo Shiji di Sima Qian, il Liji/Libro di Riti e il Chunqiu/Primavere e Autunni è: Imperatore Giallo 黄帝 che apparentemente salì al trono nel 2697 a.C. e figlio di Fubao e Shaodian, Zhuan Xu 颛顼, Ku/Qun, Zhi, Yao, Shun, Yu il Grande figlio di Gun). In origine, il carattere del nome alternativo di Ku (Qun) indicava il concetto di oziare, cioè camminare lentamente (secondo Xu Shen, 行夋夋也。夋夋行皃。一曰倨也。), mentre un significato apparentemente più tardo ribalta totalmente questo significato, siccome indica l'essere veloci a camminare: il carattere dà l'impressione di una persona che si svaga e passeggia con la testa china; poi è passato a indicare la maestosità. Tutto il carattere sembra riferirsi alla fermentazione del vino, da cui poteva nascere l'aceto, notoriamente acido. La chiave di lettura di "oziare/camminare lentamente" si trovapure in 峻 jun4, che indica la serietà/gravità: è una montagna (nella prima versione nei bronzi Shang e Zhou in cima alla montagna c'era un campo 田) con accanto questa chiave per indicare un cammino lento, pesante, grave e difficoltoso su un'altura. Questa chiave ritorna pure in 俊 jun4, che indica una persona di talento o attraente: se si prende la chiave di lettura con il significato di "veloce", il riferimento a una persona di talento, veloce ad apprendere e/o a risolvere problemi è immediato. Una variante di questo carattere è 儁, in cui si nota la chiave di lettura 雋 > 隽, cioè un uccello con la coda corta contro cui punta quello che in origine era un arco messo in orizzontale (indicava un'ottima carne abbondante di uccello, mentre oggi indica il concetto di "significativo"). Infine, questa chiave ritorna in 骏 xun4, che indica un ottimo cavallo, con un qualche riferimento alla sua velocità o semplicemente al fatto che ha una bella apparenza. Un carattere simile alla chiave di lettura è 衮 gun3 con versione tradizionale 袞, che indica un vestito cerimoniale molto largo indossato dall'Imperatore. La versione semplificata è molto più chiara siccome quella tradizionale stilizza il componente centrale, che da triangolo chiuso diventa una bocca spalancata che rischia di fuorviare: pertanto, si nota il radicale del vestito con la parte in alto scollata per ospitare la chiave di lettura per la sola pronuncia 公. Tutto questo carattere si ritrova in 滚 gun3 (versione tradizionale fuorviante 滾) per indicare il concetto di rotolare (摇滚) e in origine quello di scorrere/fluire a grande velocità, con un chiaro riferimento ai fiumi durante una piena e un riferimento al concetto di larghezza conferito dal vestito cerimoniale imperiale. 摇 yao2 infine ha come versione tradizionale 搖 e significa "scuotere": è il radicale della mano con accanto 䍃 yao2, un pezzo di carne (poi stilizzato come un artiglio) sopra una giara di terracotta per contenere carni conservate. Forse la mano è intenta a scuotere questa giara. Xu Shen indica che questo carattere indica semplicemente una giara in terracotta, non specifica l'uso e sostiene che la carne è solo una chiave di lettura per indicare la pronuncia (瓦器也。从缶肉聲), eppure yao2 e i suoi derivati non iniziavano per suono nasale (poi palatalizzato in Primo Cinese Medio) e non finivano in *-k: quindi, a meno che si riferiva a una pronuncia dialettale (ma potrebbe implicare che gli stop a fine sillaba già in Old Chinese cadevano totalmente senza lenirsi in stacchi glottali) o a meno che la pronuncia odierna sia mutata ancora prima del Primo Cinese Medio e dei rimari,l'interpretazione è scorretta. |
| 随                | sui2               | ceoi4                            | Indica il concetto di seguire, la versione tradizionale è 隨 e la versione arcaica è 䢫: è il radicale del cammino, oggi non più radicale, con accanto 隋 Sui2, un carattere coniato dal primo futuro Imperatore Sui per dare il nome alla neonata dinastia da lui fondata (ha semplicemente tolto il radicale del cammino) e composto dalla contrazione della chiave di lettura 隓, cioè la collina con il raddoppio di "aiutare" 左 (mano sinistra + squadra da carpentiere o simili) per indicare "collassare" riferito al muro di una città (il significato originale resta in duo4) e "distruggere" (poi differenziatosi con 隳 > 惰 hui1) e il radicale della carne apparentemente senza spiegazione collegata con "seguire" (se fa parte di una modifica di "distruggere", si potrebbe riferire alla carne battuta o simili); indica proprio il concetto di seguire/il prossimo, forse con un riferimento al movimento di qualcosa cade da un'altura. |
| 孙                | sun1               | syun1                            | Indica il nipote e la sua versione tradizionale è 孫: è un bambino con accanto un pendaglio di bozzoli di baco da seta per indicare una discendenza e connessione, "il figlio del figlio". Nella versione semplificata, la chiave di lettura è "piccolo" ed è fuorviante. |
| 台                | tai2               | toi4                             | Già spiegato. Vi convergono due caratteri, incluso quello che indica Taiwan, 臺. 抬 |
| 抬                | tai2               | toi4                             | Già spiegato. |
| 态                | tai4               | taai3                            | Indica il concetto di portamento e la versione tradizionale è 態: è l'orso per indicare l'abilità con sotto il radicale del cuore/mente. Oggi la chiave di lettura è sostituita con un carattere che indica bene la pronuncia. |
| 弹                | tan2               | daan6, taan4                     | Indicava la fionda e l'atto di lanciare con armi come la catapulta, mentre oggi indica l'atto di suonare strumenti a corda percossa o pizzicata come il pianoforte e la chitarra e la versione tradizionale è 彈 e la versione originale si nota in 𢎚: nelle ossa oracolari si vede una fionda disegnata in modo simile a un arco messo in piedi, con la corda tesa e una pallina in mezzo forse per indicare un sasso o un proiettile simile. Nei bronzi non si nota. Dopodiché ricompare con l'assetto odierno, cioè il radicale dell'arco con accanto il bastone da guerra o da caccia a Y con due pietre montate sopra. |
| 钢                | gang1              | gong3                            | Già spiegato. La sua versione tradizionale è 鋼. |
| 琴                | qin2               | kam4                             | Indica gli strumenti musicali in generale, mentre in passato indicava tutte le cetre/zither cinesi, tra cui il guqin 古琴. In generale, un qin assomiglia a una chitarra con le corde molto lunghe e pizzicate, con una cassa di risonanza armonica in legno e messo in orizzontale con un sostegno: è come una tastiera elettronica o uno xilofono, ma ha le corde pizzicate come il koto giapponese e simili strumenti coreani (cioè si classifica tra i cordofoni, distinti dalle percussioni, dagli strumenti a corda percossa e pizzicata come il pianoforte e il clavicembalo, dagli strumenti ad arco come il violino, dagli aerofoni/fiati come il flauto e dagli elettrofoni come il theremin, che si suona muovendo le mani in aria. Si aggiunge che il patrimonio musicale della sinosfera è ricchissimo ed è pieno di strumenti di ogni tipo. La notazione musicale veniva trascritta con i sinogrammi, di cui esiste la decifrazione). In origine, il carattere in questione era il disegno molto elaborato ed espressivo di un qin 𨫹: si notano le corde e il corpo in legno orizzontale del qin disegnato in verticale (è una trovata prospettica per inquadrare bene il corpo e le corde). In basso, si vede un sostegno. La variante arcaicheggiante usata si avvicina alla prima versione nota grazie alla trascrizione di Xu Shen ma in basso ha il sostegno stilizzato come il radicale del metallo. Dopodiché il disegno si è semplificato molto, diventando 𤦡 ovvero le corde schizzate con sotto la cassa armonica tondeggiante non più inquadrata dall'alto e quello che sembra l'accenno di due sostegni. Poi il carattere è mutato in 琴 e 珡: il secondo è un ulteriore schizzo, mentre il primo, con la chiave di lettura della bocca che sbuffa, accenna alla grafia della cassa armonica, indica che la consonante non era palalizzata e che finiva in *-m e permette di ipotizzare che la musica del qin e l'eventuale canto accompagnato portano a emozioni come interpretazione alternativa (da 今 deriva 念, cioè lo sbuffo d'aria con sotto il cuore/mente per dire "avere nostalgia di; sentire la mancanza di"). |
| 谈                | tan2               | taam4                            | Indica il concetto di discutere e la versione tradizionale è 談: è il radicale della parola accanto alla chiave di lettura 炎 yan2, che indicava le lingue di fuoco che ascendono verso l'alto, il calore e l'infiammazione ed è composto da due pittogrammi di lingue di fuoco l'uno sull'altro. Il carattere in esame indicherebbe letteralmente una discussione accesa e accalorata e/o un parallelismo tra le lingue umane e le lingue di fuoco (il carattere è imparentato come famiglia in Old Chinese con 舔 tian3, "leccare") e/o una situazione che si scalda e fa partire una discussione. Anticamente finiva in *-m. La chiave di lettura del calore si trova pure in 毯 tan2, che indica il tappeto ed è il radicale del pelo per indicare una pelliccia usata come tappeto con accanto il calore per indicare come la superficie del tappeto non sia fredda per i peli. |
| 汤                | tang1              | tong1                            | Già spiegato. |
| 糖                | tang2              | tong4                            | Già spiegato. |
| 躺                | tang3              | tong2                            | Indica il concetto di sdraiarsi/reclinarsi ed è il radicale del corpo (una donna incinta quasi di profilo) con accanto la chiave di lettura di una casa, quasi a indicare a primissimo sguardo un posto in cui ci si sdraia al sicuro. In alternativa, è la contrazione di 淌 tang3, che indica il concetto di gocciolare e dunque di qualcosa che cade verso il basso, quasi a ricordare il movimento di una persona che si sdraia. |
| 趟                | tang3              | tong3                            | Si usa come classificatore per il numero di viaggio ed è il radicale della camminata (o marcia o corsa in base a ciò che indica) con accanto la chiave di lettura di una casa per la sola pronuncia, a meno che il suo significato come prestito di "addirittura" indichi un tragitto verso posti lontani o il numero di viaggi che va crescendo volta per volta. |
| 讨                | tao3               | tou2                             | Indica la discussione e la versione tradizionale è 討: è il radicale della parola accanto al pollice cinese o 寸口, cioè una parte del polso tastata dai medici per avvertire il battito cardiaco attraverso l'arteria radiale (si ricorda che è una mano con un trattino accanto, ma molte volte indica semplicemente una mano o può essere falso amico). Presumibilmente si usa per la sola pronuncia, a meno che il fatto di essere un'unità di misura o un modo di misurare il battito cardiaco siano legati con una discussione. |
| 厌                | yan4               | jim3                             | Vedi 压 ya1. Anticamente finiva in *-m. |
| 提                | ti2                | tai4                             | Già spiegato. |
| 供                | gong1              | gung1                            | Già spiegato. |
| 醒                | xing3              | sing2                            | Indica il risveglio ed è il radicale dell'anfora di vino con accanto la stella. L'atto di risvegliarsi era riferito molto probabilmente a un dopo-sbornia, in cui si torna letteralmente a rivedere la luce e a vedere chiaro. |
| 填                | zhi2               | tin4                             | Indica il concetto di riempire un modulo/documento e la versione arcaicheggiante è 塡: è il radicale della terra accanto al mestolo sopra il tripode che contiene cibo (眞; variante 𠤛), a meno che è collegato a 贞 (crepa da piromanzia + un tripode oggi stilizzato), che indica la divinazione: in tal caso il tripode è usato per i sacrific e il cucchiaio potrebbe raccogliere per esempio del vino sacrificale da versare per una libagione (si pensi a 鬯). L'atto di riempire era riferito originariamente alla terra, mentre la chiave forse è usata per la sola pronuncia. |
| 停                | ting2              | ting4                            | Indica il concetto di fermarsi ed è il radicale della persona accanto a 亭 ting2 (versione arcaica 𠅘), che è il pittogramma di una torre 髙 con sotto la chiave di lettura del chiodo con la capocchia ding1 per la pronuncia: indica il padiglione e il chiosco, in cui i viaggiatori potevano fermarsi per riposare. Il carattere in esame dà l'impressione di fermarsi in un padiglione, ma è una falsa impressione: nelle ossa oracolari e nei bronzi Shang e Zhou si nota un contenitore inquadrato frontalmente (a cui si è poi aggiunto un sostegno), molto presumibilmente 皿 (la pronuncia arcaica in più assomiglia a "ting2"), poggiato sopra l'altare sacrificale a T. La versione attuale è successiva alle ossa e bronzi. |
| 挺                | ting3              | ting5                            | Indica il concetto di "molto" ed è formato dal radicale della mano con accanto la chiave di lettura 廷 ting2 (versione semi-arcaica 𢌜 e arcaica 𨑳 anche se non originale). Quest'ultima indicava un ufficio del governo, il giardino di un palazzo e la corte di un signore feudale ed è attestato a partire dai bronzi Shang e Zhou. In essi, si vede una persona china con tre mattoni o tre strati disegnati come 三 (poi mutati o mescolati con il cumulo di terra 土) sotto di essa e una forma a L per indicare un muro costruito da un operaio. Il significato di cortile e corte resta in 庭, a cui si aggiunge l'edificio senza le mura come radicale: usa questa chiave di lettura da dopo i bronzi, siccome nelle ossa oracolari si vede un edificio come 向 con dentro due bocche spalancate disegnate come 吕 (poi una) per indicare delle persone che parlano e accanto un orecchio per indicare una persona che ascolta. Quanto a 廷, a sinistra il muretto e le pietre con terra si sono fusi e mutati nel radicale della corda sinuosa, fuorviante; a destra si nota l'uomo ma è stato stilizzato in modo irriconoscibile. Quanto a 挺, che in origine significava "sporgere; sopportare" e, secondo Xu Shen "tirare", è una mano con accanto un riferimento a una costruzione oppure la contrazione di 莛 ting2, che indica il gambo di un vegetale (oggi si indica con 莖 > 茎, etimologicamente imparentato con 脛 jing4, che indicava la gamba) e tale per cui il carattere accennava all'atto di tirare una pianta dal gambo. 茎 è il radicale dell'erba con sotto un riferimento ai fili tesi di un telaio e all'ordito (cioè un filo messo in verticale, a cui si aggiunge la trama che è orizzontale e avvolge l'ordito): è un riferimento a qualcosa di teso, verticale e sottile. |
| 推                | tui1               | teoi1                            | Indica il concetto di spingere ed è il radicale della mano con accanto la chiave di lettura dell'uccello con la coda corta, forse per indicare il movimento di un uccello allontanato. |
| 脱                | tuo1               | tyut3                            | Indica il concetto di togliere (e.g. sfilarsi i pantaloni) ed è formato dal radicale della carne con accanto la contrazione di 蜕 tui4. che indica il cambio di pelle (cioè il radicale dell'insetto con un qualche riferimento a un rettile, come spesso accade nei sinogrammi, e la chiave di lettura di "(s)cambiare"). In origine tutto il carattere indicava l'atto di scarnificare (separare la carne dalle ossa, come 另) e la carne con accanto un rimando alla pelle tolta indica piuttosto bene questo significato. Oggi si riferisce al togliersi non la carne, ma vestiti. Anticamente finiva in *-t. |
| 往                | wang3              | wong5                            | Già spiegato. |
| 危                | wei1               | ngai4                            | Indica il concetto di pericolo ed è attestato a partire dagli Stati Combattenti e, come già accennato, è un uomo con sotto un giogo con un riferimento a una bestia selvatica addomesticata dall'uomo (a meno che si analizza come 厃 wei3 e 卩 in basso, da cui nasce la seconda teoria intorno al carattere in base alla spiegazione di Xu Shen di wei3: è un uomo piegato in cima a un pericoloso dirupo forse per guardare verso il basso. Il significato antico era 仰也, "guardare sporgendo la testa"; con l'aggiunta del componente in basso, cioè una persona inginocchiata ritratta di profilo e che dunque sta ben ferma, si ottiene il carattere in esame, di cui Xu Shen indica 在高而懼也。从厃，自卪止之). Anticamente iniziava in *ng-. |
| 险                | xian3              | him2                             | Già spiegato. La sua versione tradizionale è 險. Anticamente aveva la consonante non palatalizzata e finiva in *-m. |
| 卫                | wei4               | wai6                             | Indica il concetto di sorvegliare e di satellite ed è la semplificazione di 衛, già trattato e reso totalmente irriconoscibile. |
| 温                | wen1               | wan1                             | Indica l'umidità ed è fuorviante siccome la versione tradizionale è 溫: è il radicale dell'acqua con accanto la chiave di lettura wen1 𥁕 cioè 囚 qiu2, una persona in una zona recintata (il prigioniero) con sotto il contenitore 皿 per indicare il cibo offerto a un prigioniero. Tutta la chiave di lettura significava "generosità". Quanto al carattere interno, in passato significava "tiepido" e in origine, secondo Xu Shen, era il nome di un fiume: 水。出犍爲涪，南入黔水 ovvero 河川。源出犍时为涪河，向南汇入黔水. Nelle ossa oracolari, tutto il carattere era totalmente diverso siccome era una persona 人 con due coppie di trattini ai lati per indicare il vapore dell'acqua calda e sotto una tinozza con sostegno per indicare una persona che si lavava nell'acqua calda. Oggi l'assetto è diverso e la chiave indica la sola pronuncia, a meno che la chiave derivi da una corruzione del carattere originale. Per rimanere in tema di vasi, il carattere 血 xue3 (< *-t) assomiglia alla parte in basso del carattere, indica il sangue ed è l'ideogramma di una goccia di sangue fresco di animale dentro un vaso sacrificale (secondo Xu Shen, 祭所薦牲血也 ovvero 祭祀时敬献给神灵的牲畜的鲜血). |
| 度                | du4                | dok6, dou6                       | Indica il concetto di grado e la versione originale, da cui deriva quella moderna quasi irriconoscibile per una corruzione, è una pietra tenuta in una mano destra intenta a misurarla. Nella versione moderna si è aggiunto il radicale dell'ampiezza, forse per rinforzare il concetto di misurazione, e la pietra è ancora visibile mutata in 廿. Xu Shen, che non ha consultato le ossa e i bronzi, lo analizza visivamente come la contrazione di 庶, la canna da zucchero gocciolante, con sotto 又. Anticamente finiva in *-k. |
| 章                | zhang1             | zoeng1                           | Indica gli articoli e in origine il concetto di segnale e, in base alla prima versione nota nei bronzi Shang e Zhou, è un coltello per marchiare i prigionieri 辛 ancora visibile in alto con sotto un disegno simile a 田, a di forma rotonda, inciso dal coltello. In basso, sporgeva un tratto verticale, cioè la punta del coltello (quindi tutto il carattere in basso assomigliava a 甲). Tutta la parte bassa del carattere è stata stilizzata come 早, fuorviante. |
| 污                | wu1                | wu1                              | Indica il concetto di inquinamento e in origine lo sporco e ha due varianti 汙 e 汚, da cui si capisce meglio la chiave di lettura: è il radicale dell'acqua accanto alla chiave della bocca dalla quale esce uno sbuffo d'aria con difficoltà 于 in versione arcaica, tale per cui la parte in basso è sinuosa e non con l'attuale forma squadrata di un gancio (si ricorda che la seconda interpretazione vuole che sia un antico flauto in bambù, mentre la terza vuole che sia un corso d'acqua vasto e sinuoso, il cui significato resta preservato in 纡 yu1, "tortuoso" e 迂 yu1 "tortuoso; vasto"); si noti poi la somiglianza con i caratteri simili 丂 e 乎, che indicano gli sbuffi d'aria. La chiave poi è direttamente collegata con il carattere 於, siccome i due erano intercambiabili (questo carattere è la stilizzazione di 烏, il pittogramma di un corvo ritratto di profilo; la stilizzazione lo rende irriconoscibile ma, nelle versioni antiche, il ritratto di quello che sembra un uccello con la coda corta a stilizzata a destra è piuttosto riconoscibile). Ricapitolazioni utili a parte, tutto il carattere in esame è dunque l'acqua accanto a quella che potrebbe essere l'aria che esce con difficoltà, quasi a indicare una distesa idrica che viaggia con difficoltà per lo sporco (se poi si pensa al Fiume Giallo e al Fiume Han, viene in mente l'acqua sporca per il fango fertile e un fiume che scorre lentamente e con difficoltà perché fangoso); la difficoltà è indicata dallo sbuffo d'aria, a meno che sia un ulteriore riferimento a un corso d'acqua (ma in tal caso non si vedono riferimenti apparenti allo sporco). |
| 染                | ran3               | jim5                             | Già spiegato. Anticamente finiva in *-m. |
| 无                | wu2                | mou4                             | Già spiegato. Anticamente finiva in *mj-. |
| 论                | lun4               | leon6                            | Indica la discussione e la versione tradizionale è 論: è il radicale della parola con accanto la chiave di lettura lun2 侖, che secondo Xu Shen indica il pensiero (assomiglia molto al radicale Kangxi del flauto di bambù, ma sono due diversi caratteri siccome in lun2 mancano tre buchi in mezzo): in alto si vede una bocca spalancata per sbuffare (la stessa di 今 e 念 e 龠; in 俞, con versione arcaica 兪 nello Xu Shen, non è una bocca siccome è la raffigurazione di una barca, la punta di un remo e due flutti d'acqua aggiunti dopo le versioni sulle ossa e bronzi e che oggi sono stilizzati come un coltello, falso amico; in alti caratteri è un coperchio, come in 食); sotto si vede il pittogramma del libro fatto di listelli di bambù rilegati 冊 (oggi 册 se in isolamento). Quindi è una bocca che parla e un libro con delle informazioni (si pensi ai trattati filosofici e raccolte di aneddoti come l'Aforismario di Confucio 论语, che straordinariamente ha lo stesso carattere nel nome, e il Libro del Tao 道德经). Le parole accanto al pensiero espresso rendono abbastanza bene l'idea di una conversazione. Oggi la chiave di lettura è stilizzata come 仑: resta solo la parte in alto della bocca, mentre in basso il libro di listelli di bambù rilegati è irriconoscibile, ragion per cui la stilizzazione è totalmente fuorviante La chiave di lettura del pensiero (bocca + libro) ritorna in 轮 lun2 (versione tradizionale 輪), che indica la ruota: si vede il radicale della ruota di carro con accanto il pensiero per indicare un ragionamento che va avanzando come una ruota o un percorso che si compie (si pensi poi a 经, che indica tra i suoi vari significati i sutra e i classici: lì il pensiero si presenta come un filo che si dipana, qualcosa che rasenta una trama, tenendo presente che è la parola deriva da una metafora del settore tessile). Il carattere semplificato del pensiero non va confuso con 厄 e4, il giogo (è chiave di lettura nell'interiezione di disgusto 呃 e4, radicale della bocca spalancata), e non va confuso nemmeno con 仓 cang1 (versione tradizionale 倉), che indica il granaio: nelle ossa oracolari e nei bronzi si notano due forme triangolari, quella in alto con la punta verso l'alto e quella in basso con la punta verso il basso; in mezzo si vede una forma simile a 日. Esistono due interpretazioni: la prima è che indichi il tetto di un granaio e la porta di ingresso a un battente e un gradino in pietra; la seconda di Xu Shen, che non ha potuto consultare le ossa e i bronzi, si riferisce alla forma tradizionale che divide come la contrazione di 食, "cibo", con sotto una forma 口 per indicare la forma di un edificio, per la precisione il granaio (从食省，口象倉形). Nella semplificazione si vede un accenno al tetto spiovente e a una porta che però è irriconoscibile, ragion per cui il carattere è piuttosto fuorviante. Il ritratto frontale di un granaio si ritrova in 苍 cang1 (versione tradizionale 蒼), che indicava il verde (color erba) e ha iniziato a indicare pure il blu e il biancastro: fin dai bronzi in cui è attestato, è il radicale dei ciuffi d'erba per indicare il verde con sotto un granaio forse per indicare la sola pronuncia, a meno che si indicano delle piante verdi lasciate a essiccare al chiuso. Una sua variante letteraria è 滄 (versione semplificata 沧), in cui però il verde è riferito all'acqua, probabilmente acqua stagnante; in origine, secondo Xu Shen, indicava il freddo, sempre riferito all'acqua (il granaio si può collegare alla versione originale di 寒, in cui sembra di vedere l'interno di un granaio con delle piante stipate: se il collegamento è casuale, è perlomeno un'incredibile coincidenza). Infine, si trova pure in 创 chuang4, con delle utili varianti arcaicheggianti 剏, 剙 e 刱. Nei bronzi Shang e Zhou, dove è attestato, si vede un coltello (disegnato come 匕 girato al contrario rispetto a un asse verticale) con due punti sui due tratti sporgenti per indicare delle gocce di sangue o due incisioni. Questo coltello si vede ancora nelle tre versioni arcaicheggianti. Nella versione moderna, il carattere è cambiato quasi totalmente: a sinistra si vede il granaio, mentre a destra si vede un normale coltello a lato. Un'altra variante che presenta una via di mezzo è 𠟐. Significa "iniziare" se chuang4; in origine significava "ferire; tagliare", significato preservato nella lettura chuang1. L'aggiunta del granaio, se non rispecchia la sola pronuncia, può riferirsi al grano falciato (si pensi al carattere 利, in cui è ancora presente un coltello). Un carattere con la stessa pronuncia e chiave di lettura, chuang1 疮 (< 瘡), indica il concetto di ferita. |
| 吸                | xi1                | kap1                             | Indica in concetto di inspirare/inalare con la bocca e aspirare/assorbire ed è il radicale della bocca spalancata con accanto la chiave di lettura "arrivare" e che indicava una persona tirata da una mano, il che indica bene l'aria inspirata. La pronuncia è irregolare in dialetto cantonese, siccome in Primo Cinese Medio la sillaba iniziava con un'aspirazione; forse il cantonese riprende la pronuncia della sola chiave di lettura avulsa dal contesto dell'intero carattere, siccome la chiave in Primo Cinese Medio iniziava con una consonante che oggi si palatalizza. Comunque anticamente finiva in *-p. |
| 柿                | shi4               | ci5                              | Indica il caco (e in 西红柿 il "caco rosso dell'Occidente", cioè il pomodoro) e la versione originale è 柹: è il radicale dell'albero con accanto la chiave di lettura forse per la sola pronuncia 𠂔 zi3, "fermarsi", che deriva grossomodo da 屮 con sotto l'aggiunta di 八, come se fossero le radici dell'albero (infine, una variante è 𠥽). Secondo Xu Shen, sono le radici di una piantina che sta per nascere con sopra un piede, quasi a calpestarla e "fermarla". La versione più vicina all'originale del carattere intero è 枾, a cui si aggiungono le varianti 柹 e 𣐈. Nella versione odierna si vede il radicale dell'albero con la chiave di lettura della città, che indica meglio la pronuncia moderna e rimanda proprio al mercato, dove questo genere di frutta e ortaggi si può trovare e comprare. |
| 咸                | xian2              | haam4                            | Già spiegato. Anticamente non aveva la consonante palatalizzata e finiva in *-m. |
| 羡                | xian4              | sin6                             | Già spiegato. La sua versione tradizionale è 羨. |
| 慕                | mu4                | mou6                             | Indica il concetto di ammirare (anche fino a raggiungere l'invidia in 羡慕 xian4mu4) ed è formato dalla chiave di lettura 莫 mo4, "no/non" all'imperativo in cinese classico (prestito fonetico) e che indicava il sole che sparisce in mezzo all'erba (versione originale nelle ossa oracolari 𦶛) forse per la sola pronuncia, con sotto il radicale del cuore/mente. Il significato originale della chiave di lettura si conserva in 暮 mu4, che indica il tramonto e la semi-oscurità e ha il radicale del sole in basso. La chiave di lettura del sole oscurato ritorna pure in 幕 mu5 (variante 幙), che indica la tenda e ha il radicale del fazzoletto/tovaglia: è il tramonto con sotto il fazzoletto per indicare il materiale della tenda, in cui di base ci si ritira a dormire la sera quando ci si trova all'aperto, altrimenti indica come la tenda oscuri i raggi solari o come una tenda chiusa oscuri il suo contenuto (esistono più interpretazioni). Questa chiave è anche in 膜 mo4 per indicare la membrana/pellicola e formato dal radicale della carne per indicare membrane nel corpo umano con accanto questa chiave di lettura o la contrazione del carattere 幕 per indicare alla lontana uno strato di cellule o simili come copertura che separa qualcosa da qualcos'altro. In 漠 mo4 (variante 𥕓), che indica il deserto, si nota il radicale dell'acqua accanto a "non", per indicare un posto senza acqua e sconfinato (una qualche difficoltà nella vista è implicata nel concetto di tramonto). In 墓 mu4 indica la tomba ed è formato dalla chiave "non; tramonto" con sotto il radicale della terra: indica un buco scavato nella terra e un probabile riferimento alla morte tramite quello di tramonto, sparizione e di buio. In 模 (variante 摹 che aiuta nell'interpretazione insieme al celebre commentario dello Shuowen Jiezi scritto da Duan Yucai) indica il modello e l'atto di copiare/imitare ed è il radicale dell'albero con accanto la contrazione di 摹 mo2 (radicale della mano in basso), che indicava l'osservanza delle regole (secondo Xu Shen, 規也 ovvero 摹，根据规范、标准练习). Pertanto è un riferimento a un modellino (qualcosa di precostituito e a volte anche in scala) in legno o simili da seguire per fabbricare un esemplare di artefatto indicato dal modellino stesso. L'ultimo carattere diffuso in cui appare è 摸 mo1, che significa "toccare, palpare" ed è il radicale della mano con accanto il tramonto per indicare l'orientamento con il tatto in un ambiente poco illuminato. |
| 详                | xiang2             | coeng4                           | Indica il dettaglio e la sua versione tradizionale è 詳: è il radicale della parola per indicare una serie di dettagli raccontati accanto alla chiave di lettura della testa di capra per indicare la sola pronuncia. La pronuncia in molti dialetti meridionali che inizia con consonante affricata o fricativa sorda deriva da una pronuncia alternativa del carattere in Primo Cinese Medio iniziante con */z/, poi desonorizzata. |
| 细                | xi4                | sai3                             | Indica il concetto di piccolo/fine e la versione tradizionale è 細: è il radicale della seta con accanto la chiave di lettura del campo/risaia molto fuorviante perché è un falso amico: nella versione originale si vede la fontanella sul cranio xin4 囟, che subisce la stessa stilizzazione di 思 (< 恖 < variante molto arcaica 𢙦), che compare a sua volta nel carattere 总 (< 緦; variante in cui si trova un accenno di fontanella 𥾜 e 𠂳). La fontanella indica o il concetto di bambino piccolo, o qualcosa di piccolo sul cranio. La versione originale del carattere in questione è conservata nella variante arcaica 𥿳. |
| 橡                | xiang4             | zoeng6                           | Indica gli scacchi cinesi e l'albero di gomma (橡皮), in origine indica le ghiande e la quercia, che come frutti produce le ghiande (da non confondere con il frutto del faggio/la faggina). Il carattere è composto dal radicale dell'albero con la chiave di lettura dell'elefante, che indica la sola pronuncia a meno che si riferisce alle ghiande come un cibo per elefanti. Come variante antica di questo carattere, si usava 樣 > 样 yang4 (indica l'immagine/forma, ma secondo Xu Shen indicava in origine il frutto della quercia, ragion per cui l'utilizzo come variante e forse anche la pronuncia simile si spiegano. Per la precisione, scrive 栩實。从木羕聲. Il carattere in esame non è attestato nello Shuowen Jiezi, ma nello Yupian 玉篇 che, in base a quanto riportato nel Dizionario Kangxi, spiega 栩實也, cioè la stessa definizione di Xu Shen per l'altro carattere. Tutta questa spiegazione chiarifica molte confusioni intorno a questi carattere). La pronuncia in cantonese preserva una */z/ in Primo Cinese Medio. |
| 消                | xiao1              | siu1                             | Già spiegato. |
| 息                | xi1, xi5           | sik1                             | Indica il concetto di respirare, è attestato a partire dai bronzi Shang e Zhou e, come già accennato, è la chiave di lettura del naso con il radicale del cuore in basso, per indicare come l'aria sia importante per la vita. Anticamente finiva in *-k. |
| 伙                | huo3               | fo2                              | Indica il compagno e il cibo ed è composto dal radicale della persona accanto al fuoco per indicare una persona che cuoce del cibo o che aspetta il cibo cotto. In origine indicava un gruppo di persone (Xu Shen scrive 齊謂多也), quasi a dare l'idea di un gruppo di persone intorno al fuoco per mangiare. Anticamente questo carattere, in base a quanto si nota nello Shuowen Jiezi, era scritto 㚌, che quindi contiene un riferimento a "molto" e/o alle fette di carne da mangiare. Un commentario a quest'opera sostiene 方言曰, "una parola che si dice nei dialetti", cioè una parola di origine dialettale e non letteraria. |
| 效                | xiao4              | haau6                            | Indica il concetto di risultato/frutto ed è composto dal radicale della persona in piedi con le gambe incrociate accanto al bastone in mano, con un riferimento alla punizione e alle maniere forti in ambito educativo (come in 改 e molto probabilmente in 便). Anticamente la consonante non era palatalizzata. Curiosamente un terzo carattere che haa che fare con l'educazione, 校 xiao4, in origine era letto jiao4 e indicava una tavola di legno con due buchi usata come manetta. Il suo significato originale ha iniziato a modificare come si vede in parole come 校正, correggere/aggiustare e 校对, revisionare. La scuola è dunque 学校, un posto in cui si imparano robe (come contare) e si corregge la persona (anche con le cattive). |
| 辛                | xin1               | san1                             | Già spiegato. |
| 苦                | ku3                | fu2                              | Già spiegato. |
| 福                | fu2                | fuk1                             | Già spiegato. Anticamente finiva in *-k. come la chiave di lettura. |
| 性                | xing4              | sing3                            | Indica il concetto di carattere/indole e di genere/sesso ed è il radicale del cuore compresso a lato con accanto la chiave di lettura di "nascere; produrre", cioè un viruglto che spunta dal terreno. Una sua variante è 𢘡. |
| 修                | xiu1               | sau1                             | Già spiegato. |
| 许                | xu3                | heoi2                            | Indica il concetto di permettere/lasciar fare e di dubbio (e.g. 或许) e la versione tradizionale è 許: è il radicale della parola accanto al pittogramma del pestello messo in verticale per la sola pronuncia (nella prima versione nelle ossa oracolari, i due componenti erano invertiti). Anticamente la consonante non era palatalizzata. |
| 牙                | ya2                | ngaa4                            | Già spiegato: è uno dei radicali Kangxi, è attestato a partire dai bronzi Shang e Zhou ed è un paio di denti canini/denti aguzzi/zanne affilate l'uno sopra l'altro. Una stilizzazione arcaica è 𨈐. Anticamente finiva in *ng-. Si ritrova come chiave di lettura in 呀 ya5/ya1, che oggi si usa come esclamazione e in origine secondo Xu Shen indicava la bocca spalancata (張口皃). Si vede il radicale della bocca sorridente spalancata oggi squadrato con accanto le zanne, come se indicassero la bocca spalancata di un uomo e/o di un animale. L'esclamazione "ya" si collega bene a questo carattere, siccome di base implica la bocca che si spalanca per la sorpresa o concitazione. Le zanne ritornano pure in 芽 ya2, che indica i germogli, immediatamente riconoscibile dal radicale dei due ciuffi d'erba. la chiave di lettura, se non ha riferimenti al mangiare o a oggetti fini, indica la sola pronuncia. Si ritrovano pure in 穿 chuan1, che oggi indica indossare ma in origine significava "penetrare", ben indicato dal radicale dalla caverna e da due zanne che possono penetrare nella carne delle prede; in alternativa, indica molto più probabilmente dei denti che scavano una tana (si pensi ai topi e agli scoiattoli; i due componenti sono più collegabili in questa interpretazione). Una variante derivata da una stilizzazione antica è 𥥯, a cui si aggiunge 䆤. Si vedono pure in 讶 ya4, che indica l'essere sorpresi e in origine l'atto di incontrare (Xu Shen annota 相迎也) e si nota il radicale della parola con accanto due zanne, forse per indicare le due arcate dentarie che si incontrano. Infine, le zanne compaiono pure in 雅 ya3. Quest'ultimo ha come variante 鴉, indica l'eleganza e in origine indicava il corvo. Forse la chiave di lettura cercava di ritrarre il verso onomatopeico del corvo. |
| 呀                | ya5, ya1           | aa1                              | Già spiegato. |
| 压                | ya1                | aat3                             | Indica la pressione e la sua versione tradizionale è 壓, derivante dal una modifica di 厭 yan4: quest'ultimo, oggi 厌, indica lo strazio e la sazietà ed è composto da un dirupo con sotto 猒 yan4, variante 𤡜 (attestato dai bronzi Shang e Zhou), cioè la bocca spalancata 口 (poi la dolcezza 甘) con accanto 肰, che stavolta indica un pezzo di carne saporito mangiato da un cane. In 厭, siccome indica la sazietà, cioè un cane che si è rifocillato di carne. Il dirupo non si spiega, a meno che si ipotizza che sia una location in cui il cane mangia e/o in cui abbandona della carne rimasta, magari per mangiarla più avanti. Nella semplificazione, la carne e la bocca/dolcezza sono spariti, rendendo il carattere laconico. Se alla sazietà e esasperazione si aggiunge la terra, quasi a indicare uno sforzo enorme applicato su un cumulo di terra, si ottiene il carattere per la pressione. Anticamente finiva in *-t. Nella semplificazione spariscono la bocca/dolcezza, la carne e pure il cane, rendendo pure questo carattere laconico. Dalla chiave di lettura deriva 饜 yan4 (semplificazione 餍), a cui si aggiunge il radicale del cibo in basso, per preservare il significato arcaico di sazietà. |
| 膏                | gao1               | gou1                             | Già spiegato. |
| 亚                | ya4                | aa3, ok3                         | Indica l'Asia e in origine il concetto di secondario/inferiore e, secondo lo Zuo Zhuan, anche il Daifu/Grande Ufficiale 大夫, cioè un ufficiale che sbrigava delle faccende di corte al tempo delle Primavere e Autunni (oggi il vocabolo, che conserva la pronuncia arcaica del primo carattere collegata a sua volta a 太, indica il medico). La versione tradizionale è 亞: è un edificio a forma di croce inquadrato dall'alto, forse una tomba. Questo carattere era spesso inciso sui bronzi del periodo Shang. Questo carattere compare come chiave di lettura in 恶 e4 (versione tradizionale 惡), "malvagio": è l'edificio a croce/secondario con sotto il cuore/mente. Non si sa di preciso se il componente in alto ("secondario" con un tono dispregiativo porta a pensare a qualcosa di malvisto) indica parte del significato del carattere o solo la pronuncia (oggi poco riconoscibile perché evoluta dall'Old Chinese e Cinese Medio). Questo carattere semplificato (la forma a croce si è persa) non va confuso con il componente in Jin1 晋 e in pu3 普, già spiegati. |
| 洲                | zhou1              | zau1                             | Indica il concetto di continente ed è il radicale dei flutti d'acqua accanto alla chiave di lettura del fiume con le dune di terra in mezzo, ovvero 州. Quest'ultimo carattere ha una variante arcaica 𠃕 e in origine era semplicemente due tratti per indicare un fiume inquadrato dall'alto simili a 儿 con in mezzo una forma ovale per indicare una duna e l'acqua che scorre divisa dalla duna; il carattere si è poi modificato in tre dune allineate, da cui deriva tutto il carattere 州: le dune da pallini si riducono in dei punti. In origine entrambi i caratteri indicavano le dune su un fiume, importanti da individuare perché la barca o zattera poteva incagliarsi e/o potevano essere sfruttate come un punto in cui fermarsi o per capire se un fiume era navigabile o meno. |
| 严                | yan2               | jim4                             | Indica la rigidità/gravità/strettezza e la sua versione tradizionale è 嚴 (varianti arcaicheggianti 𡃫 e 𡅾): è un paio di bocche spalancate 吅 (nella prima versione nei bronzi del periodo Zhou si notano tre bocche simili a 品 ma tutte in fila) con sotto il dirupo (nella prima versione sembra più un tetto o una cima siccome è a punta) e il carattere che indica "osare; coraggio" 敢 (cioè la mano che afferra la coda di una bestia, con accanto il bastone in mano). Nella divisione di Xu Shen, mancano le tre bocche siccome ne vede due (non ha potuto consultare le ossa e i bronzi). Una possibile suddivisione di tutti i membri, che spiega piuttosto bene la parte in alto, è 喦 nie4 ("chiacchierone, prolisso/verboso", letteralmente una montagna di parole, scritto anche come 讘 ovvero parole + sussurrare 聶 nie4) con sotto 敢 gan3 per la pronuncia. Xu Shen non parla del significato originale del carattere, che probabilmente aveva a che fare con le parole esagerate (chiacchierone + osare) che si trova conservato in 譀 han4. Anticamente finiva in *-m. Si notano tre bocche aperte per indicare anticamente un gruppo di persone pure in 品 e nella chiave di lettura di caratteri come 操, che però indica le bocche degli uccellini (un gruppo di uccelli è richiamato pure in 集) Quanto a 喦 nie4, si aggiunge che è facilmente confondibile con 嵒 yan2, una variante di 岩 yan2 (< *-m; pronuncia dialettale ai2), che indica il dirupo, le rocce e la pericolosità: la chiave di lettura della montagna con sotto il radicale della pietra che cade da un dirupo. Nella variante, che ha il tratto centrale meno lungo, si vedono tre forme circolari, presumibilmente tre pietre, sopra una montagna. Questa è la versione originale nelle ossa oracolari, ripresa poi come semplificazione già nel periodo Han, di 巖 (variante 巗), cioè il radicale della montagna con sotto 嚴 yan2 per la sola pronuncia. Una curiosa variante a cavallo tra 嵒 e 岩 è 𡾏: si notato tre rocce sotto la montagna. In sintesi 嵒 indica il dirupo, le rocce e la pericolosità e questo carattere si trova come chiave di lettura in ai2 癌, che indica il cancro: è il radicale della malattia (un letto messo in piedi) con sotto la chiave di lettura delle rocce per indicare le escrescenze del cancro laddove è visibile sul corpo; le protuberanze sembrano delle pietre su un terreno a causa delle loro irregolarità. Per rimanere in tema di bocche multiple, il carattere 器 qi4 (stilizzazione antica 噐 e variante 𡄛) è quattro bocche spalancate con in mezzo un cane per indicare in origine l'atto di abbaiare; poi ha iniziato a significare "utensile; macchinario". Il significato originale resta in 狺 yin2 (abbaiare: cane + parola). Infine, per chiudere restando in tema di rilievi geografici, 涯 ya2 indica la carriera e in origine il concetto di confine con una distesa idrica/specchio d'acqua (il lungomare, il lungolago e il lungofiume): è il radicale dell'acqua, quasi a indicare un confine marcato da un fiume (si pensi al confine di molte regioni e stati), con accanto la chiave di lettura 厓 ya2 (< *ng-), cioè il baratro con sotto due cumuli di terra (quest'ipotesi è molto calzante) per indicare proprio il confine e la cima. Da una modifica di questa chiave si ottiene 崖 ya2 (radicale della montagna) proprio per ottenere il concetto di cima. Non va confuso con 岸 an4 (variante 㟁), la costa/banchina (non è attestato nelle ossa): è il radicale della montagna con sotto un dirupo e il pittogramma del pestello forse per la sola pronuncia (tutto il carattere sembra essere una modifica di 屵 e4 < *-t, che in origine indicava sempre la costa/banchina, in cui gan1 indica sia la pronuncia sia molto alla lontana il significato siccome gan1 già da solo indica anticamente la banchina, forse come prestito fonetico). |
| 盐                | yan2               | jim4                             | Indica il sale e la sua versione tradizionale è 鹽: è la contrazione della chiave di lettura 監 per motivi di spazio con accanto 鹵. Si vede l'occhio chino per terra, il radicale del sale (cioè il disegno in visione frontale di una saliera con coperchio, corpo e dei chicchi di sale all'interno) e sotto un vaso/contenitore. Per la contrazione, è sparito l'uomo chino sulla bacinella piena d'acqua e intento a specchiarsi. Tutto il carattere sembra indicare una persona che cerca il sale marino in un contenitore pieno di acqua di mare (il sale si produceva in questo modo e anticamente era molto prezioso) oppure indica l'atto di usare il sale in modo oculato proprio perché era un bene raro e prezioso sia per la sua rarità, sia perché serviva non solo come condimento ma anche come conserva (si pensi alla carne sotto sale. Comunque in Cina e in Asia esistevano altri modi di conservare il cibo, per esempio quello di creare una salamoia di riso pressato per conservare la carne cruda. Da questa trovata è nato il sushi, che ha ottenuto la forma moderna nel 1820 in Giappone ed è diventato un cibo diffusissimo in tutto il mondo nella seconda metà del Novecento). Oggi nella parte in alto si trova la semplificazione 圤 pu2 (< *-k), ovvero una variante di 墣 (terra + 菐 pu2 < *-k, che indica il boschetto/una boscaglia, 丵 zhuo2 erba che cresce a cluster con in basso 廾 gong3, le mani giunte; da non confondere con 業 ye4, avente zhuo2 in alto. Xu Shen scrive 瀆菐也。从丵从廾，廾亦聲; in zhuo2, scrive 叢生艸也。象丵嶽相竝出也): indica la zolla di terra. Il radicale del sale è oggi sparito, rendendo il carattere estremamente laconico, e la chiave di lettura conserva solo il vaso in basso, tale per cui la pronuncia e composizione originale è pressoché non recuperabile. Due varianti intermedie e meno laconiche sono 䀋 e 𪉩, mentre una variante molto semplice e diretta è 𪉟. Se la semplificazione attuale non è frutto di una stilizzazione, sembra indicare il sale marino che si deposita sul terreno dopo l'alta marea e dopo che il terreno bagnato si asciuga. Anticamente finiva in *-m. |
| 研                | yan2               | jin4                             | Indica il concetto di ricerca/indagine e possiede una versione arcaicheggiante 硏: è il radicale della pietra con accanto la chiave di lettura jian1/qian1 (anticamente non palatalizzata) 幵, cioè due 干 l'uno compresso accanto all'altro per indicare il concetto di livellato e oggi fusi in 开, fuorviante (l'interpretazione corretta si trova pure nello Shuowen Jiezi: 䃺也。从石幵聲). Lo stesso Xu Shen indica come significato originale "sfregare", con un riferimento alla pietra e alla canapa ruvida raccolta e stipata nella chiave di lettura, dunque tutto il carattere diventa chiaro: indica l'atto di macinare con una pietra e di affilare (si pensi, per fare un esempio a caso, a una pietra limata su una pietra dalla superficie piatta per ottenere una punta di lancia o di ascia in pietra; oppure si pensi ai frantoi antichi formati da due pietre lisce l'una sull'altra con un buco per metterci una canna di bambù come manovella e un buco in mezzo alla pietra in alto per versarci il grano da trasformare in farina; in alternativa si può riferire all'atto di macinare prendendo qualcosa a sassate, come se la pietra fosse un pestello, tenedo conto peraltro che i pestelli potevano essere realizzati non solo in legno ma anche in pietra). Straordinariamente, 硎 keng1/xing2, a cui si aggiunge il coltello nella chiave di lettura, indica proprio la pietra per affilare le lame. Infine, forse non per coincidenza, 硏 era una variante di 硯 yan4, che indica la pietra per strofinare il bastoncino di inchiostro bagnato con l'acqua prima di scrivere e disegnare calligrafie e ha la pronuncia quasi identica. 砚 possiede il radicale della pietra con accanto la percezione, forse un riferimento all'osservazione delle calligrafie e lettura della scritture partorite da un bastoncino di inchiostro sciolto o un riferimento alla comparsa dell'inchiostro durante la sfregatura. |
| 究                | jiu1               | gau3                             | Già spiegato (in base all'apparenza grafica indica il concetto di cercare il fondo di una caverna). Anticamente la consonante non era palatalizzata, come indica pure la chiave di lettura in basso. |
| 眼                | yan3               | ngaan5                           | Già spiegato. Anticamente iniziava in *ng-. |
| 镜                | jing4              | geng3                            | Già spiegato. La sua versione tradizionale è 鏡 e anticamente la consonante non era palatalizzata. |
| 养                | yang3              | joeng5                           | Indica il concetto di nutrire e crescere figli e animali, la sua versione tradizionale è 養 e la versione originale nelle ossa oracolari e nei bronzi Shang e Zhou è 𢼝 con variante 䍩: è una capra con accanto un bastone in mano per indicare l'attività di un allevatore/pastore. Successivamente, il carattere è mutato in una capra con sotto il radicale del cibo, che nella semplificazione si è ridotto in due tratti ed è irriconoscibile. Una variante che ricalca la grafia semi-arcaica è 飬. |
| 邀                | yao1               | jiu1                             | Già spiegato. |
| 钥                | yao4               | joek6                            | Già spiegato. La sua versione tradizionale è 鑰 e anticamente finiva in *-k. |
| 匙                | shi5; chi2         | ci4                              | Già spiegato. |
| 叶                | ye4                | jip6                             | Già spiegato. La sua versione tradizionale è 葉 e anticamente finiva in *-p. |
| 页                | ye4                | jip6                             | Già spiegato. La sua versione tradizionale è 頁 e anticamente finiva in *-p. |
| 切                | qie1, qie4         | cit3                             | Già spiegato. Anticamente finiva in *-t. |
| 艺                | yi4                | ngai6                            | Già spiegato. La sua versione tradizionale è 藝 e anticamente finiva in *ng-. |
| 引                | yin3               | jan5                             | Indica il concetto di causare e la versione originale è 𢎢: è un arco tenuto in mano da una persona ritratta di fronte 大 per indicare l'atto di tendere la corda dell'arco. Oggi si vede l'arco con accanto una linea verticale per indicare la corda tesa. |
| 赢                | ying2              | jeng4                            | Indica il concetto di vincere e la versione tradizionale è 贏: è il radicale della conchiglia, visibile in basso, con tutt'intorno 𦟀 luo3, la versione antica del carattere che ricalca una varietà di pronuncia arcaica (Xu Shen aggiunge che forse indicava il nome di una bestia selvatica). Nel carattere originale, si notano complessivamente 亡, 口, 月, 貝 e la persona inginocchiata e ritratta di lato con le braccia tese per abbracciare qualcosa. Tutti questi componenti, presenti nella versione riportata nello Shuowen Jiezi e nella versione degli Stati Combattenti, sembrano un rompicapo affascinante, ma il carattere è quasi immediatamente comprensibile se si guarda la prima versione nota a partire dai bronzi Shang e Zhou: è il pittogramma inquadrato dall'alto di una barca di drago sinuosa con una conchiglia in mezzo, probabilmente per indicare una caccia alle conchiglie per usarle come valuta. Se si comparano le due versioni, si nota che il carattere descritto da Xu Shen è una stilizzazione goffa e criptica della barca: solo la conchiglia si distingue chiaramente. La parte superiore della barca è 亡, la testa del drago è 口, il muso lungo del drago è 月 mentre il corpo snello, allungato e curvato della barca, coda inclusa, è il componente in basso a destra. Questa barca può avere un qualche collegamento con la misteriosa bestia selvatica di cui parla Xu Shen (esiste un carattere con il radicale dell'insetto al posto di quello della conchiglia ma indica un tipo di ape). Il carattere, che è aperto ad altre interpretazioni, è visibile in https://en.wiktionary.org/wiki/File:%E8%B4%8F-bronze.svg. Per esempio, il Dizionario Kangxi riporta due commentari che formulano un'ipotesi sulla bestia: lo 正譌 riporta 象形。獸之淺毛者，若虎豹貔象之屬, mentre lo 正字通 riporta 按周禮冬官考工記：厚脣、弇口、出目、短耳、大胷、燿後、大體、短脰. Se non è una barca di drago, è una bestia dalle labbra spesse, la bocca spalancata, gli occhi sporgenti, le orecchie corte e il corpo enorme e il pelo superficiale, tra le varie descrizioni date (curiosamente, i calabroni hanno del pelo superficiale). Il primo commentario ipotizza sia un felino, ma queste caratteristiche si possono applicare anche a un drago dal corpo sinuoso e snodato, che anche il felino in questione dovrebbe avere (molti animali disegnati come pittogrammi non hanno il corpo così snodato). |
| 聘                | pin4               | ping3                            | Già spiegato. Anticamente finiva in *-ng, pronuncia conservata nelle altre lingue. |
| 勇                | yong3              | jung5                            | Indica il concetto di coraggio ed è composto dalla chiave di lettura 甬 tong3 (㔾 + 用) con sotto il radicale della forza. La chiave di lettura, per farne una ricapitolazione, indica come prestito fonetico un sentiero delineato da due muri, un 甬道 tong3dao4 (è anche il nome di un fiume a Ningbo, nello Zhejiang; forse ha un qualche riferimento alla sua morfologia. Indica pure lo stile teatrale di Ningbo, il Tongju 甬剧), mentre in origine tong3 indicava un modo in cui crescono i cespugli (Xu Shen, in modo criptico, spiega 艸木華甬甬然也). Il pittogramma nei bronzi Shang e Zhou spiega l'origine ancora più antica del carattere: è una campana usata come strumento musicale inquadrata frontalmente. In alto si vede l'attaccatura (o, più probabilmente, il manico con cui si impugnava) e in basso il corpo con dei segni. Magari l'apparenza dei cespugli cresciuti ha un qualche legame con queste informazioni. Il senso originale del carattere si sarebbe preservato in 鏞 yong1, di pronuncia simile e ma chiave di lettura abbastanza diversa. Altri caratteri già illustrati in cui si trova questa chiave di lettura sono 通, 桶 e 筩 (variante di 筒 tong3). Quanto a 勇 (variante 勈), sembra di vedere una campana che incita qualcuno a farsi forza e coraggio. Ma nella versione originale, nelle ossa oracolari, si vede 㦷, cioè la campana con accanto la lancia. Il carattere si spiega se si vede una descrizione del carattere nello Zuo Zhuan: "sapere che si morirà e non importarsene", il che rimanda a un forte coraggio con un riferimento a situazioni pericolose (in apparenza, al combattimento armato: si pensi a una guerra). |
| 敢                | gan3               | gam2                             | Già spiegato. Anticamente finiva in *-m. Si usa anche in 橄榄 per indicare le olive. In 榄 (versione tradizionale 欖) si vede il radicale dell'albero con accanto il carattere che indica l'osservazione (occhio chino + persona china su una bacinella d'acqua che funge da specchio + radicale della percezione) presumibilmente per indicare la sola pronuncia. Questo carattere non è presente nello Shuowen Jiezi ma è attestato nel Dizionario Kangxi siccome è stato coniato successivamente all'Old Chinese. |
| 永                | yong3              | wing5                            | Già spiegato. |
| 优                | you2               | jau1                             | Indica il concetto di eccellente e, in origine, quello di abbondante (Xu Shen scrive 饒也, usando un carattere che si riferisce al cibo) ed è formato dal radicale della persona accanto alla chiave di lettura "vietato", che in origine è una mano con un tratto sulle dita, ma il carattere non si spiega bene siccome è il risultato di una semplificazione: la versione tradizionale è 優, in cui si nota la chiave di lettura 憂 you1 (da cui deriva la semplificazione che confluisce in 忧 you4, già esistente e indicante il battito cardiaco, come ben indicato dal radicale del cuore e dalla mano con le dita enfatizzate con un tratto per misurare il battito mettendo il palmo della mano sul torace o tastando l'arteria radiale sul polso). La chiave di lettura, isolata da tutto il carattere, indica il camminare lentamente/con calma (Xu Shen indica 和之行也。从夊𢚧) la tristezza e in origine è 𢝊/𢚧 you1, "preoccuparsi; ansioso, triste" (愁也。从心从頁, ovvero una persona inginocchiata a lato con la testa grossa con sotto il radicale del cuore/mente) con sotto il radicale del piede 夊. Nell'unificazione dei componenti e stilizzazione, la parte in basso del componente in alto, 八, si è aperta per fare spazio in 冖: dunque si ottiene 憂. Come variante grafica ha 㥑, in cui curiosamente il piede sparisce (sembra più simile a 𢚧, da cui forse deriva). Quindi, l'abbondanza si ottiene con la persona accanto al camminare con calma, come se l'uomo fosse carico di qualcosa e/o abbia mangiato molto (il significato legato al battito cardiaco non sembra legarsi benissimo al significato originario). Il significato dell'intero carattere è poi cambiato in "eccellente" e la grafia è mutata in 优. |
| 秀                | xiu4               | sau3                             | Già spiegato. |
| 幽                | you1               | jau1                             | Indica il concetto di nascondere, oggi si usa come sillaba per trascrivere parole straniere (e.g. humor, un concetto anticamente sconosciuto ai cinesi) e, nella versione originale, si vedono due pendagli di bozzoli di baco da seta 𢆶 you1 (se si usano da soli significano "piccolo/minuto") con sotto il fuoco, oggi stilizzatosi in 山, fuorviante. I due componenti si sono poi incastrati. Un commentatore dello Shuowen Jiezi ha riportato che un carattere che vi assomiglia è 黝 you3, che indica il colore nero, ma il fuoco in basso non è presente nella primissima versione del radicale del colore nero siccome si vede una persona con la faccia tatuata di nero come punizione. |
| 默                | mo4                | mak6                             | Indica il concetto di silenzioso e ha a sinistra la chiave di lettura del colore nero hei1 (l'uomo con la faccia tatuata di nero come punizione nella Cina antica; curiosamente, la pronuncia dell'iniziale dell'intero carattere ricalca 墨 mo4; in alternativa, ricalca la pronuncia in Old Chinese del colore nero 黑, che iniziava con /m/ sorda e faringalizzata nella ricostruzione Baxter-Sagart 2014 siccome è una sillaba di tipo A, cioè sempre colpita da faringalizzazione. In 黑, la pronuncia in Primo Cinese Medio è mutata in un suono aspirato sonoro *h- forse già da tempo prima della scrittura del Qieyun); a destra ha il radicale del cane. La chiave forse è usata per la sola pronuncia, a meno che richiama l'oscurità. In origine, tutto il carattere indicava un cane silenzioso che seguiva il padrone (犬暫逐人也。从犬黑聲，讀若墨 [da questo accenno sulla pronuncia, si nota un cambiamento di pronuncia già al tempo del Cinese degli Han Orientali, siccome Xu Shen ha scritto la sua opera nel 100 d.C. circa]). Anticamente finiva in *-k. Una variante di questo carattere è 黙. |
| 尤                | you1               | jau4                             | Già spiegato. |
| 由                | yu2                | jau4                             | Già spiegato. |
| 局                | ju2                | guk6                             | Indica il concetto di piegarsi e di ufficio (e.g. la stazione di polizia) e una variante arcaicheggiante, simile alla prima versione attestata nei listelli di bambù e strisce di seta del periodo Qin è 𡱈: il concetto di piegarsi deriva da un prestito fonetico perché in origine il carattere indicava un pezzo di scacchi (棋子, anticamente detto anche 局子). Dalla sua composizione, si nota una forma sinuosa con sotto una bocca che indica la base. Anticamente la consonante non era palatalizzata e tutto il carattere finiva in *-k. |
| 谊                | yi4                | ji4                              | Indica il concetto di amicizia e la versione tradizionale è 誼: è il radicale della parola con la chiave di lettura 宜 yi5/yi2 (versioni arcaicheggianti 𠣨 e 𡨆), che come già accennato indica due pezzi di carne su un altare sacrificale per antenati (la chiave di lettura in origine significava "stare al sicuro" con un riferimento agli spiriti ingraziati con sacrifici: Xu Shen infatti scrive 所安也; poi ha iniziato a indicare "appropriato"). Dunque, l'amicizia è indicata con le parole scambiate tra amici accanto a "appropriato" per indicare l'andare d'accordo o, se si basa sul significato originale, lo "stare al sicuro" perché l'amico non ha cattive intenzioni. |
| 趣                | qu4, qu5           | ceoi3                            | Già spiegato. |
| 愉                | yu2                | jyu4                             | Già spiegato. Non va confuso con 愈. |
| 与                | yu3, yu4           | jyu5                             | Già spiegato. La sua versione tradizionale è 與. |
| 羽                | yu3                | jyu5                             | Già spiegato. |
| 言                | yan2               | jin4                             | Già spiegato. |
| 预                | yu4                | jyu6                             | Già spiegato. La sua versione tradizionale è 預. |
| 原                | yuan2              | jyun4                            | Già spiegato. |
| 谅                | liang5, liang4     | loeng6                           | Indica il concetto di perdonare (in originale quello di "onestà") e la versione tradizionale è 諒: è il radicale della parola accanto alla chiave di lettura della torre/capitale forse per indicare come il perdono e l'onestà siano cose alte e nobili. |
| 阅                | yue4               | jyut6                            | Indica il concetto di leggere e la versione tradizionale è 閱: è una porta a due battenti con dentro 兑 (deriva da una contrazione di 说 siccome 阅 < *-t), che indicava l'atto di parlare, scambiarsi parole. In origine indicava l'atto di fare l'inventario di qualcosa e/o esaminare qualcosa, un'azione eseguita dentro una stanza accennata dalla porta a due battenti e fatta ad alta voce (Xu Shen dice 阅，具数于门中也). Anticamente finiva in *-t. |
| 云                | yun2               | wan4                             | Già spiegato. La sua versione tradizionale è 雲. |
| 允                | yun3               | wan5                             | Indica il concetto di appropriato e consentire/lasciar fare e, nelle ossa oracolari e nei bronzi Shang e Zhou, si nota una persona ritratta di lato con la testa grossa e leggermente china. Il disegno si è poi stilizzato in 㠯 con sotto le gambe 儿. Tutto questo carattere compare come chiave di lettura in 吮 shun3, succhiare (con la bocca, non con cannucce), forse per indicare la sola pronuncia, a meno che si riferisce a una posizione ad hoc della bocca disegnata come spalancata per succhiare. Il carattere compare schiacciato in alto in 夋 Qun1, il nome di uno dei primi mitici sovrani della Cina, il padre di Yao (già spiegato). |
| 志                | zhi4               | zi3                              | Indica il concetto di obiettivo/goal ed è la chiave di lettura dell'intellettuale e soldato (cioè il pittogramma di un'ascia) sopra il radicale del cuore/mente. Ma la versione originale è 𢗍, in cui si vede la piantina zhi1 之, che peraltro indica molto meglio la pronuncia. Esiste anche una variante 𢖽, da cui si ricava che probabilmente la versione attuale deriva da una corruzione o stilizzazione. Siccome in carattere in alto, la piantina, in cinese classico indicava il possesso ma in più aveva il significato collegato alla piantina di "germogliare; venire/apparire, andare", si può collegare molto bene con il cuore/mente per indicare lo scopo. |
| 咱                | zan2               | zaa1                             | Indica oggi la prima persona plurale che include anche l'interlocutore ("noi tutti") e, nel linguaggio letterale, significa pure "io": è il radicale della bocca spalancata per indicare una parola grammaticale accanto al pittogramma in visione frontale del naso per indicare se stessi (in più, nella comunicazione non verbale, in Cina, Giappone e Corea si indica se stessi toccandosi la punta del naso). La pronuncia cantonese deriverebbe da una seconda pronuncia più rara, "za2". In nessun dialetto il carattere ha la pronuncia che finisce in -n. La sua presenza o assenza si ricostruisce dall'etimologia della parola: za2 deriva dalla contrazione del plurale 自家 zi4jia1, mentre zan2 deriva dalla contrazione del plurale 自們 zi4men5. |
| 暂                | zan4               | zaam6                            | Indica il concetto di temporaneo, in origine quello di breve intervallo temporale e la versione tradizionale è 暫: è la chiave di lettura 斬 zhan3 (< *-m), oggi 斩 ("tagliare; decapitare"), con sotto il radicale del sole schiacciato. Sembra dunque indicare in modo letterale una porzione piccola di tempo, un "pezzo" tagliato nell'arco della giornata. Anticamente finiva in *-m. |
| 脏                | zang1, zang4       | zong1 (> 髒); zong6 (> 臟)       | Il carattere è la semplificazione unica di due diversi caratteri, tale per cui si crea una piccola confusione: il primo è 臟 zang4, avente il radicale della carne a lato e indicante gli organi e viscere; la chiave di lettura è cang2, "nascondere; nascosto" ed è formata dal radicale dell'erba con 臧 zang1 ("schiavo"), la cui versione originale nelle ossa oracolari è 𦣣: è l'arma messa in piedi 戈 con accanto l'occhio di una persona con la teta china 臣 e l'aggiunta a partire dai bronzi del periodo Zhou 爿. Si vede allora una persona in atteggiamento sottomesso con accanto l'arma di un soldato (siccome i due membri sono attaccati, non è chiaro se l'arma stia accecando lo schiavo, cosa che viene richiamata in 童 e 民; in molti altri caratteri gli schiavi e la concubina sono indicati con il coltello per marchiare i prigionieri sopra la testa. Ai prigionieri di guerra e agli schiavi si tagliava l'orecchio sinistro o si accecavano). Xu Shen ha erroneamente interpretato il carattere come 臣 + 戕 qiang1 (un'antica ascia; uccidere; distruggere) siccome non ha potuto consultare le ossa oracolari. Dunque, lo schiavo veniva utilizzato come variante per dire "nascondere; magazzino; scritture buddiste; Tibet", "viscere" e "beni rubati, il maltolto". Questi tre caratteri si sono differenziati e specializzati come 藏 zang4 (il radicale dell'erba indica la vegetazione che nasconde qualcosa con la sua crescita selvaggia o con il suo utilizzo come copertura), 臟 zang4 (carne +qualcosa che è nascosto sotto alla pelle, con qualche possibile riferimento a un taglio nel corpo: le viscere) e 贓 > 赃 zang1, avente il radicale della conchiglia, qualcosa di rubato con le armi a qualcuno sottomesso, volendo anche un popolo conquistato. Il secondo carattere che vi confluisce è 髒 zang1, avente il radicale dello scheletro e indicante la sporcizia (forse riferito nello specifico alle ossa spolpate o a ossa di carcasse scuoiate e macellate). La chiave di lettura 葬 zang4, "seppellire; tumulo" è formata 死 ("morire", resti umani ridotti a ossa e una persona viva stilizzata accanto) e 茻 dislocato come due ciuffi in alto e due in basso, di cui due ciuffi di erba ancora riconoscibile in alto. Nella variante 塟 si trova la terra, mentre i ciuffi d'erba si riconoscono in 𦽱 e 𦿑 e parzialmente in 𧂥. Da questo carattere deriva la semplificazione diretta in 臟; con "Tibet, nascondere" è facoltativa. |
| 责                | ze2                | zaak3                            | Già spiegato. La sua versione tradizionale è 責 e anticamente finiva in *-k. |
| 任                | ren4               | jam6                             | Indica il concetto di responsabilità (anticamente, quello di trasportare oggetti con un palo che si poggia sulle spalle come 担) e, nelle ossa oracolari si nota il radicale della persona accanto a un falso amico di 工, a cui si è aggiunto un punto in mezzo poi assottigliatosi in un tratto orizzontale (si ottiene la chiave di lettura 壬 ren2): è il palo di bambù che si mette sulle spalle. Il punto lo differenzia dalla squadra da carpentiere e simili o indica che è tenuto in mano. In alcune grafie assomigliava molto a 王 e, nelle ossa oracolari, i due componenti si potevano invertire. Una versione semi-arcaica è 賃 (> 赁), in cui si è aggiunta la conchiglia in basso forse per la confusione con il carattere omografo che indicava i soldi dati per l'affitto. 壬 come prestito indica anche il nono Tronco Celeste. Anticamente finiva in *-m. |
| 增                | zeng1              | zang1                            | Già spiegato. La sua versione tradizionale e arcaicheggiante è 増. |
| 占                | zhan4              | zim1; zim3 (> 佔)                | Già spiegato. Anticamente finiva in *-m. |
| 线                | xian4              | sin3                             | Indica il tragitto e in origine il filo e la versione tradizionale è sia 線 che 綫 (quest'ultima è quella originale): è il radicale della seta con accanto due armi con la lama l'una sopra l'altra per indicare il concetto di piccolo, derivato a sua volta da quello di distruggere/fare a pezzi/tagliuzzare (Xu Shen indica il significato della chiave di lettura come 賊也。从二戈). |
| 招                | zhao1              | ziu1                             | Già spiegato. |
| 照                | zhao4              | ziu3                             | Già spiegato. |
| 整                | zheng3             | zing2                            | Indica il concetto di intero e, anticamente, di mettere insieme e in ordine e la versione arcaica è 𢿫: è 敕 chi4 (< *-k) con sotto la chiave di lettura 正 zheng4. Il componente in alto, che rende il senso (sacco chiuso da due estremita per la pronuncia + bastone in mano per indicare l'autorità), significava "ammonire; ordine imperiale/editto imperiale (诏书)" e, come sinonimo del carattere raro 饬 chi4 (< *-k), "mettere in ordine". |
| 式                | shi4               | sik1                             | Già spiegato. Anticamente finiva in *-k. |
| 支                | zhi1               | zi1                              | Indicava il concetto di ramo ed è il disegno di un rametto con le foglie (forse un virgulto di bambù) tenuto da una mano destra in mano. Nella parte bassa, in base alla versione arcaica riportata da Xu Shen, si notano quelle che sembrano delle radici o foglie o schegge o simili. Oggi si usa come classificatore per i pennelli e le penne, ottenuti in origine a partire da rami e pezzi di bambù con la punta affilata, poi rinforzata con un cappuccio di cuoio e infine sostituiti dal pennello con i peli (oggi si usano solo in calligrafia). Il significato originale resta nel carattere 枝 zhi1, a cui si aggiunge il radicale dell'albero. La stessa chiave di lettura. Il carattere del bastone ritorna in 技 ji4 (radicale della mano), che indica la tecnica/abilità con un qualche riferimento ad attività manuali (il bastone stesso è un attrezzo o una materia prima: si pensi a un bastone per picchiare i rami di un albero e fare cadere la frutta o a un bastone limato e scavato per accendere il fuoco sfregandoci un altro bastone sopra o limato per ottenere un bandolo di trucioli per alimentare un fuoco) o, secondo un'altra interpretazione, indica la sottigliezza e ingegno delle tecniche collegata alla sottigliezza del bastone. Si trova pure in 妓, che indicava l'intrattenitrice nell'antica Cina e oggi la prostituta. Era una donna di rango non alto (radicale della donna inginocchiata) che conosceva delle tecniche, per esempio il canto e la musica. La chiave di lettura si riferisce a questo e/o alla sottigliezza della loro arte |
| 植                | zhi2               | zik6                             | Già spiegato. Anticamente finiva in *-k. |
| 职                | zhi2               | zik1                             | Indica il concetto di dovere/occupazione, in origine quello di ricordare fin nei dettagli (記微也) e la versione tradizionale è 職: è il radicale dell'orecchio con accanto la chiave di lettura 戠 zhi1, che indicava un tipo di spada e i vasi di argilla (in più era intercambiabile con il carattere che indicava il terreno argilloso 埴 zhi2) ed è un carattere composto da 戈 con sotto la lingua fuori dalla bocca e un tratto in alto per indicare il suono, 音, che nella versione moderna è poco riconoscibile perché è scollato e dislocato (con la versione 𧧬 la sua presenza si può intuire). Sembra di vedere un orecchio che ascolta qualcosa legato alla guerra o alla produzione di vasi in ariglla o che ascolta gli ordini e una qualche attività collegata alla guerra o alla produzione di vasellame. Oggi la chiave è semplificata dalla bocca che parla con uno sbuffo in basso. Anticamente finiva in *-k. |
| 指                | zhi3               | zi2                              | Indica il concetto di indicare con il dito (ma anche in senso astratto) ed è il radicale della mano accanto alla chiave di lettura 旨 zhi3 cioè un uomo piegato 匕 (fuorviante) con sotto la bocca sorridente spalancata a cui si è aggiunto un tratto per indicare un oggetto dolce infilato dentro o per enfatizzare la lingua e il gusto 甘 per indicare il concetto di assaggiare/tentare: si trova nella versione tradizionale di 尝. La chiave di lettura indica la sola pronuncia, a meno che è un riferimento alle dita siccome anticamente, prima che venissero inventate le bacchette di bambù e altri materiali, si mangiava con le mani, cioè prendendo il cibo con le dita. Le posate occidentali sono state introdotte in Asia dai colonizzatori europei. Non confondere con parte a sinistra in 既 e 即. Questa chiave di lettura, oltre ai due caratteri menzionati, si trova pure in 脂 zhi1, che indica il grasso: è il radicale della carne per indicare la carne grassa con accanto l'assaggio e il cibo dolce, come specificato dalle versioni successive, per indicare come il grasso sia un cibo commestibile e sia tenero e saporito. indica anche la resina, forse per indicare una qualche somiglianza con il grasso (è appiccicosa, è morbida quando è prodotta dall'albero e ha un buon odore). |
| 质                | zhi4               | zat1                             | Indica il materiale e la qualità e la versione tradizionale è 質: è un paio di asce 斦 yin2/zhi4 (< *ng-) con sotto la conchiglia 貝. La due asce da sole indicavano una base su cui tagliare gli oggetti con l'ascia, forse un ceppo in pietra (砧 zhen1, zhan1). Il sinogramma sembra coniugare entrambi i significati, siccome si indica il materiale come qualcosa che si taglia e la conchiglia per indicare qualcosa di prezioso. Nella semplificazione, le due asce sono irriconoscibili. Anticamente finiva in *-t. Forse da questo carattere deriva il carattere raro 櫍 zhi4, che indica un ceppo in legno (come indicato nello specifico dal radicale dell'albero) per tagliare gli oggetti con l'ascia. Il carattere 质 non va confuso con 盾, che indica lo scudo. La prima versione è molto simile a 申 (ha due tratti orizzontali dentro), poi l'impugnatura nella parte che sporge dal basso è sparita. Il radicale del dirupo è un'aggiunta che si è accompagnata alla sparizione di parte dell'impugnatura. |
| 围                | wei2               | wai4                             | Già spiegato. La sua versione tradizionale è 圍. |
| 主                | zhu3               | zyu2                             | Già spiegato. |
| 祝                | zhu4               | zuk1                             | Indica il concetto di fare gli auguri e, anticamente, quello di pregare per la propria felicità e di desiderare. Il carattere è composto dall'altare sacrificale a T (poi divenuto a tre gambe) con accanto un falso amico del fratello maggiore: in questo preciso carattere è una persona inginocchiata inquadrata di lato con la bocca spalancata per pregare (il fratello maggiore è ritratto in piedi fin dalla prima versione). Anticamente finiva in *-k. |
| 贺                | he4                | ho6                              | Indica il concetto di complimento (secondo Xu Shen, fare doni (以禮相奉慶也 ovvero 以礼物捧场庆祝) e la versione tradizionale è 賀: è una mano che consegna a qualcuno una conchiglia preziosa (la mano è stilizzata come il carattere che indica la forza, quasi a indicare uno sforzo, ma molto probabilmente è un falso amico data la somiglianza grafica). A tutto il carattere si aggiunge in basso o in alto in base alle varianti una bocca spalancata, forse intenta a fare complimenti o a recitare una qualche formula che si accompagna al dono. Xu Shen, che non ha potuto consultare i bronzi Shang e Zhou in cui questo carattere è attestato, ha messo insieme la bocca e il coltello e ha creduto di vedere 加, che accenna in parte alla pronuncia in Primo Cinese Medio. Non solo il coltello è molto probabilmente un falso amico, ma si aggiunge l'ulteriore indizio a sfavore che, nelle varie versioni antiche del carattere, la mano e la bocca appaiono dislocati o messi in verticale e non sono sempre fusi in un'unica unità in cima al carattere. Questa suddivisione viene usata spesso nell'etimologia folk. |
| 著                | zhu4               | zyu3; zoek3 (> 着)               | Già spiegato. La pronuncia da cui deriva l'odierno 着 finiva in *-k. |
| 专                | zhuan1             | zyun1                            | Già spiegato. La sua versione tradizionale è 專. |
| 转                | zhuan3             | zyun2, zyun3                     | Già spiegato. La sua versione tradizionale è 轉. |
| 赚                | zhuan4             | zaan6, zaan2                     | Già spiegato. La sua versione tradizionale è 賺. |
| 仔                | zi3                | zai2                             | Indica il concetto di meticolosità e di animale giovane e addomesticato ed è composto da una persona adulta con accanto un bambino. Nei dialetti indica i figli piccoli e i bambini, significato che si lega in modo diretto alla composizione del carattere. Nelle ossa oracolari i componenti erano invertiti. |
| 尊                | zun1               | zyun1                            | Già spiegato. |

### Paleografia e etimologia
- https://www.yw11.com/zidian/8828/ (Qimingwang, che contiene ricostruzioni della grafia e il fanqie contenuto nel Guangyun del 1008)
- (ZH) Dizionario filologico, su qiyuan.chaziwang.com. URL consultato il 10 novembre 2020 (archiviato dall'url originale il 27 settembre 2020).
- https://humanum.arts.cuhk.edu.hk/Lexis/lexi-mf/ (Multi-function Chinese Character Database, per visualizzare le riproduzioni dei caratteri nelle versioni antiche)
- https://hanziyuan.net/ Chinese Etimology (per visualizzare le riproduzioni dei caratteri nelle versioni antiche)
- Howell, Lawrence J.; Hikaru, Morimoto. Etymological Dictionary of Han/Chinese Characters, 2016 [PDF] (https://bradwarden.com/kanji/etymology/kanjietymology.pdf), (per le ricostruzioni della grafia e senso e go-on)

### Shuowen Jiezi, cinese storico e cantonese
- https://www.zdic.net/ (contiene le definizioni dello Shuowen Jiezi in caratteri semplificati e alcune glosse)
- https://www.cidianwang.com/shuowenjiezi/ (contiene le definizioni dello Shuowen Jiezi con la riscrittura in lingua moderna e alcune glosse)
- Baxter, William H.; Sagart, Laurent. Old Chinese. A New Reconstruction, Oxford University Press, USA, 2014. (per informazioni base e aggiornate sull'antico cinese collegabili all'etimologia. Matisoff ha fatto uso sia della ricostruzione di Karlgren, sia di una versione di Baxter del 1992)
- http://lodel.ehess.fr/crlao/document.php?id=1217 Guangyun (9000 caratteri) con pronuncia in primo cinese medio ricostruita da Baxter (2011, fonte recente)
- http://ocbaxtersagart.lsait.lsa.umich.edu/BaxterSagartOCbyMandarinMC2014-09-20.pdf Archiviato il 10 ottobre 2022 su ghostarchive.org URL di servizio di archiviazione sconosciuto. Dizionario di 5000 caratteri con pronuncia in antico cinese ricostruita da Baxter/Sagart (2014, fonte recente)
- https://cantonese.org/ Dizionario di dialetto cantonese CC-Canto (romanizzazione Jyutping)